# Bloc de l'Est
Cet article n'aborde pas l'histoire des régimes communistes hors d'Europe qui existaient en Asie ou dans le reste du monde et qui, pendant la guerre froide, étaient également souvent considérés comme faisant partie du bloc communiste, du camp socialiste ou parfois aussi du bloc de l’Est par extension. L’ensemble des régimes se réclamant du communisme ne constituaient toutefois pas un bloc monolithique car à partir de la rupture sino-soviétique, certains conduisaient leur propre politique plus ou moins distincte de celle de l'Union soviétique.

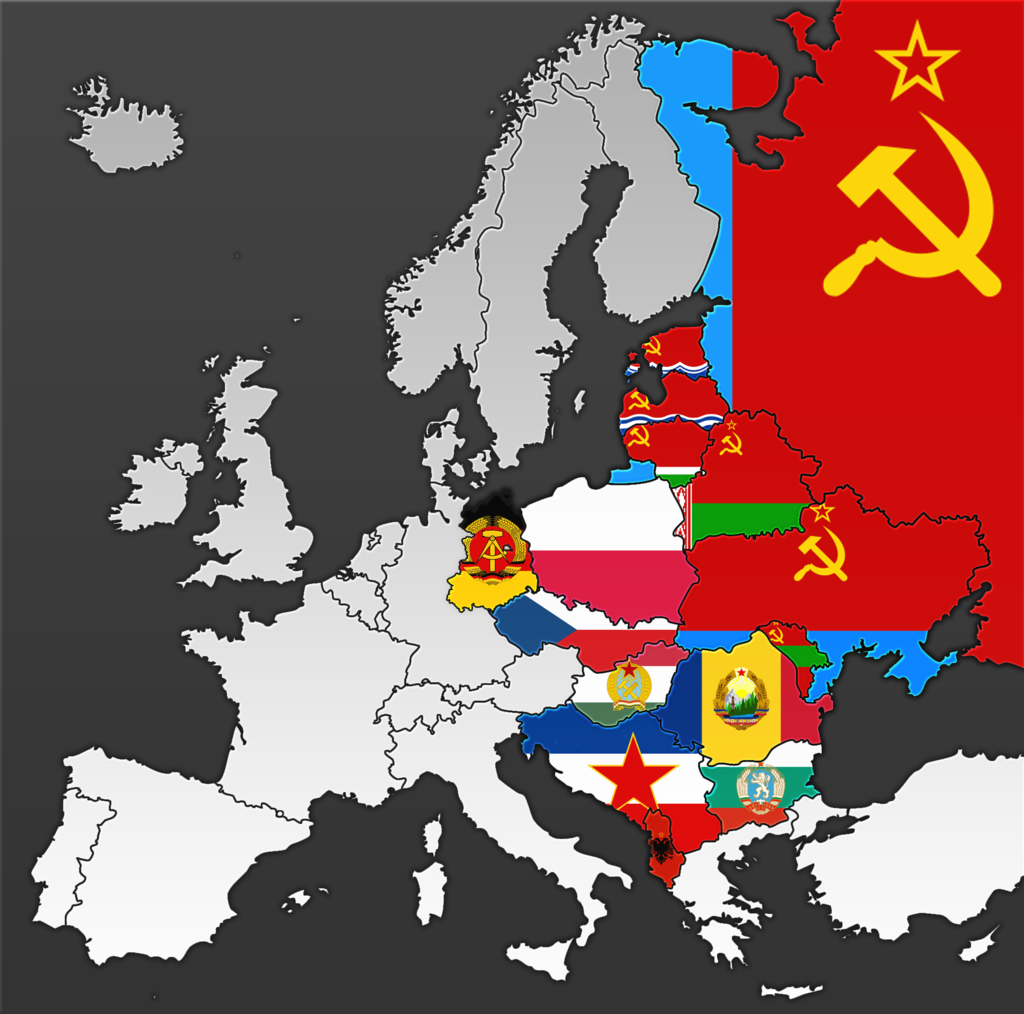

L’expression bloc de l’Est désigne l’ensemble des régimes communistes instaurés après la Seconde Guerre mondiale dans les pays d’Europe placés sous le contrôle plus ou moins direct de l’Union soviétique et situés à l’Est du rideau de fer. D’autres désignations sont aussi utilisées, les plus courantes étant pays de l’Est, mais aussi bloc soviétique, bloc communiste ou camp socialiste. Pour leur part, les partis communistes emploient l’expression « démocraties populaires » visant à accréditer l’idée que ces régimes permettent aux peuples de mieux exprimer leur souveraineté que les régimes parlementaires d’Europe occidentale. Les Occidentaux les qualifient de manière péjorative de « pays satellites de l'URSS ».
Les pays d’Europe ayant appartenu au bloc de l’Est sont l’Albanie, la RDA (Allemagne de l'Est), la Bulgarie, la Hongrie, la Pologne, la Roumanie, la Tchécoslovaquie et brièvement la Yougoslavie. La notion de « bloc » est cependant toute relative. Ainsi, la Yougoslavie de Tito reste, après la rupture de 1948, à l’écart de la tutelle soviétique, joue un rôle majeur au sein du mouvement des non-alignés et met en œuvre une politique d'ouverture avec l'Europe de l'Ouest. Les relations de l’Albanie avec l’URSS se dégradent également en 1961. La Roumanie, dans une moindre mesure, acquiert également durant les années 1960 une certaine autonomie vis-à-vis de l’URSS, tout en restant oligarchique et dogmatique en politique intérieure.
Entre 1945 et 1948, le parti communiste prend le pouvoir dans tous ces pays, devient parti unique en éliminant ou en absorbant les autres partis, et met en place un régime se réclamant du socialisme, calqué sur celui de l’Union soviétique. Pendant les quarante années qui suivent, ces pays connaissent un réel développement économique, mais surtout dans les domaines de l’industrie lourde, de l’armement et de la conquête spatiale. En revanche, l’agriculture, les industries de transformation et les services connaissent de graves difficultés, de sorte que le niveau de vie de la majorité des citoyens qui n'appartiennent pas à la nomenklatura reste très inférieur à celui de l’Ouest.
Ces difficultés économiques, conjuguées avec les restrictions des libertés, entraînent de violentes crises en RDA en 1953, en Pologne et en Hongrie en 1956. Khrouchtchev assouplit sensiblement le régime stalinien et introduit des réformes qui améliorent les conditions de vie de la population, mais n'apportent pas à long terme de solution durable aux problèmes économiques et sociaux. Les succès spatiaux et sportifs, largement exploités par la propagande, ne parviennent pas à cacher les échecs. Brejnev impose le maintien de « l'unité » du bloc de l'Est au prix si nécessaire d'une intervention militaire pour mettre fin en 1968 au Printemps de Prague, tentative des dirigeants communistes tchécoslovaques d'instaurer un socialisme à visage humain.
L’effondrement du bloc de l’Est et de l’URSS se produit sur une période très courte, entre 1989 et 1991, le plus souvent de manière pacifique. Il prend par surprise les Occidentaux malgré les voix dissidentes qui s'élèvent à l'Est comme celle d'Andreï Amalrik qui estime déjà dans les années 1970 que l’étouffement du « Printemps de Prague » et donc du « socialisme à visage humain » prive le bloc de l’Est de sa dernière « alternative d’avenir », rendant inéluctable son effondrement.
Le bloc de l'est se définit par opposition au bloc de l'ouest.

## Formation du Bloc de l'Est (1944-1948)
Le passage de la Grande alliance entre les États-Unis, l'Union soviétique et la Grande-Bretagne pour vaincre le Troisième Reich allemand à l'instauration de la guerre froide opposant les démocraties occidentales aux régimes communistes s'est opéré en moins de trois ans après la fin de la Seconde Guerre mondiale. Les évènements décisifs consacrant ce divorce se sont déroulés en Europe, avec la mainmise soviétique sur six pays d'Europe de l'Est, tandis que les Occidentaux conservent leur prépondérance en Grèce, en Turquie et en Iran malgré les tentatives de déstabilisation menées par Staline.

### Contexte historique issu de la Seconde Guerre mondiale

#### Les prémices: le pacte germano-soviétique d'août 1939
Le pacte germano-soviétique permet à Staline de reprendre la quasi-totalité des territoires aux marches occidentales de l'empire russe perdus depuis la chute du tsarisme. Il annexe ainsi les trois Pays baltes, (Estonie, Lettonie et Lituanie), ainsi que des régions devenues polonaises à l'ouest de l'Ukraine et de la Biélorussie, selon un tracé adapté de celui de la ligne Curzon.

#### Accords passés entre les Alliés concernant l'avenir de l'Europe de l'Est

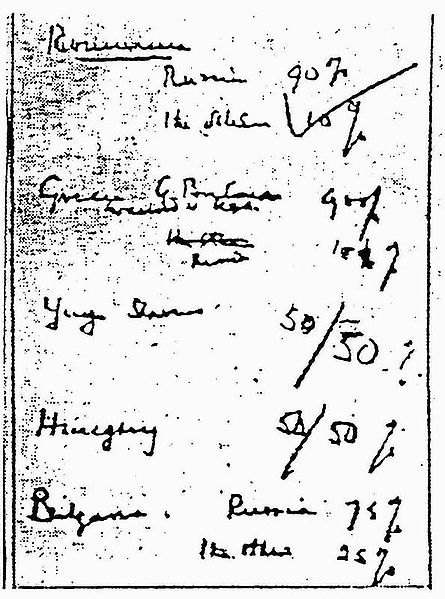
Conservé à la Bildarchiv der Österreichischen Nationalbibliothek de Vienne, le fameux accord des « zones d'influence » contresigné par Churchill et Staline à Moscou le 9 octobre 1944, avec les « taux d'influence » suivants, respectivement pour les Alliés occidentaux et pour l'URSS : Hongrie et Yougoslavie : 50 - 50 %, Roumanie : 10 % - 90 %, Bulgarie : 25 % - 75 % et Grèce : 90 % - 10 %, nonobstant le poids respectif des non-communistes et des communistes dans les mouvements de résistance et les opinions.

Dès la conférence interalliée de Téhéran en 1943, les Alliés commencent à examiner l'avenir de l'Europe après la Seconde Guerre mondiale. Roosevelt espère s'entendre avec Staline sur une vision pacifiée du monde sous l'égide de l'ONU et des grandes puissances, tout en comprenant qu'un accroissement considérable de l'influence soviétique en Europe sera inévitable. Le président américain ne se résigne que difficilement à l'absorption des Pays baltes par l'URSS, mais il sera impossible d'obtenir de Staline que ce sujet puisse être soumis à discussion tant il désire à tout prix récupérer le territoire que les bolcheviks ont perdu par le traité de Brest-Litovsk puis au cours de la guerre avec la Pologne,,,.
Lors de la conférence de Moscou en octobre 1944, Churchill et Staline se mettent d'accord sur un partage d'influence dans les Balkans. Mais la diplomatie américaine se refuse à entériner cet accord, en particulier pour la Roumanie.
Lors de la conférence de Yalta en février 1945, Staline exprime sa volonté d'établir une sphère d'influence soviétique en Europe de l'Est, mais accepte que l'Allemagne ne soit pas démembrée. Concernant la Pologne, il indique vouloir garder la partie orientale annexée au titre du pacte germano-soviétique et instaurer un gouvernement prosoviétique dans ce qui constituerait un nouvel État polonais. Il promet en retour un élargissement sur une base plus démocratique du Comité polonais de Libération nationale, ainsi que l'organisation d'élections. Les Alliés se mettent aussi d'accord pour que soient créées des institutions démocratiques de leur choix, dans les anciens satellites de l'Allemagne nazie, et que des élections y soient organisées.
La conférence de Potsdam en août 1945 laisse ouverte les questions les plus importantes intéressant l'avenir de l'Europe orientale mais aboutit à un règlement provisoire de la question des frontières occidentales de la Pologne et de l'Union soviétique. L'État polonais se voit confier l'administration des anciens territoires germaniques située à l'est de la ligne Oder-Neisse. Ainsi la Pologne qui renonce définitivement, aux termes d'un traité signé entre elle et l'Union soviétique le 16 août 1945, à un tiers de son ancien territoire (180 000 km2) se voit octroyer en compensation mais à titre provisoire 100 000 km2 d'anciennes terres polonaises germanisées et riches en ressources naturelles (charbon, zinc et plomb notamment). L'URSS obtient l'annexion de Königsberg et sa région adjacente, qui forment de nos jours l'exclave russe de l'oblast de Kaliningrad d'une superficie de 15 000 km2, bordée par la Pologne et la Lituanie, à l'époque une des républiques socialistes soviétiques.
Le protocole de Potsdam ne dit rien de l'avenir politique des pays d'Europe orientale, à l'exception de la Pologne. Les Alliés « notent avec plaisir l'accord réalisé entre les Polonais représentatifs de Pologne et de l'étranger lequel a rendu possible la formation conformément aux décisions de la conférence de Crimée d'un gouvernement provisoire polonais d'unité nationale reconnue par les Trois puissances » et « note que le gouvernement provisoire polonais accepte que des élections libres soient organisées dès que possible sur la base du suffrage universel et secret, suffrage auquel tous les partis démocratiques et anti-nazi auront le droit de prendre part ». Pour le reste, Potsdam institue un Conseil des ministres des Affaires étrangères chargé principalement de l'élaboration des traités de paix avec les pays européens vaincus.

#### Délimitation de fait de l'Europe communiste par l'avancée de l'Armée rouge
L'occupation de tous les pays d'Europe de l'Est et de la partie orientale de l'Allemagne par les armées soviétiques délimite d'entrée de jeu la frontière, le futur rideau de fer, entre l'Est et l'Ouest. La supériorité énorme de l'Armée rouge en Europe rend possible pour Staline de mener sans risque majeur une politique active de prise de contrôle de l'Europe orientale. En parallèle, Staline fait accélérer très fortement le développement de l'arme nucléaire afin de briser le monopole des États-Unis en la matière.
La situation est toute autre en Allemagne et en Autriche, occupées par les armées des Quatre puissances. Il n'est pas question de transformer la zone d'occupation soviétique en Allemagne, entièrement contrôlée sur le plan militaire comme politique, en un État satellite, puisque officiellement l'Union soviétique prône l'unité allemande.
En revanche, ni la Grèce, ni la Turquie ne sont occupées par les Soviétiques. Les Britanniques font tout leur possible, y compris sur le plan militaire en Grèce, pour que ces deux pays demeurent dans leur zone d'influence. Ils sont relayés en cela par les États-Unis à partir de 1947. Staline n'insiste pas dès qu'il constate en 1945-1946 la détermination des Anglo-Américains à ne pas lui en laisser prendre le contrôle. Durant la guerre civile grecque, Staline n'apporte pas aux communistes grecs le soutien de grande ampleur qui aurait pu leur permettre de l'emporter. Et la crise des détroits turcs provoquée par la demande de Staline de révision des règles de circulation dans les détroits des Dardanelles et du Bosphore aboutit finalement au maintien du statu quo.

### Objectifs sécuritaires, politiques et économiques de Staline

#### Instauration d'un «glacis sécuritaire»
Staline poursuit à la fin de la Guerre des objectifs précis vis-à-vis de l'Europe de l'Est : il veut avant tout mettre en place un « glacis » qui protège l'URSS de tout risque de tentative de renversement du régime communiste par les Occidentaux. Il veut à tout prix éviter de se retrouver dans la situation de l'URSS des années 1920 qui a dû lutter pour sa survie. À Yalta puis à Potsdam, Staline affiche clairement sa volonté : « s’ils ne sont pas entièrement absorbés par l’URSS, ces territoires situés entre la Russie et l’Allemagne doivent être dirigés par des régimes amis exempts d’éléments fascistes et réactionnaires ».
Grande puissance continentale, l'URSS se voit comme encerclée par des puissances maritimes hostiles, et manquant d'accès à la mer à hauteur de ses ambitions, d'où les tentatives en Grèce, en Turquie et en Iran d'instaurer un régime communiste ou de négocier des garanties de circulation de la marine soviétique.
Staline confie à Tito en avril 1945 que « cette guerre ne ressemble pas à celles du passé : quiconque occupe un territoire lui impose aussi son système social. Tout le monde impose son propre système aussi loin que son armée peut avancer. Il ne saurait en être autrement ». La promotion de la révolution socialiste mondiale est en fait moins prioritaire que l'établissement d'une zone d'influence garantissant la sécurité de l'URSS, notamment dans la mesure où Staline est convaincu que les contradictions et affrontements internes au monde capitalisme suffiront à l'ébranler en profondeur,.

#### Inféodation du bloc de l'Est européen
La création du Kominform, à l'automne 1947, marque le moment à partir duquel Staline décide de conclure très vite la communisation de l'Europe de l'Est. Le Kominform, nom abrégé de Bureau d'information des partis communistes et ouvriers, est créé par les Soviétiques dans le cadre d'une conférence qui réunit, du 22 au 27 septembre 1947, à Szklarska Poręba en Pologne, les représentants des partis communistes d'URSS, de six pays d'Europe de l'Est (Bulgarie, Hongrie, Pologne, Roumanie, Tchécoslovaquie et Yougoslavie) et de deux pays de l'Ouest, la France et l'Italie.
L'objectif de Staline est de renforcer son contrôle sur les partis communistes européens tant au niveau international, au moment où le plan Marshall se met en place, qu'au niveau interne dans la sécurisation du pouvoir communiste dans les démocraties populaires et dans les grands choix de politique,. Il n'est plus question de ménager les anciens Alliés occidentaux ou les nationalistes locaux. Les partis communistes est-européens vont dès lors accélérer leur prise de pouvoir et instaurer un système politique et économique calqué sur le modèle soviétique au détriment des considérations locales,.

#### Faiblesses et atouts des partis communistes dans les pays d'Europe orientale dévastés par la guerre
L'Europe est en 1945 un continent ravagé. La société civile d'avant-guerre est détruite. Le nombre de morts civils excède en Hongrie, en Pologne et en Yougoslavie les pertes militaires. Des millions de personnes sont déplacées. Les anciennes élites économiques et sociales ont été largement liquidées. Les populations allemandes sont en Europe orientale chassées et dépossédées de leurs biens. La violence est devenue un aspect courant de la vie quotidienne, qu'elle soit le fait des armées d'occupation ou des groupes de partisans d'affinités politiques diverses. Les dirigeants en exil incarnent un ancien ordre balayé par la Guerre.
Staline et les communistes d'Europe orientale entendent bien tirer parti de ce chaos pour instaurer un nouvel ordre à leur convenance. Pourtant, les partis communistes étaient avant-guerre très minoritaires et le plus souvent illégaux. Les mouvements de résistance étaient surtout nationalistes, et l'Armée rouge se comporte en occupante quelles qu'aient été les alliances de ces pays pendant la guerre. Les communistes tirent cependant parti de leur engagement dans la résistance et d'un antifascisme qui légitiment leur participation à des gouvernements de coalition. Les partis communistes sont aussi bien souvent les plus structurés et les seuls parmi les mouvements issus de la résistance à posséder une expérience politique. Les responsables communistes tentent de rassurer en répétant que leur objectif n'est pas de transposer dans leur pays le modèle soviétique, mais d'inventer un socialisme s'inscrivant dans les aspirations nationales légitimes,.
À son retour de Moscou en février 1945, Mátyás Rákosi, le chef du Parti communiste hongrois, ne peut compter que sur le soutien de 4 000 communistes. En Roumanie, le PCR ne compte qu'un millier d'adhérents. En Bulgarie, le BKP n'est fort que de 8 000 adhérents. En Pologne, le Parti paysan polonais est fort d'environ 600 000 adhérents, soit dix fois plus que le Parti ouvrier polonais. En revanche, le Parti communiste de Yougoslavie (KPJ) s'identifie avec la résistance victorieuse des partisans à l'occupant allemand.

#### Des «Fronts nationaux» à l'élimination des partis d'opposition
Comme les communistes constituent une minorité dans tous ces pays, leurs partisans ont instruction de former des coalitions avec les autres partis.
Le processus de prise de pouvoir par les communistes prosoviétiques suit en gros partout le même processus en plusieurs étapes :
- installation d'un gouvernement de coalition, souvent sous l'appellation de « Front National », réunissant les communistes, les socialistes et les autres partis antifascistes, et dans lesquels le Premier ministre n'est pas membre du PC mais du parti le plus important au vu des premières élections ou de l'histoire du pays avant-guerre ;
- mainmise sur les postes ministériels clés pour démontrer à la population que le PC agit pour le bien du peuple et pour contrôler le pays, comme l'Intérieur qui donne le contrôle de la police, de la presse et de l'organisation des élections, ou l'Agriculture qui gère les réformes agraires et la redistribution des terres par lesquelles le PC peut gagner la loyauté de millions de paysans ;
- accroissement du rôle des membres du Parti Communiste au sein de la coalition et neutralisation progressive de ceux des autres partis qui refuseraient la suprématie communiste ;
- noyautage de l'administration, élimination des adversaires un à un en menant des campagnes de provocation ou de diffamation, fraude électorale.

Ce processus est largement facilité d'une part par la disparition des anciennes élites d'avant-guerre, et d'autre part par le prestige considérable des mouvements de partisans le plus souvent de gauche ou d'extrême gauche qui jouèrent un rôle clé dans la lutte contre le fascisme et le nazisme. L'énorme prix humain et matériel, payé par l'Union soviétique pour la libération de ces pays leur donne aussi une certaine légitimité à peser fortement sur leurs orientations politiques futures.
| Pays                                      | Formation du gouvernement de coalition avec le PC | Dernières élections libres | Dernières élections libres     | Premières élections contrôlées | Premières élections contrôlées | Fusion du PC et du PS | Fondation de la république populaire (ou socialiste) | Traité d'amitié avec l'URSS |
| Pays                                      | Formation du gouvernement de coalition avec le PC | Date                       | Votes pour le PC et ses alliés | Date                           | Votes pour le PC et ses alliés | Fusion du PC et du PS | Fondation de la république populaire (ou socialiste) | Traité d'amitié avec l'URSS |
| ----------------------------------------- | ------------------------------------------------- | -------------------------- | ------------------------------ | ------------------------------ | ------------------------------ | --------------------- | ---------------------------------------------------- | --------------------------- |
| République populaire socialiste d'Albanie | octobre 1944                                      |                            |                                | décembre 1945                  | 93 %                           |                       | janvier 1946                                         |                             |
| République populaire de Bulgarie          | septembre 1944                                    |                            |                                | novembre 1945                  | 88 %                           | août 1948             | septembre 1946                                       | 18 mars 1948                |
| République populaire de Hongrie           | novembre 1944                                     | août 1947                  | 22 %                           | mai 1949                       | 95 %                           | juin 1948             | août 1949                                            | 18 février 1948             |
| République populaire de Pologne           | janvier 1945                                      |                            |                                | janvier 1947                   | 80 %                           | décembre 1948         | juillet 1952                                         | 21 avril 1945               |
| République populaire roumaine             | mars 1945                                         |                            |                                | novembre 1946                  | 84 %                           | février 1948          | décembre 1947                                        | 4 février 1948              |
| République socialiste tchécoslovaque      | avril 1945                                        | mai 1946                   | 38 %                           | mai 1948                       | 80 %                           | juin 1948             | mai 1948                                             | 12 décembre 1943            |
| Yougoslavie                               | mars 1945                                         |                            |                                | novembre 1945                  | 80 %                           |                       | novembre 1945                                        | 11 avril 1945               |

#### Formes constitutionnelles et parlementaires
L'objectif déclaré des communistes en Europe en 1945-1946 est de garantir l'égalité et les droits démocratiques, et il apparaît plausible, voire séduisant à une partie des classes populaires d'Europe occidentale où les partis communistes ont respecté, avant-guerre, le pluripartisme et le jeu électoral, et aussi largement participé à la résistance antinazie dès la rupture du pacte germano-soviétique. En Europe orientale en revanche cet objectif affiché suscite scepticisme et craintes, car peu de pays ont connu des régimes démocratiques solides et les communistes accèdent le pouvoir à l'issue d'une occupation militaire soviétique, entachée de violences équivalentes à celles de la Wehrmacht, mais persécutant des catégories différentes de citoyens (des minorités non pas ethniques, religieuses ou sexuelles, mais sociales : classes aisées, propriétaires, décisionnaires, gradés militaires, juristes, fonctionnaires, religieux, membres de partis politiques non-communistes),. Toutefois, de nombreux citoyens « prennent l'ascenseur social communiste » : le nombre d'adhérents aux partis communistes grimpe en flèche dans la plupart des pays, mais cette percée communiste aux élections n'est pas suffisante pour les faire accéder au pouvoir par des moyens démocratiques. En Tchécoslovaquie, en Hongrie ou en Roumanie où les premières élections d'après-guerre sont encore relativement libres, les communistes sont loin de l'emporter et doivent se contenter des ministères essentiels (intérieur, justice, économie) mais en respectant jusqu'en 1948 les régimes constitutionnels locaux (républiques démocratiques tchécoslovaque et hongroise, monarchie parlementaire roumaine).
Les partis communistes emploient l’expression « démocratie populaire » pour désigner le régime politique qu'ils mettent en place, afin d'accréditer l’idée que ce régime, en réalité autoritaire et entièrement soumis aux décisions du Parti communiste devenu unique, permet aux peuples de mieux exprimer leur souveraineté que les régimes parlementaires soumis à l’« exploitation capitaliste »,.
Tout en maintenant l'apparence démocratique par la tenue de référendums ou d'élections, les partis communistes adoptent d'abord une stratégie de pression masquée, suivie d'une campagne de terreur et de répression au grand jour. En 1946 et 1947, il ne leur est pas trop difficile d'accuser leurs opposants des partis agrariens et libéraux de collaboration nazie ou de complot contre l'État et de les exposer ainsi à l'opprobre publique. Cette tactique n'est en revanche guère applicable aux partis sociaux-démocrates d'Europe orientale. Aussi les communistes leur proposent-ils une « union de la gauche » ce que beaucoup de socialistes acceptent. Ceux qui refusent de céder aux pressions communistes sont exclus voire persécutés, et les autres par petites étapes acceptent finalement durant l'année 1948 la fusion pure et simple des partis communistes et socialistes.
Les communistes obtiennent de meilleurs résultats aux élections de 1947 et 1948, grâce au contrôle du déroulement des opérations de vote, aux violences contre leurs adversaires, aux intimidations dans les bureaux de vote et aux tricheries flagrantes lors du décompte des voix.

### Stratégie de prise du pouvoir par les communistes en Europe de l'Est
Vu rétrospectivement, l'installation de régimes communistes partout en Europe orientale apparaît comme la réalisation graduelle d'une stratégie précise définie par le Kremlin et exécutée par les partis communistes selon des modalités tactiques adaptées aux circonstances locales. Il n'est pas certain que Staline ait entièrement anticipé l'intégration de tous ces pays dans le système politique, social, économique et culturel de l'URSS dans la mesure où en 1944 et 1945 il raisonne essentiellement, comme Churchill, en matière de zone d'influence et de sécurité, et que l'expansion du socialisme n'est pas sa priorité. En pratique, l'URSS soutient massivement les communistes de l'Europe de l'Est, mais Staline ne veut pas se délier brutalement des accords passés avec les Alliés à Yalta, selon lesquels un processus démocratique doit permettre à chaque peuple de décider librement le régime politique qu'il souhaite dans chacun des pays dont la souveraineté vient d'être restaurée,.
La question qui se pose à Moscou est comment passer de l'occupation militaire de ces pays à leur contrôle complet une fois leur souveraineté restaurée. À la fin de la guerre, la dissimulation du rôle du Kremlin est cruciale pour que les régimes qui se mettent en place apparaissent autonomes et répondent aux aspirations nationalistes de leur population. Les composantes clés de cette stratégie sont la participation à des Fronts nationaux » et à des gouvernements de coalition, la prise de contrôle de la police et de l'armée, le respect des formes démocratiques et parlementaires, l'intervention directe de Moscou dans les moments cruciaux et la légitimation des gouvernements pro-communistes au regard du droit international,. Cette approche de prise de pouvoir progressive, par petite étape, a été appelée tactique du salami,.
Au terme de ce processus, une « démocratie populaire » est instaurée dans chacun des sept pays d'Europe orientale, dotée d'une constitution inspirée de celle de l'Union soviétique adoptée en 1936 et entièrement contrôlée par le Parti communiste au terme de sa fusion forcée avec le Parti socialiste.

### Échec de la diplomatie occidentale à contrer l'avancée communiste
La conférence de Potsdam, de l'été 1945, a fixé un cadre diplomatique de négociation des traités de paix avec les pays vaincus de la Seconde Guerre mondiale et d'occupation de l'Allemagne. Il en résulte une activité diplomatique intense dont les tournants sont l'impossibilité de trouver un terrain d'entente sur l'Allemagne lors des réunions du CMAE de fin 1945 à fin 1947, et la décision des Soviétiques de ne pas participer à la conférence fondatrice du plan Marshall en juin 1947. Dès le printemps 1945, Churchill et Truman, qui remplace Roosevelt décédé le 12 avril, s'inquiètent des conséquences de l'occupation militaire soviétique. La décision prise, le 11 mai 1945, de suspendre les livraisons effectuées aux soviétiques au titre du Prêt-Bail donnent à penser aux Russes que les Américains veulent peser économiquement sur eux afin d'obtenir des concessions politiques en Europe.
Une Commission de contrôle alliée (CCA), instituée à Potsdam, est présente dans chacun des pays vaincus. Elle est constituée d'officiers des Trois puissances. En pratique, les Russes disposent de tous les leviers d'action politique et militaire, réduisant les Américains et les Britanniques à un rôle d'observateur. Leur remontées d'informations se traduisent par des notes de protestation adressées par les occidentaux à Moscou et aux autorités locales. Seule la Tchécoslovaquie fait exception à cette impuissance occidentale.

#### Traités de paix de 1947
La conférence des vingt-et-une nations réunie à Paris du 29 juillet au 15 octobre 1946 pour élaborer les projets de traités de paix avec l'Italie, la Roumanie, la Hongrie, la Bulgarie et la Finlande, met en lumière les divergences entre les puissances occidentales et l'URSS. Les débats de la conférence sont souvent si violents qu'il semblait que « certains des alliés ne faisaient que se trouver de nouveaux ennemis dans le camp des vainqueurs en se réconciliant avec les anciens ». Parmi les questions les plus débattues figurent celles des frontières définitives de ces cinq États et des réparations de guerre. Un accord intervient finalement lors de la troisième CMAE en décembre 1946. Les traités de paix sont signés à Paris le 10 février 1947 et entrent en vigueur le 15 septembre 1947.
Ils entraînent la dissolution de la CCA et l'évacuation des forces d'occupation, sauf en Roumanie et en Hongrie où les Soviétiques sont autorisés à conserver quelques troupes pour protéger leurs lignes de communication avec l'Autriche occupée par les Quatre puissances. En Bulgarie, le retrait est effectif en décembre 1947. La perspective d'une évacuation même incomplète rallume l'espoir des partis non communistes de retrouver des marges de manœuvre. Mais, conscients de ce danger les communistes se hâtent de mettre à profit la présence soviétique pour consolider leur mainmise, faisant ainsi de l'année 1947 celle de l'installation définitive de leur pouvoir.

#### Rupture Est-Ouest
À partir de la mi-1947, la rupture est consacrée entre l'Ouest et l'Est. L'Ouest prend des initiatives majeures qui montrent sa volonté de ne pas laisser se développer le communisme en Europe occidentale et dans leurs zones d'occupation de l'Allemagne :
- L'exclusion en mai 1947 des ministres communistes des gouvernements français et italiens marque la fin des larges coalitions instaurées à la fin de la guerre, semblables à celles mises en place dans les pays de l'Est,
- La fusion des zones américaines et britanniques d'occupation en Allemagne (bizone) opérée dès 1947 est élargie en 1948 à la zone française pour former la trizone, où une monnaie propre à cet ensemble, le Deutsche Mark, y est introduite,
- Et faisant suite à plusieurs alliances militaires conclues depuis 1945, le Pacte Atlantique est signé par les États-Unis et la plupart des pays d'Europe de l'Ouest.

Staline ne s'embarrasse alors plus de sauver les apparences de la diplomatie et de la démocratie, il va alors imposer, brutalement lorsque ce sera nécessaire, le pouvoir communiste dans tous les pays du bloc de l'Est.
La diplomatie occidentale hésite entre pragmatisme et ligne dure. Ainsi, en octobre 1947, les États-Unis rétablissent leurs relations diplomatiques avec la Bulgarie et le même jour refusent l'admission de la Bulgarie, de la Hongrie et de la Roumanie à l'ONU,. Encore en 1949, des notes diplomatiques américaines et britanniques accusent ces trois États de violer leur traité de paix, les droits de l'homme et les libertés religieuses. Leur admission à l'ONU est à nouveau rejetée en novembre 1949.
La bascule de la Tchécoslovaquie dans le camp socialiste en février 1948 achève la constitution du bloc de l'Est. Elle convainc les Occidentaux que l'Europe est durablement séparée par un rideau de fer, qu'ils doivent renforcer leur sécurité collective et consacre la prééminence d'une approche sécuritaire de la guerre froide aux dépens de la diplomatie. Voyant son plan d'un grand bloc de l'Est homogène contrarié en Allemagne et en Yougoslavie, et sachant pouvoir disposer très vite de l'arme atomique, Staline adopte aussi une attitude plus offensive en engageant le blocus de Berlin en juin 1948 et en renforçant l'Armée rouge et celles des pays satellites totalement soumis à la dictature communiste sur le modèle voulu par le maître du Kremlin.

### Déroulement des évènements par pays
Au printemps 1948, l'URSS et les partis communistes nationaux ont assuré leur mainmise sur tous les pays d'Europe de l'Est occupés par l'Armée rouge ou libérés par des mouvements de résistance dominés par les communistes. Lorsque le contexte s'y prête, comme en Albanie, cette prise de contrôle s'opère brutalement dès la fin de 1944. Dans les pays plus avancés avant-guerre sur le plan politique, sociétal et économique, la prise de contrôle s'opère plus progressivement, car les communistes ne sont majoritaires nulle-part.
Si les similitudes sont grandes sur la manière dont Staline impose sa loi dans les sept pays de l'est, on peut distinguer cependant trois situations bien différentes :
- L'Albanie et la Yougoslavie, où les communistes, principaux acteurs de la libération de leur pays, prennent immédiatement le pouvoir,
- La Bulgarie et la Roumanie, autres pays des Balkans, où les accords entre Alliés laissent les mains libres aux communistes qui prennent rapidement le pouvoir. Monarchies avant la Guerre et satellites de l'Allemagne nazie de 1940 à 1944, ces deux pays sont pour les communistes une conquête d'autant plus facile que leur sort a été scellé à Moscou le 9 octobre 1944 par l'accord des « zones d'influence » entre Staline et Churchill[8],[k].
- La Pologne, la Tchécoslovaquie et la Hongrie, où l'attention portée par les Occidentaux à leur devenir politique contraint les Soviétiques à agir avec prudence et à bien plus longtemps sauvegarder les apparences de la démocratie. Mais leur position géographique stratégique au cœur de l'Europe rend totalement indispensable, aux yeux du pouvoir stalinien, leur inclusion dans le glacis sous son contrôle, afin aussi de rester au contact de l'Allemagne qui est un enjeu majeur de la géopolitique Est-Ouest de la guerre froide naissante.

| Prise de contrôle des pays d'Europe de l'Est par des régimes communistes | | | | | | | | | | | | | | | | | | | | | | | |
| Pays | 1944 | 1944 | 1945 | 1945 | 1945 | 1945 | 1945 | 1945 | 1946 | 1946 | 1946 | 1946 | 1946 | 1946 | 1946 | 1947 | 1947 | 1947 | 1947 | 1947 | 1947 | 1948 | 1948 |
| Pays | T3 | T4 | T1 | T2 | T3 | T4 | T4 | T4 | T1 | T1 | T2 | T3 | T3 | T4 | T4 | T1 | T1 | T2 | T2 | T3 | T4 | T1 | T2 |
| | | | | | | | | | | | | | | | | | | | | | | | |
| ALB | Restauration de l'indépendance de l'Albanie                                                                             | Restauration de l'indépendance de l'Albanie                                                                             | Restauration de l'indépendance de l'Albanie                                                                             | Restauration de l'indépendance de l'Albanie                                                                             | Restauration de l'indépendance de l'Albanie                                                                             | Restauration de l'indépendance de l'Albanie                                                                             | Restauration de l'indépendance de l'Albanie                                                                             | Restauration de l'indépendance de l'Albanie                                                                             | République populaire d'Albanie                                                                                          | République populaire d'Albanie                                                                                          | République populaire d'Albanie | République populaire d'Albanie | République populaire d'Albanie | République populaire d'Albanie | République populaire d'Albanie | République populaire d'Albanie | République populaire d'Albanie | République populaire d'Albanie | République populaire d'Albanie | République populaire d'Albanie | République populaire d'Albanie | République populaire d'Albanie | République populaire d'Albanie |
| ALB | Gouvernement provisoire Enver Hoxha (PPSh)                                                                              | Gouvernement provisoire Enver Hoxha (PPSh)                                                                              | Gouvernement provisoire Enver Hoxha (PPSh)                                                                              | Gouvernement provisoire Enver Hoxha (PPSh)                                                                              | Gouvernement provisoire Enver Hoxha (PPSh)                                                                              | Gouvernement provisoire Enver Hoxha (PPSh)                                                                              | Gouvernement provisoire Enver Hoxha (PPSh)                                                                              | Gouvernement provisoire Enver Hoxha (PPSh)                                                                              | Enver Hoxha (PPSh) | Enver Hoxha (PPSh) | Enver Hoxha (PPSh) | Enver Hoxha (PPSh) | Enver Hoxha (PPSh) | Enver Hoxha (PPSh) | Enver Hoxha (PPSh) | Enver Hoxha (PPSh) | Enver Hoxha (PPSh) | Enver Hoxha (PPSh) | Enver Hoxha (PPSh) | Enver Hoxha (PPSh) | Enver Hoxha (PPSh) | Enver Hoxha (PPSh) | Enver Hoxha (PPSh) |
| | | | | | | | | | | | | | | | | | | | | | | | |
| BGR | Royaume de Bulgarie | Royaume de Bulgarie | Royaume de Bulgarie | Royaume de Bulgarie | Royaume de Bulgarie | Royaume de Bulgarie | Royaume de Bulgarie | Royaume de Bulgarie | Royaume de Bulgarie | Royaume de Bulgarie | Royaume de Bulgarie | Royaume de Bulgarie | République populaire de Bulgarie | République populaire de Bulgarie | République populaire de Bulgarie | République populaire de Bulgarie | République populaire de Bulgarie | République populaire de Bulgarie | République populaire de Bulgarie | République populaire de Bulgarie | République populaire de Bulgarie | République populaire de Bulgarie | République populaire de Bulgarie |
| BGR | Front patriotique Georgiev (Zveno, rallié BKP)                                                                          | Front patriotique Georgiev (Zveno, rallié BKP)                                                                          | Front patriotique Georgiev (Zveno, rallié BKP)                                                                          | Front patriotique Georgiev (Zveno, rallié BKP)                                                                          | Front patriotique Georgiev (Zveno, rallié BKP)                                                                          | Front patriotique Georgiev (Zveno, rallié BKP)                                                                          | Front patriotique Georgiev (Zveno, rallié BKP)                                                                          | Front patriotique Georgiev                                                                                              | Front patriotique Georgiev                                                                                              | Front patriotique Georgiev                                                                                              | Front patriotique Georgiev | Front patriotique Georgiev | Front patriotique Georgiev | Front patriotique Georgiev | Dimitrov (BKP) | Dimitrov (BKP) | Dimitrov (BKP) | Dimitrov (BKP) | Dimitrov (BKP) | Dimitrov (BKP) | Dimitrov (BKP) | Dimitrov (BKP) | Dimitrov (BKP) |
| | | | | | | | | | | | | | | | | | | | | | | | |
| HUN | Royaume de Hongrie (régence Horthy)                                                                                     | Royaume de Hongrie (régence Horthy)                                                                                     | Royaume de Hongrie (régence Horthy)                                                                                     | Royaume de Hongrie (régence Horthy)                                                                                     | Royaume de Hongrie (régence Horthy)                                                                                     | Royaume de Hongrie (régence Horthy)                                                                                     | Royaume de Hongrie (régence Horthy)                                                                                     | Royaume de Hongrie (régence Horthy)                                                                                     | Royaume de Hongrie (régence Horthy)                                                                                     | Deuxième République de Hongrie                                                                                          | Deuxième République de Hongrie | Deuxième République de Hongrie | Deuxième République de Hongrie | Deuxième République de Hongrie | Deuxième République de Hongrie | Deuxième République de Hongrie | Deuxième République de Hongrie | Deuxième République de Hongrie | Deuxième République de Hongrie | Deuxième République de Hongrie | Deuxième République de Hongrie | Deuxième République de Hongrie | Deuxième République de Hongrie |
| HUN | Szálasi | Gvt. coalition Miklós (général)                                                                                         | Gvt. coalition Miklós (général)                                                                                         | Gvt. coalition Miklós (général)                                                                                         | Gvt. coalition Miklós (général)                                                                                         | Gvt. coalition Miklós (général)                                                                                         | Tildy (FKgP) | Tildy (FKgP) | Tildy (FKgP) | Gvt. coalition Ferenc Nagy (FKgP)                                                                                       | Gvt. coalition Ferenc Nagy (FKgP) | Gvt. coalition Ferenc Nagy (FKgP) | Gvt. coalition Ferenc Nagy (FKgP) | Gvt. coalition Ferenc Nagy (FKgP) | Gvt. coalition Ferenc Nagy (FKgP) | Gvt. coalition Ferenc Nagy (FKgP) | Gvt. coalition Ferenc Nagy (FKgP) | Gvt. coalition Ferenc Nagy (FKgP) | Gvt. Dinnyés (FKgP) / Rákosi (MDP) | Gvt. Dinnyés (FKgP) / Rákosi (MDP) | Gvt. Dinnyés (FKgP) / Rákosi (MDP) | Gvt. Dinnyés (FKgP) / Rákosi (MDP) | Gvt. Dinnyés (FKgP) / Rákosi (MDP) |
| | | | | | | | | | | | | | | | | | | | | | | | |
| POL | EPC | Régime transitoire (lois et décrets promulgués par le gouvernement provisoire)                                          | Régime transitoire (lois et décrets promulgués par le gouvernement provisoire)                                          | Régime transitoire (lois et décrets promulgués par le gouvernement provisoire)                                          | Régime transitoire (lois et décrets promulgués par le gouvernement provisoire)                                          | Régime transitoire (lois et décrets promulgués par le gouvernement provisoire)                                          | Régime transitoire (lois et décrets promulgués par le gouvernement provisoire)                                          | Régime transitoire (lois et décrets promulgués par le gouvernement provisoire)                                          | Régime transitoire (lois et décrets promulgués par le gouvernement provisoire)                                          | Régime transitoire (lois et décrets promulgués par le gouvernement provisoire)                                          | Régime transitoire (lois et décrets promulgués par le gouvernement provisoire)                                                                        | Régime transitoire (lois et décrets promulgués par le gouvernement provisoire)                                                                        | Régime transitoire (lois et décrets promulgués par le gouvernement provisoire)                                                                        | Régime transitoire (lois et décrets promulgués par le gouvernement provisoire)                                                                        | Régime transitoire (lois et décrets promulgués par le gouvernement provisoire)                                                                        | Régime transitoire (lois et décrets promulgués par le gouvernement provisoire)                                                                        | République (constitution de 1947) | République (constitution de 1947) | République (constitution de 1947) | République (constitution de 1947) | République (constitution de 1947) | République (constitution de 1947) | République (constitution de 1947) |
| POL | Gvt. exil | Gvt. provisoire | Gvt. provisoire | Gvt. provisoire | Gvt. d'unité nationale Osóbka-Morawski (PPS)                                                                            | Gvt. d'unité nationale Osóbka-Morawski (PPS)                                                                            | Gvt. d'unité nationale Osóbka-Morawski (PPS)                                                                            | Gvt. d'unité nationale Osóbka-Morawski (PPS)                                                                            | Gvt. d'unité nationale Osóbka-Morawski (PPS)                                                                            | Gvt. d'unité nationale Osóbka-Morawski (PPS)                                                                            | Gvt. d'unité nationale Osóbka-Morawski (PPS) | Gvt. d'unité nationale Osóbka-Morawski (PPS) | Gvt. d'unité nationale Osóbka-Morawski (PPS) | Gvt. d'unité nationale Osóbka-Morawski (PPS) | Gvt. d'unité nationale Osóbka-Morawski (PPS) | Gvt. d'unité nationale Osóbka-Morawski (PPS) | Bierut (PPR) / Cyrankiewicz (PPS) | Bierut (PPR) / Cyrankiewicz (PPS) | Bierut (PPR) / Cyrankiewicz (PPS) | Bierut (PPR) / Cyrankiewicz (PPS) | Bierut (PPR) / Cyrankiewicz (PPS) | Bierut (PPR) / Cyrankiewicz (PPS) | Bierut (PPR) / Cyrankiewicz (PPS) |
| | | | | | | | | | | | | | | | | | | | | | | | |
| ROU | Royaume de Roumanie | Royaume de Roumanie | Royaume de Roumanie | Royaume de Roumanie | Royaume de Roumanie | Royaume de Roumanie | Royaume de Roumanie | Royaume de Roumanie | Royaume de Roumanie | Royaume de Roumanie | Royaume de Roumanie | Royaume de Roumanie | Royaume de Roumanie | Royaume de Roumanie | Royaume de Roumanie | Royaume de Roumanie | Royaume de Roumanie | Royaume de Roumanie | Royaume de Roumanie | Royaume de Roumanie | Royaume de Roumanie | Rép. Populaire | Rép. Populaire |
| ROU | Sănătescu | Sănătescu | Rădescu | Groza (FP) / Gheorghiu-Dej (PCR)                                                                                        | Groza (FP) / Gheorghiu-Dej (PCR)                                                                                        | Groza (FP) / Gheorghiu-Dej (PCR)                                                                                        | Groza (FP) / Gheorghiu-Dej (PCR)                                                                                        | Groza (FP) / Gheorghiu-Dej (PCR)                                                                                        | Groza (FP) / Gheorghiu-Dej (PCR)                                                                                        | Groza (FP) / Gheorghiu-Dej (PCR)                                                                                        | Groza (FP) / Gheorghiu-Dej (PCR) | Groza (FP) / Gheorghiu-Dej (PCR) | Groza (FP) / Gheorghiu-Dej (PCR) | Groza (FP) / Gheorghiu-Dej (PCR) | Groza (FP) / Gheorghiu-Dej (PCR) | Groza / Gheorghiu-Dej | Groza / Gheorghiu-Dej | Groza / Gheorghiu-Dej | Groza / Gheorghiu-Dej | Groza / Gheorghiu-Dej | Groza / Gheorghiu-Dej | Gheorghiu-Dej | Gheorghiu-Dej |
| | | | | | | | | | | | | | | | | | | | | | | | |
| TCH | République tchécoslovaque                                                                                               | République tchécoslovaque                                                                                               | République tchécoslovaque                                                                                               | République tchécoslovaque                                                                                               | République tchécoslovaque                                                                                               | République tchécoslovaque                                                                                               | République tchécoslovaque                                                                                               | République tchécoslovaque                                                                                               | République tchécoslovaque                                                                                               | République tchécoslovaque                                                                                               | République tchécoslovaque | République tchécoslovaque | République tchécoslovaque | République tchécoslovaque | République tchécoslovaque | République tchécoslovaque | République tchécoslovaque | République tchécoslovaque | République tchécoslovaque | République tchécoslovaque | République tchécoslovaque | République tchécoslovaque | CSR |
| TCH | Beneš (ČSNS) Šrámek (ČSL)                                                                                               | Beneš (ČSNS) Šrámek (ČSL)                                                                                               | Beneš (ČSNS) Šrámek (ČSL)                                                                                               | Beneš / Fierlinger (ČSSD)                                                                                               | Beneš / Fierlinger (ČSSD)                                                                                               | Beneš / Fierlinger (ČSSD)                                                                                               | Beneš / Fierlinger (ČSSD)                                                                                               | Beneš / Fierlinger (ČSSD)                                                                                               | Beneš / Fierlinger (ČSSD)                                                                                               | Beneš / Fierlinger (ČSSD)                                                                                               | Beneš / Fierlinger (ČSSD) | Beneš / Gottwald (KSČ) | Beneš / Gottwald (KSČ) | Beneš / Gottwald (KSČ) | Beneš / Gottwald (KSČ) | Beneš / Gottwald (KSČ) | Beneš / Gottwald (KSČ) | Beneš / Gottwald (KSČ) | Beneš / Gottwald (KSČ) | Beneš / Gottwald (KSČ) | Beneš / Gottwald (KSČ) | Beneš / Gottwald (KSČ) | Gottwald |
| | | | | | | | | | | | | | | | | | | | | | | | |
| YOU | | | | | | | | République fédérative populaire de Yougoslavie                                                                          | République fédérative populaire de Yougoslavie                                                                          | République fédérative populaire de Yougoslavie                                                                          | République fédérative populaire de Yougoslavie | République fédérative populaire de Yougoslavie | République fédérative populaire de Yougoslavie | République fédérative populaire de Yougoslavie | République fédérative populaire de Yougoslavie | République fédérative populaire de Yougoslavie | République fédérative populaire de Yougoslavie | République fédérative populaire de Yougoslavie | République fédérative populaire de Yougoslavie | République fédérative populaire de Yougoslavie | République fédérative populaire de Yougoslavie | République fédérative populaire de Yougoslavie | République fédérative populaire de Yougoslavie |
| YOU | | | Tito / Šubašić | Tito / Šubašić | Tito / Šubašić | Tito / Šubašić | Tito / Šubašić | Tito | Tito | Tito | Tito | Tito | Tito | Tito | Tito | Tito | Tito | Tito | Tito | Tito | Tito | Tito | Tito |
| Légende : pour chaque pays, les régimes politiques (royauté, république, république populaire…) et les gouvernements successifs sont indiqués. La couleur de ces derniers figure le niveau d'emprise des communistes sur le pays. Les noms affichés sont ceux des personnalités politiques les plus influentes du moment ; selon la situation propre à chaque gouvernement, il s'agit du Premier ministre ou d'un vice-Premier ministre, du président de la République, ou bien du secrétaire général du Parti communiste. Le Parti politique d'affiliation de chacune de ces personnalités est indiqué. | | | | | | | | | | | | | | | | | | | | | | | |
| - Gouvernement pro-nazi durant la Seconde Guerre mondiale - Gouvernement en exil - Gouvernement provisoire multi-partis | - Gouvernement pro-nazi durant la Seconde Guerre mondiale - Gouvernement en exil - Gouvernement provisoire multi-partis | - Gouvernement pro-nazi durant la Seconde Guerre mondiale - Gouvernement en exil - Gouvernement provisoire multi-partis | - Gouvernement pro-nazi durant la Seconde Guerre mondiale - Gouvernement en exil - Gouvernement provisoire multi-partis | - Gouvernement pro-nazi durant la Seconde Guerre mondiale - Gouvernement en exil - Gouvernement provisoire multi-partis | - Gouvernement pro-nazi durant la Seconde Guerre mondiale - Gouvernement en exil - Gouvernement provisoire multi-partis | - Gouvernement pro-nazi durant la Seconde Guerre mondiale - Gouvernement en exil - Gouvernement provisoire multi-partis | - Gouvernement pro-nazi durant la Seconde Guerre mondiale - Gouvernement en exil - Gouvernement provisoire multi-partis | - Gouvernement pro-nazi durant la Seconde Guerre mondiale - Gouvernement en exil - Gouvernement provisoire multi-partis | - Gouvernement pro-nazi durant la Seconde Guerre mondiale - Gouvernement en exil - Gouvernement provisoire multi-partis | - Gouvernement pro-nazi durant la Seconde Guerre mondiale - Gouvernement en exil - Gouvernement provisoire multi-partis | - Gouvernement multi-partis largement dominé par le Parti communiste - Gouvernement entièrement dominé par le Parti communiste et ses alliés inféodés | - Gouvernement multi-partis largement dominé par le Parti communiste - Gouvernement entièrement dominé par le Parti communiste et ses alliés inféodés | - Gouvernement multi-partis largement dominé par le Parti communiste - Gouvernement entièrement dominé par le Parti communiste et ses alliés inféodés | - Gouvernement multi-partis largement dominé par le Parti communiste - Gouvernement entièrement dominé par le Parti communiste et ses alliés inféodés | - Gouvernement multi-partis largement dominé par le Parti communiste - Gouvernement entièrement dominé par le Parti communiste et ses alliés inféodés | - Gouvernement multi-partis largement dominé par le Parti communiste - Gouvernement entièrement dominé par le Parti communiste et ses alliés inféodés | - Gouvernement multi-partis largement dominé par le Parti communiste - Gouvernement entièrement dominé par le Parti communiste et ses alliés inféodés | - Gouvernement multi-partis largement dominé par le Parti communiste - Gouvernement entièrement dominé par le Parti communiste et ses alliés inféodés | - Gouvernement multi-partis largement dominé par le Parti communiste - Gouvernement entièrement dominé par le Parti communiste et ses alliés inféodés | - Gouvernement multi-partis largement dominé par le Parti communiste - Gouvernement entièrement dominé par le Parti communiste et ses alliés inféodés | - Gouvernement multi-partis largement dominé par le Parti communiste - Gouvernement entièrement dominé par le Parti communiste et ses alliés inféodés | - Gouvernement multi-partis largement dominé par le Parti communiste - Gouvernement entièrement dominé par le Parti communiste et ses alliés inféodés | - Gouvernement multi-partis largement dominé par le Parti communiste - Gouvernement entièrement dominé par le Parti communiste et ses alliés inféodés |

#### Albanie
En Albanie, comme en Yougoslavie, ce sont surtout les partisans communistes qui libèrent leur pays, pratiquement sans l'aide de l'URSS. Ils se trouvent donc en position de prendre le pouvoir sans passer par des phases de partage et de conquête progressive du pouvoir. Dès octobre 1944, avant même la libération totale du pays, Enver Hoxha prend la tête d'un gouvernement provisoire dont le Parti Communiste détient la plupart des portefeuilles. Fin novembre, le territoire albanais est entièrement libéré par les partisans du Front National de Libération regroupant communistes et nationalistes anti-communistes. Le 2 décembre 1945, les élections en Albanie sont entièrement contrôlées par les communistes qui obtiennent 93% des votes. Le 11 janvier 1946, la monarchie est abolie, l'Albanie devient une république populaire, dirigée par Enver Hoxha.

#### Bulgarie

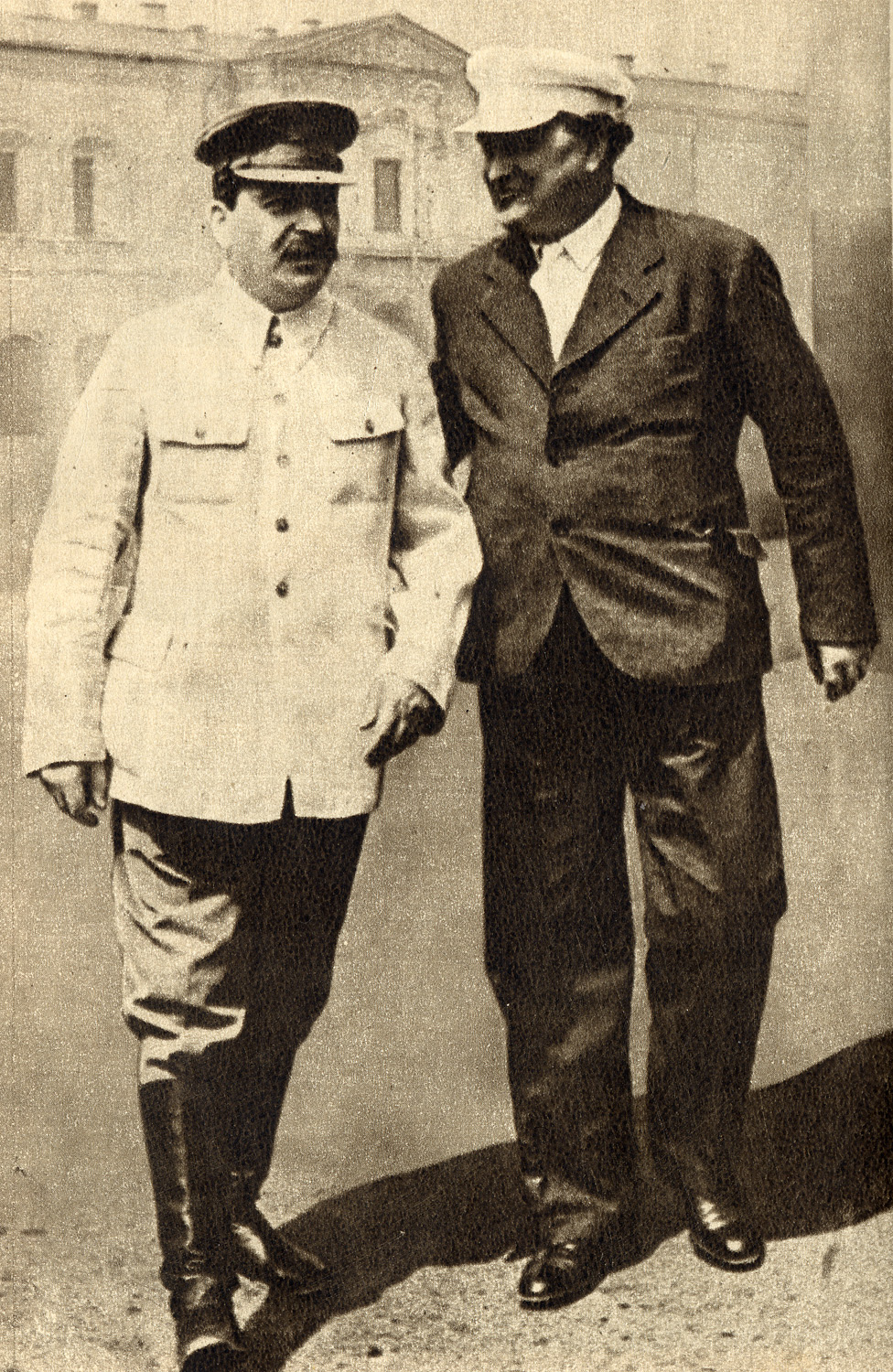
Georgi Dimitrov avec Joseph Staline en 1936.

En Bulgarie, alliée au IIIe Reich allemand, le Front patriotique réunit les principaux mouvements de résistance dont le Parti communiste bulgare (BKP). Le 9 septembre 1944, une insurrection générale accompagne l'entrée de l'Armée rouge en Bulgarie. Un gouvernement de coalition est formé par le Front patriotique, dirigé par Kimon Georgiev, dans lequel les communistes sont minoritaires mais exercent une forte influence et bénéficient de la présence des forces soviétiques dans le pays. En octobre, au cours de la conférence des alliés à Moscou, Staline et Churchill s'entendent pour que la Bulgarie entre dans la zone d'influence soviétique.
Principal leader du BKP, Georgi Dimitrov rentre en Bulgarie le 4 novembre 1945 après 22 années d'exil à Moscou. Des élections législatives ont lieu le 18 novembre 1945 où seul le Front de la patrie présente des candidats. Le parti communiste bulgare (BKP) et le parti agraire (BANU) se partagent l'essentiel des sièges, au détriment du parti Zveno du premier ministre Kimon Georgiev. En décembre 1945, durant la Conférence des ministres des Affaires étrangères (CMAE), les trois puissances alliées s'accordent pour que le gouvernement formé en Bulgarie par le Front patriotique d'obédience communiste, soit élargi à d'autres organisations politiques représentatives et puisse alors être reconnu par les Occidentaux. Le 13 janvier 1946, le BKP annonce que les efforts pour élargir le gouvernement à d'autres partis ont échoué, en raison des demandes inacceptables de l'opposition. Les États-Unis renouvellent leur demande que le gouvernement de la Bulgarie soit élargi à d'autres organisations que celles constitutives du Front patriotique. Les négociations se poursuivent et aboutissent à un accord fin mars 1946 entre les partis que Vychinski, envoyé sur place par Staline, fait capoter. Les Russes accordent une satisfaction partielle aux Américains en promettant que l'opposition pourra participer aux prochaines élections,.
Sans attendre ces élections, la république populaire de Bulgarie est proclamée le 15 septembre 1946, faisant suite au référendum du 8 septembre où le vote en faveur de l'abolition de la monarchie recueille plus de 90 % des voix.

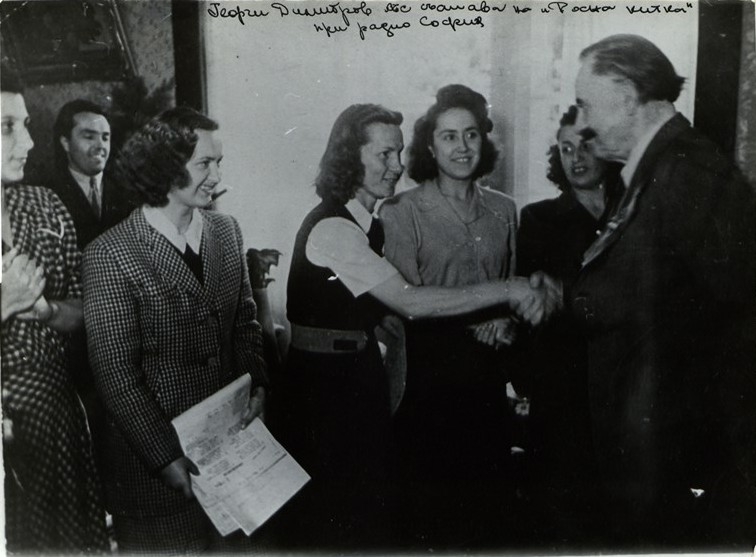
Georgi Dimitrov avec le Chœur Rosna Kitka à Radio Sofia en 1947.

La campagne électorale est émaillée d'incidents sanglants — vingt-quatre agents électoraux du BANU sont assassinés — et marquée par les protestations de l'opposition contre les menaces et la terreur dont elles affirment être victimes. Le scrutin se tient le 27 octobre 1946 et son dépouillement donne lieu à des irrégularités, pratique courante dans les Balkans avant-guerre selon F. Fejtö. Le BKP détient la majorité à lui seul dans la nouvelle assemblée constituante. Son leader Georgi Dimitrov devient Premier ministre le 23 novembre. L'opposition politique est ensuite muselée : un des fondateurs du Front patriotique, Nikola Petkov (en), leader du parti agraire (BANU) mais passé dans l'opposition à la politique menée par le BKP est condamné à mort en août 1947. Son parti est dissous au motif qu'il est devenu un « lieu de rassemblement de fascistes cherchant à se venger »,.
Une nouvelle constitution, élaborée sur le modèle de celle de l'URSS, est adoptée en décembre 1947. Dans la foulée, toute l'industrie est nationalisée. Le traité d'amitié avec l'Union soviétique est signé le 18 mars 1948. En 1948, le Parti ouvrier social-démocrate bulgare se fond dans le Parti communiste bulgare. Le Front patriotique continue officiellement d'exister pour maintenir une apparence de multipartisme. En 1949, le parti Zveno s'auto-dissout et s'intègre dans le Front patriotique qui obtient 97,7 % des votes lors des élections législatives du 18 décembre 1949.

#### Pologne
En Pologne, deux camps que tout oppose aspirent à gouverner le pays après la Seconde Guerre mondiale :
- le gouvernement en exil à Londres, qui assure la continuité de l'État polonais, reconnu par les États-Unis et le Royaume-Uni, et qui jouit de la confiance de la grande majorité de la Résistance intérieure, d'idéologie démocratique mais aussi profondément nationaliste et animé d'une haine féroce des Allemands et des Russes,
- le gouvernement provisoire de la république de Pologne formé le 1er janvier 1945 par auto-proclamation du Comité polonais de Libération nationale, où dominent le Parti ouvrier polonais (PPR) prosoviétique et son allié le Parti socialiste polonais (PPS) dont son dirigeant, Edward Osóbka-Morawski, est nommé Premier ministre ; ce gouvernement est reconnu par l'URSS le 5 janvier 1945, avec qui il signe un Traité d'amitié, d'assistance mutuelle et de collaboration dans l'après-guerre le 21 avril 1945 afin d'établir sa légitimité sur le plan du droit international[23],[30].

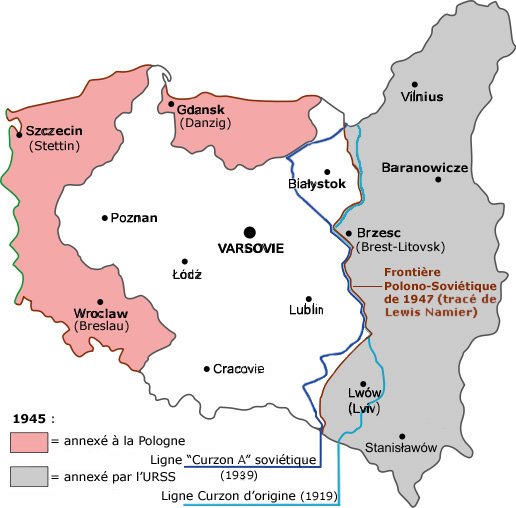
À la fin de la Seconde Guerre mondiale, les territoires en gris sont transférés de la Pologne à l'URSS, et ceux en rose de l'Allemagne à la Pologne.

L'occupation de la Pologne par l'Armée rouge commande, au nom de la Realpolitik, que les Alliés s'entendent à Yalta en février 1945 sur un compromis : en échange d'un accord sur les futures frontières de la Pologne, Staline accepte que le gouvernement provisoire soit « réorganisé sur une base démocratique plus large, de façon à inclure les chefs démocratiques résidant en Pologne même et ceux qui se trouvent à l'étranger » et que se tiennent « des élections libres et sans contrainte, […], sur la base du suffrage universel et du scrutin secret ».
La plupart des dirigeants polonais en exil s'insurgent contre cet accord, mais le Premier ministre en exil Stanisław Mikołajczyk finit par consentir à participer à un gouvernement de coalition. Formé le 28 juin 1945, le gouvernement provisoire d'unité nationale est dirigé par Osóbka-Morawski (PPS) et par deux Vice-Premier ministres, Gomułka (PPR) leader communiste et Mikołajczyk qui réactive le Parti paysan polonais (PSL). Dès le 5 juillet les États-Unis et le Royaume-Uni reconnaissent ce gouvernement, mettant ainsi fin à leur soutien au gouvernement polonais en exil à Londres.
Staline peut soutenir à Potsdam, en juillet 1945, qu'il a tenu ses promesses de mettre en œuvre un processus démocratique en Pologne, posture d'autant plus facile à tenir que dans le même temps, en Hongrie et en Tchécoslovaquie, de véritables institutions démocratiques se mettent en place. Le protocole de Potsdam prend acte de la formation du gouvernement provisoire polonais d'unité nationale, conformément aux décisions de Yalta, et du retrait de la reconnaissance des trois puissances à l'ancien gouvernement polonais de Londres « qui a cessé d'exister », et fixe la frontière occidentale de la Pologne sur la ligne Oder-Neisse « en attendant le tracé définitif ».
Mikołajczyk et les leaders des autres tendances démocratiques, anti-communistes et anti-soviétiques fondent leurs espoirs sur les élections à venir et axent leurs discours sur le terrain des libertés et des institutions. Dans un pays martyrisé par la guerre, les communistes se positionnent habilement sur le plan de l'alimentation, de la reprise de la vie économique, de l'ordre, de l'expulsion des Allemands. Conscient de ne pas emporter l'adhésion de la majorité de la population, le PPR retarde les élections promises et organise un référendum sur trois questions : la réforme agraire et les nationalisations, la nouvelle frontière occidentale, et l'abolition de la Chambre haute. Le PSL de Mikołajczyk et ses alliés font le choix du non pour cette troisième question. Au terme d'une campagne électorale qui se déroule dans un climat de violence et suscite de nombreuses protestations des Américains et des Britanniques, le oui l'emporte lors du vote le 30 juin 1946 pour les trois questions. Ce résultat est un succès pour les communistes, bien que leurs opposants les accusent de les avoir falsifiés.
Tirant les enseignements de ce résultat, les communistes intensifient leurs actions en vue de remporter massivement les législatives finalement fixées au 19 janvier 1947. Le PSL refuse de faire partie du Bloc démocratique formé par le PPR et trois partis qui acceptent la prédominance communiste. Tous les moyens sont employés pour intimider les électeurs et entraver l'opposition : monopolisation des médias, propagande massive en porte-à-porte par 200 000 agitateurs, emprisonnement de dizaines de milliers de partisans du PSL, assassinat de cadres du PSL, manipulation et trucage des modalités du scrutin. Le PSL ne parvient à se faire représenter que dans 296 bureaux de vote sur 6 726. Dans ces conditions, dénoncées par les Occidentaux, le Bloc démocratique pro-communiste obtient 80 % des suffrages. Le communiste Bolesław Bierut est élu président de la République. Sous sa direction, la faction stalinienne du Parti communiste prend progressivement le contrôle des institutions. Fin 1948, le Parti ouvrier unifié polonais (POUP) est créé par fusion du PPR et du PPS. Władysław Gomułka est écarté par Bolesław Bierut qui en devient Secrétaire général tout en restant président de la République,. La constitution provisoire adoptée en 1947 conserve la façade d'un régime démocratique. Mais Mikołajczyk, leader du PSL, fuit le pays. Environ 9 000 personnes meurent de violences politiques entre 1945 et 1952. Une nouvelle constitution est adoptée le 22 juillet 1952 qui fonde la république populaire de Pologne.

#### Roumanie
En Roumanie, le roi Michel 1er et tous les partis d'opposition renversent le 23 août 1944 le régime du maréchal Ion Antonescu allié à l'Allemagne nazie, l'armée roumaine entre en guerre aux côtés des Alliés. Le général Constantin Sănătescu forme un gouvernement provisoire issu du Conseil national de la Résistance, abroge toutes les mesures discriminatoires et anti-démocratiques du maréchal Antonescu et rétablit la constitution de 1923. Un armistice est signé le 12 septembre entre l'Union soviétique et la Roumanie, considérée comme un pays vaincu, soumis à l'occupation militaire de l'Armée rouge, et dont Churchill admet qu'elle fait partie de la zone d'influence soviétique. Le roi Michel 1er reste en place, mais perd tout pouvoir réel sur la suite des évènements. À la demande des Soviétiques, Sănătescu est remplacé par Nicolae Rădescu le 7 décembre 1944,.

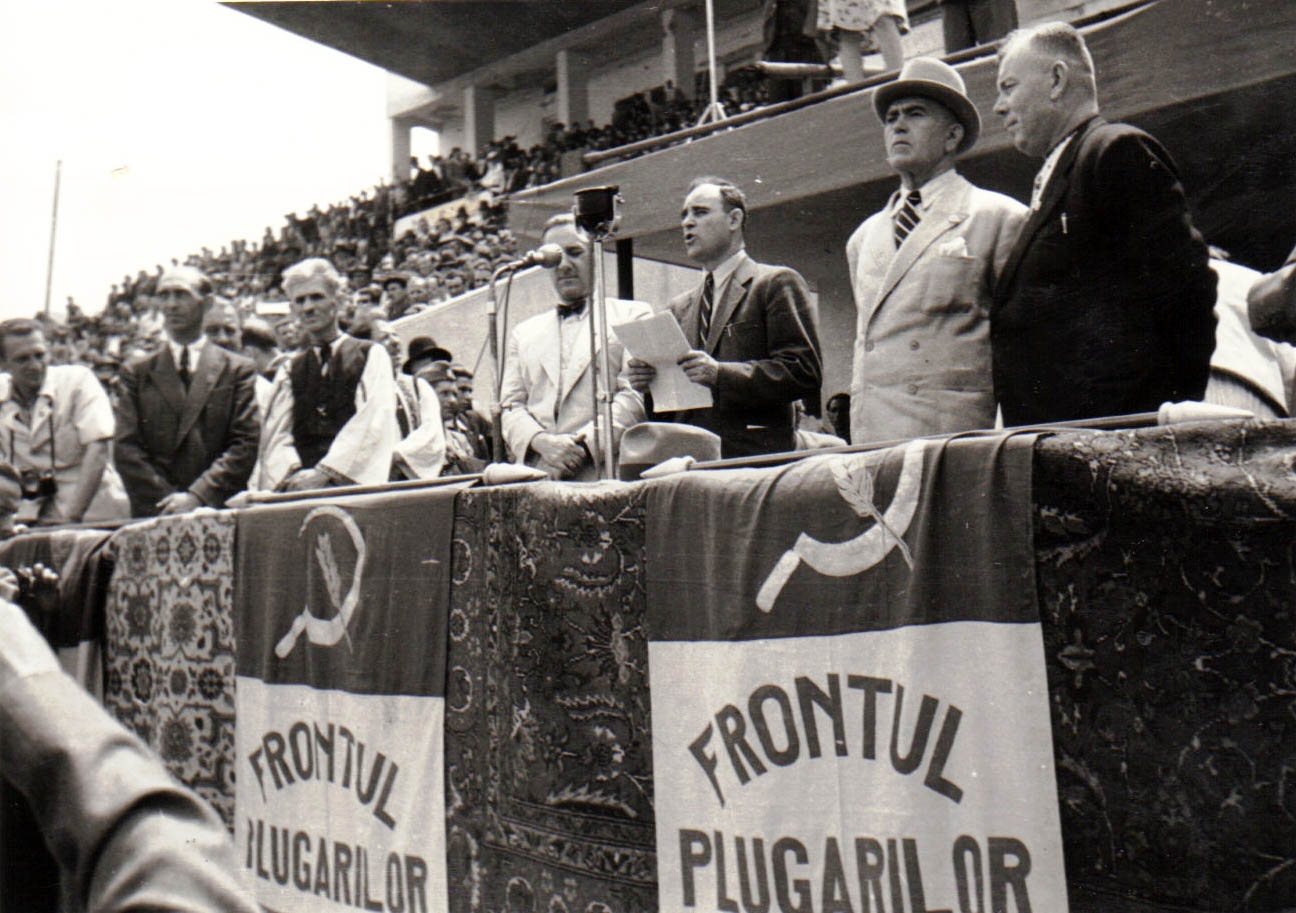
Meeting du Front des laboureurs en juin 1945 au stade de la République. De gauche à droite : Romulus Zăroni, Gheorghe Gheorghiu-Dej, Petru Groza, Mihai Ralea.

Le 2 mars 1945, Andreï Vychinski obtient du roi Michel 1er, sous la menace d'une intervention directe de l'Armée rouge, la nomination de Petru Groza, dirigeant du Front des Laboureurs et sympathisant communiste, pour former un nouveau gouvernement de coalition comme convenu à Yalta, amorçant la prise de contrôle du pays par le Parti communiste roumain. Le gouvernement initie immédiatement une réforme agraire par laquelle il confisque les terres des propriétaires possédant plus de 20 hectares et les redistribue à 900 000 familles.
Appuyé par les États-Unis et le Royaume-Uni qui refusent de reconnaître le gouvernement Groza, le roi Michel 1er demande sans succès la démission du Premier ministre et refuse dorénavant de signer les décrets et lois. Symboliquement, il n'assiste pas à la cérémonie marquant l'anniversaire du renversement le 23 août 1944 du gouvernement pro-nazi. Mais le 8 janvier 1946, en application de l'accord conclu entre les Alliés au cours de la CMAE de Moscou, le gouvernement est élargi à deux partis d'opposition, le roi Michel 1er renoue avec le gouvernement, promesse est faite d'organiser des élections libres et de respecter la liberté d'expression. Les Occidentaux reconnaissent alors la légitimité du gouvernement roumain élargi de Petru Groza, sous réserve de la tenue effective d'élections libres.
En vue des prochaines élections, le Bloc des partis démocratiques est formé par l'alliance de six partis, sous la domination du Parti communiste roumain (PCR), tandis que le principal parti d'opposition, le Parti national paysan, dénonce les persécutions dont il se dit victime. Les États-Unis et le Royaume-Uni renouvellent leur demande d'organisation d'élections libres. Le PCR et ses alliés au sein du Bloc des partis démocrates remportent très largement les élections législatives du 19 novembre 1946. Les partis d'opposition accusent le gouvernement roumain de terrorisme et de falsification des résultats de ces élections. Le sous-secrétaire d'État américain, Dean Acheson, déclare que les États-Unis ne peuvent reconnaître la validité de ces élections,.
Le Parti national paysan (PNT) est dissous par le gouvernement en juillet 1947 et ses leaders sont condamnés à de lourdes peines de prison par un tribunal militaire en novembre. Gheorghe Tătărescu, ministre des Affaires étrangères de Roumanie, dernier opposant au Parti communiste roumain, est exclu du gouvernement, il est remplacé par Ana Pauker, l'une des figures du PCR. Le 31 décembre 1947, le roi Michel 1er abdique sous la pression des communistes qui achèvent ainsi leur prise de pouvoir en abolissant la monarchie et en établissant la République populaire roumaine, Petru Groza conserve son poste de Premier ministre,,.
Le Traité d'amitié, de collaboration et d'assistance mutuelle entre la Roumanie et l'URSS est signé à Moscou le 4 février 1948. Le Congrès d'unification du Parti communiste roumain (PCR) et du Parti Social Démocrate (PSD) se tient le 21 février 1948 pour former le Parti ouvrier roumain (PMR). Moins de dix-huit mois après les précédentes législatives, les communistes et leurs alliés au sein du Front démocratique populaire obtiennent 405 des 414 sièges de la Grande Assemblée nationale lors des élections du 28 mars 1948 suivant, Petru Groza demeure Premier ministre d'un gouvernement où figurent les hommes forts du PMR. Le 13 avril 1948 la Constitution légalisant la République populaire roumaine est adoptée, sur le modèle de la constitution soviétique de 1936,.

#### Hongrie
Le traité de Trianon de 1920 acte la création d'un État hongrois indépendant, mais se traduit par la perte des deux tiers du territoire de l’ex-royaume de Hongrie. Le débat nationaliste et l'esprit de revanche dominent la politique hongroise dans l'entre-deux-guerres, conduisant à la régence Horthy, régime autoritaire et ultra-nationaliste, et à l'alliance avec le Troisième Reich au côté duquel elle entre en guerre en 1941 . Pays vaincu, la Hongrie doit accepter l'immiscion des Soviétiques dans les affaires du pays. Un gouvernement intérimaire formé de représentants de plusieurs partis, dont le Parti communiste hongrois, est mis en place le 21 décembre 1944. Un militaire le Général Béla Miklós est nommé Premier ministre. L'armistice signé le 20 janvier 1945 rétablit les frontières de 1920 et impose de lourdes réparations,.
Le 4 novembre 1945, les élections législatives libres sont remportées par le Parti des petits Propriétaires Indépendants qui obtient 57 % des voix. En troisième position derrière le Parti Social Démocrate Hongrois, le Parti communiste hongrois, réorganisé par Mátyás Rákosi, ne remporte que 17 % des suffrages. Zoltán Tildy, chef du parti agrarien, prend en novembre la tête d'un gouvernement de coalition. Le 1er février 1946, le royaume de Hongrie est officiellement aboli, faisant place à la Deuxième République. Zoltán Tildy devient président de la République, tandis que Ferenc Nagy le remplace à la tête du gouvernement.

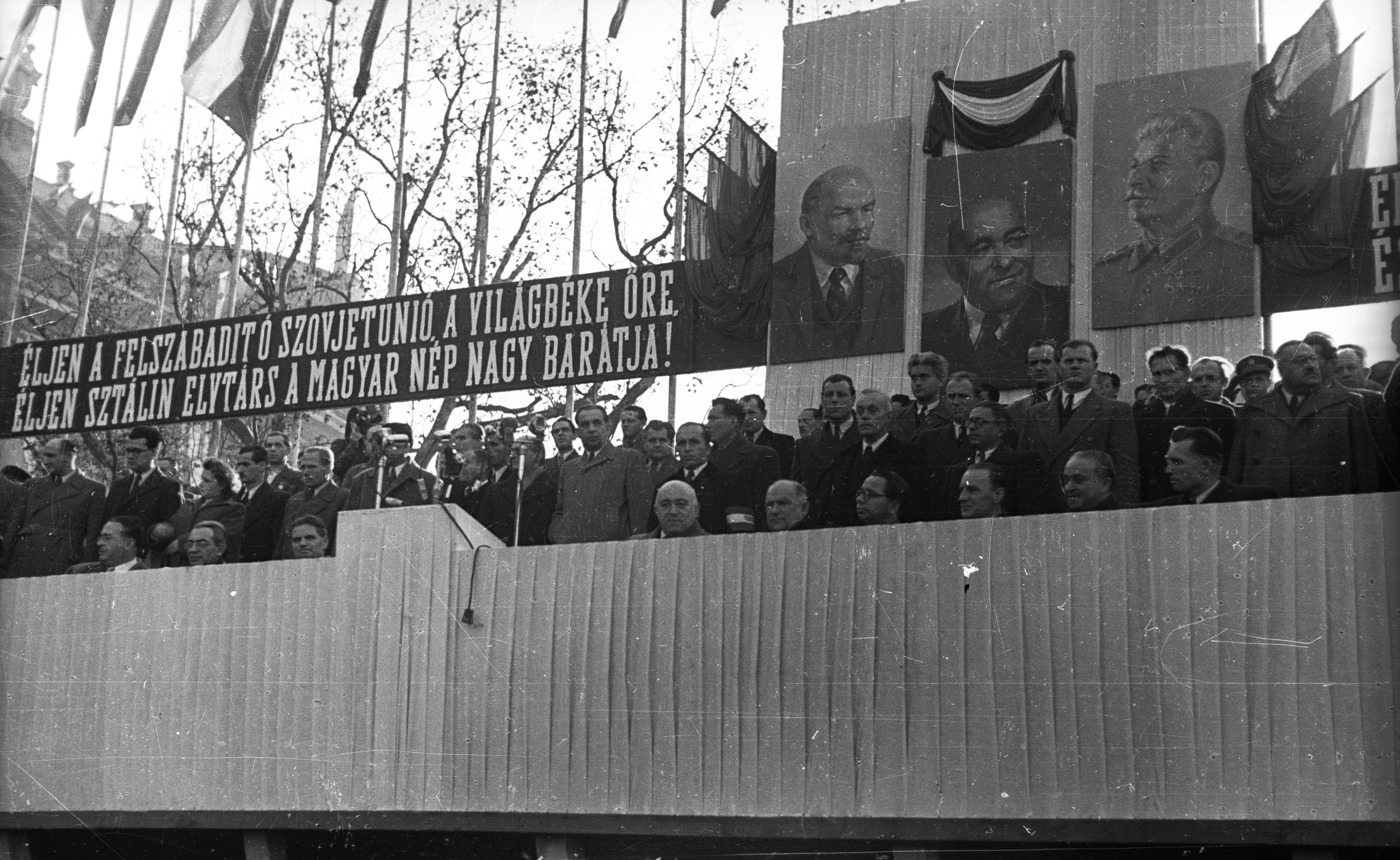
Inauguration en 1949 du « Pont aux chaînes » reconstruit, en présence de Mátyás Rákosi dont le portrait est encadré par ceux de Lénine et Staline. La banderole proclame « vive l'Union soviétique de la liberté, gardienne du monde, vive le camarade Staline le grand ami du peuple hongrois ! »

Cependant, le maréchal soviétique Kliment Vorochilov impose, en mars 1946, une présence accrue des communistes au gouvernement : László Rajk devient ministre de l'intérieur et organise la police secrète Államvédelmi Hatóság (AVH). L'ancienne classe politique hongroise est victime de purges : des responsables politiques comme l'ancien chef du gouvernement István Bethlen, sont déportés en URSS, puis exécutés. Le 31 mai 1947, Ferenc Nagy est contraint à la démission par les Soviétiques. Lajos Dinnyés, membre du parti agrarien, le remplace à la tête du gouvernement, mais est contraint d'appliquer les politiques de nationalisations préconisées par les communistes. Les mines et les industries lourdes sont nationalisées, suivies des banques, puis de toutes les entreprises de plus de cent salariés. Mátyás Rákosi, secrétaire général du Parti communiste hongrois, élimine progressivement tous les adversaires politiques des communistes en suscitant scissions et fusions parmi les partis adverses ou en évinçant personnellement les politiciens rivaux,.
Aux élections du 31 août 1947, malgré les pressions, la division de l'opposition et la manipulation du système électoral, les communistes ne réalisent qu'une progression relativement modeste (22 % contre 17 % aux précédentes élections). Le Parti Agrarien réussit à former une coalition avec d'autres partis non communistes et Lajos Dinnyés demeure Premier ministre, même si son pouvoir est de plus en plus affaibli par l'infiltration des partis de coalition par de plus en plus de sympathisants communistes.
À l'automne 1947, le contexte international change : la constitution du Kominform donne le signal de l'accélération de la soviétisation de l'Europe de l'Est. Le traité d'amitié, de coopération, de collaboration et d'assistance entre l'URSS et la Hongrie est signé le 18 février 1948. Le parti agrarien, puis le parti social-démocrate, sont contraints à fusionner avec le Parti communiste hongrois, qui devient le Parti des travailleurs hongrois. Le 31 juillet 1948, Tildy démissionne, remplacé à la présidence de la République par le communiste Árpád Szakasits. Le 6 février 1949, le cardinal József Mindszenty, chef spirituel de l'église Catholique et opposant au communisme est condamné à la prison à vie pour trahison.
Le ministère de l'Intérieur annonce en avril 1949 que seuls cinq partis regroupés au sein du Front populaire indépendant hongrois, contrôlé par les communistes, présenteront des candidats, et que l'élection se tiendra sur une seule liste. Aux élections du 15 mai 1949 est présentée une liste unique, qui obtient 95,6 % des suffrages. Le 18 août 1949, l'Assemblée adopte une nouvelle constitution. Le 20 août, la république populaire de Hongrie est proclamée.

#### Tchécoslovaquie
En Tchécoslovaquie, la continuité démocratique joue, puisque Edvard Beneš de tendance sociale-libérale, ancien président de la République, président du gouvernement provisoire tchécoslovaque en exil, proclame la Troisième République, redevient président et forme un « Front national » qui rassemble six partis démocratiques dans le but de constituer un gouvernement.

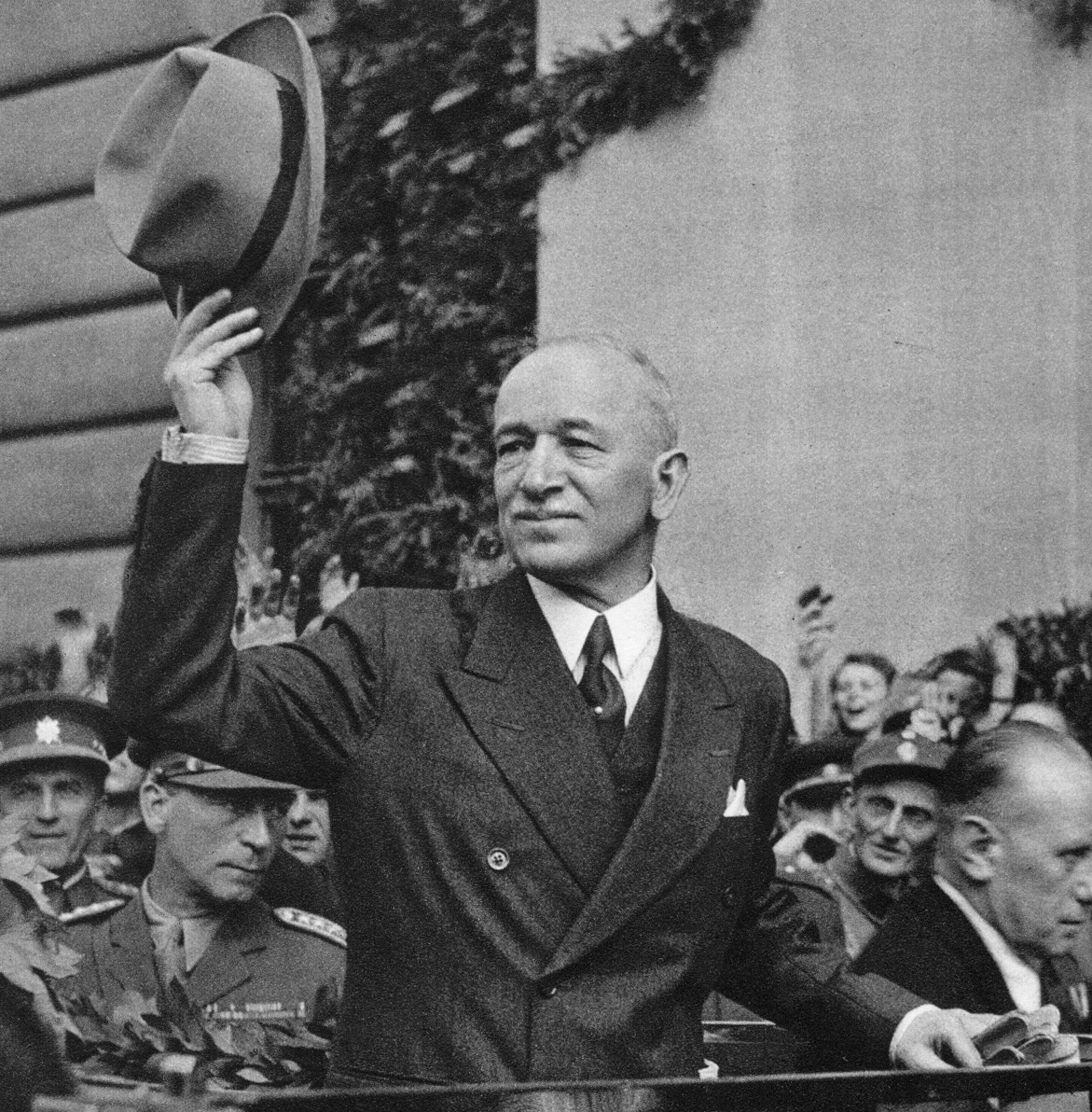
Edvard Beneš de retour à Prague le 16 mai 1945

Celui-ci est mis en place, dès avril 1945, avec Zdeněk Fierlinger, socialiste proche des communistes, comme Premier ministre et Klement Gottwald, qui préside le Parti communiste tchécoslovaque (KSČ), en tant que Vice-premier ministre. Beneš suit une ligne politique très pro-soviétique, et les liens avec l'URSS sont très tôt formalisés puisqu'un traité d'amitié, d'assistance mutuelle et de coopération pour l'après-guerre est signé à Moscou le 12 décembre 1943 ; il est complété le 29 juin 1945 par un second traité par lequel la Tchécoslovaquie cède à l'URSS l'Ukraine Subcarpathique. Bien qu'elle soit le plus « occidental » des pays est-européens, mais consciente de sa faiblesse stratégique, la Tchécoslovaquie est aussi l'allié le plus fidèle de Moscou après 1945. L'Armée rouge se retire du pays en novembre 1945.
L'élimination des opposants politiques, sous couvert de collaboration avec les Nazis, s'organise tout de suite. Cependant le régime conserve une véritable pluralité politique et des élections sont organisées le 26 mai 1946. Elles sont remportées par le Parti communiste qui obtient 38,1 % des voix à lui seul et donnent une large majorité aux quatre partis de gauche qui détiennent 206 sièges sur 300. Beneš demeure chef de l'État, tandis que Gottwald devient Premier ministre mais maintient officiellement une ligne démocratique et nationaliste. La nouvelle équipe constituée le 3 juillet comprend neuf ministres communistes sur vingt-trois ; les communistes détiennent le ministère de l’Intérieur, le ministère de l’Information, et ont un sympathisant, le général Svoboda, à la tête de l'Armée. Cette relative autonomie, vis-à-vis de Moscou, se traduit notamment par la décision des tchécoslovaques de se rendre à la conférence organisée, en juillet 1947, à Paris pour lancer le Plan Marshall ; au dernier moment, à la demande expresse de Staline, ils doivent renoncer à s'y rendre, s'alignant sur la position de tous les pays du bloc de l'Est en formation.

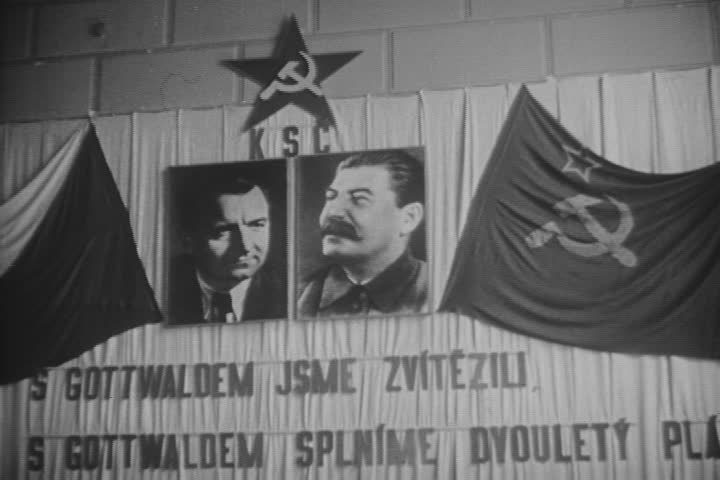
Portraits de Gottwald et de Staline affichés lors d'une réunion du KSČ en 1947

Dès lors, Gottwald a pour objectif d'achever la conquête du pouvoir. L'occasion se présente, en février 1948, lorsque les ministres non-communistes s'opposent à la décision du ministre de l’Intérieur, Václav Nosek, de nommer des communistes à la tête des unités de police de Prague qui ne sont pas déjà dirigées par des communistes. Affaibli par la maladie et soumis à d'intenses pressions de Gottwald, le président Beneš accepte la démission des ministres non-communistes, et qu'un nouveau cabinet soit formé dans lequel les ministres communistes plus nombreux prennent tous les portefeuilles clés. Cet événement est connu sous le nom de « Coup de Prague » dans les pays Occidentaux, de « Février 1948 » dans l’historiographie tchèque » et de « Février victorieux » dans la sphère communiste. Les Alliés occidentaux qualifient de coup d'État déguisé la formation de ce nouveau gouvernement dominé par les communistes. Le nouveau ministre communiste de l'Éducation ordonne que chaque salle de classe affiche un portrait de Staline. Le leader communiste Gottwald appelle à une purge « sévère et impitoyable » afin qu'aucune conspiration ne puisse menacer la République, le ministère de l'Information interdit les journaux étrangers.
Une nouvelle constitution est promulguée le 9 mai 1948 qui stipule que « l'État tchécoslovaque est une république démocratique populaire ». Des élections contrôlées sont organisées le 30 mai 1948, qui donnent 90 % des voix au PC et à ses alliés. Le parti communiste (KSS) et le parti socialiste (CSDP) fusionnent en juin 1948. Edvard Beneš démissionne le 7 juin 1948 ; il décède le 3 septembre suivant et ses obsèques donnent lieu à une grande manifestation anti-communiste. La soviétisation se poursuit : en août, le ministère de l'Industrie annonce que 93% de toute l'industrie tchécoslovaque a été nationalisée, et en octobre 1948 le premier plan quinquennal est lancé.

#### Yougoslavie
Après le démembrement de la Yougoslavie par le IIIe Reich en 1941, le Parti communiste yougoslave (PCY), dirigé par Tito, constitue la seule organisation politique présente dans toutes les parties du territoire. Les violences et les rancœurs interethniques créent un contexte favorable à ce que l'internationalisme communiste de Tito et de ses partisans, qui appartiennent à toutes les nationalités yougoslaves, ainsi que leur doctrine fédéraliste proclamant l'égalité des nations yougoslaves deviennent le recueil naturel de l'idée nationale yougoslave. Tito met sur pieds une armée de partisans qui libère une partie du pays dès la fin 1942 et forme le Conseil antifasciste de libération nationale de Yougoslavie (AVNOJ), embryon de Parlement. Sous le nom de Comité national de libération de la Yougoslavie (NKOJ), un gouvernement provisoire est proclamé le 29 novembre 1943, nonobstant l'existence du gouvernement royal en exil à Londres auquel les Partisans dénient toute légitimité. Tito combat les composantes non-communistes de la résistance comme les Tchetniks, accusés de collusion avec l'occupant.

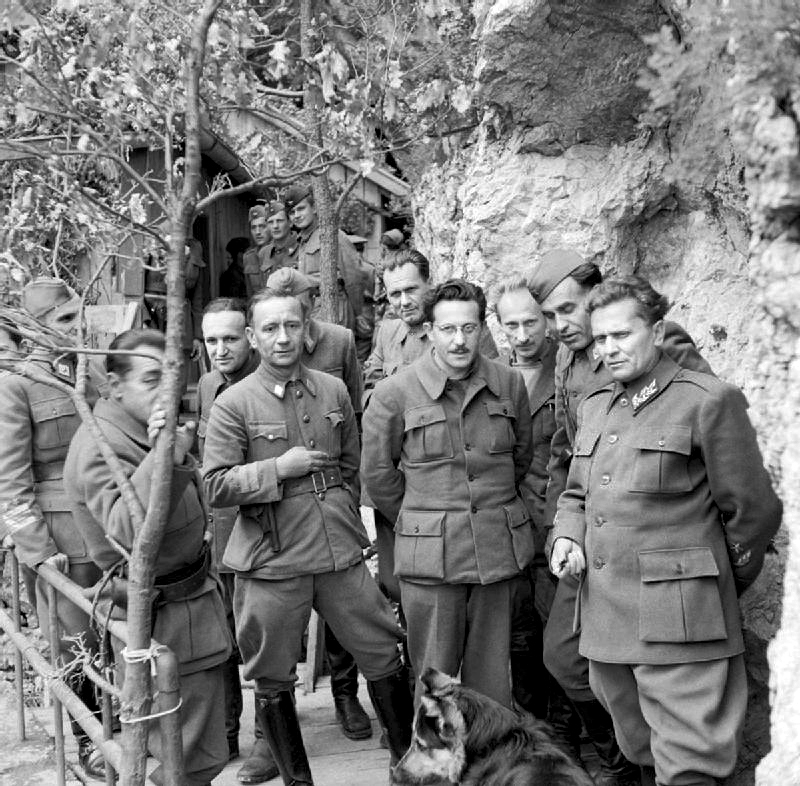
Tito (à droite sur la photo) à Drvar en mai 1944.

Après n'avoir accordé à Tito qu'un soutien mesuré durant la Guerre, Staline privilégie encore en 1944 l'entente avec les Alliés en ce qui concerne la Yougoslavie. Sous l'égide des trois Grands, un accord de collaboration entre le NKOJ et le gouvernement en exil présidé par Ivan Šubašić intervient le 8 août 1944. L'atout majeur de Tito est son armée, forte et disciplinée, qui mène l'essentiel des opérations militaires de libération, même si l'Armée rouge est aussi présente le 20 octobre 1944 pour la libération de Belgrade hautement symbolique. La conception à la fois révolutionnaire et nationaliste qu'ont Tito et le PCY contrecarrent les plans britanniques dans les Balkans et embarrasse le Kremlin.
À Yalta, en février 1945, les trois Grands demandent à Tito et Šubašić qu'un nouveau gouvernement soit constitué sur les bases de l'accord d'août 1944, et que le Conseil antifasciste du mouvement de libération nationale (AVNOJ) soit élargi à des membres du dernier parlement yougoslave qui ne se soient pas compromis en collaborant avec l'ennemi. Tito se conforme provisoirement à ces instructions. Il rebaptise le Front de libération populaire en Front national, élargi à de petits partis non communistes. Le PCY conserve le contrôle total de la police et de l'armée. Un gouvernement de coalition est formé le 7 mars 1945, dont Tito est Premier ministre et ministre de la Défense, auquel participent Šubašić, d'autres membres du gouvernement en exil et des membres du Conseil de régence du roi Pierre II,.

Drapeau de la RFPY (1946-1992)

En avril et mai 1945, la structure fédérale de la nouvelle Yougoslavie prend forme avec l'établissement de gouvernements régionaux pour la Serbie, la Croatie, la Slovénie, le Monténégro, la Bosnie-Herzégovine et la Macédoine. Le 11 avril 1945, l'URSS et la Yougoslavie signent un traité d'amitié, d'assistance mutuelle et de collaboration d'après-guerre. En août une réforme agraire et les premières nationalisations sont amorcées. Début octobre, les écoles privées sont fermées. Incapables d'exercer une influence véritable sur les décisions, Šubašić et plusieurs autres ministres démissionnent le 8 octobre.
Le Front national obtient 90 % des voix lors des élections du 11 novembre 1945. Le 29 novembre, l'Assemblée constituante abolit la monarchie et proclame officiellement la république fédérative populaire de Yougoslavie (RFPY). Tito conserve ses fonctions de chef du gouvernement, de ministre de la Défense, et de dirigeant du PCY. Fin décembre, les Occidentaux reconnaissent la nouvelle République, tout en mettant en cause les atteintes aux libertés. Le régime interdit certains journaux et emprisonne des opposants politiques.
La constitution de la RFPY, élaborée elle aussi sur le modèle soviétique, est publiée le 31 janvier 1946. Dès le départ, les communistes yougoslaves disposent d'une marge de manœuvre nettement plus grande que leurs homologues des autres pays, ce qui leur permettra par la suite de s'émanciper du Bloc de l'Est. Tito agit cependant dans un premier temps en allié loyal de Staline.

## Consolidation sous la férule de Staline (1948-1953)

### Division de l'Allemagne

#### Mainmise communiste sur la zone soviétique d'occupation en Allemagne

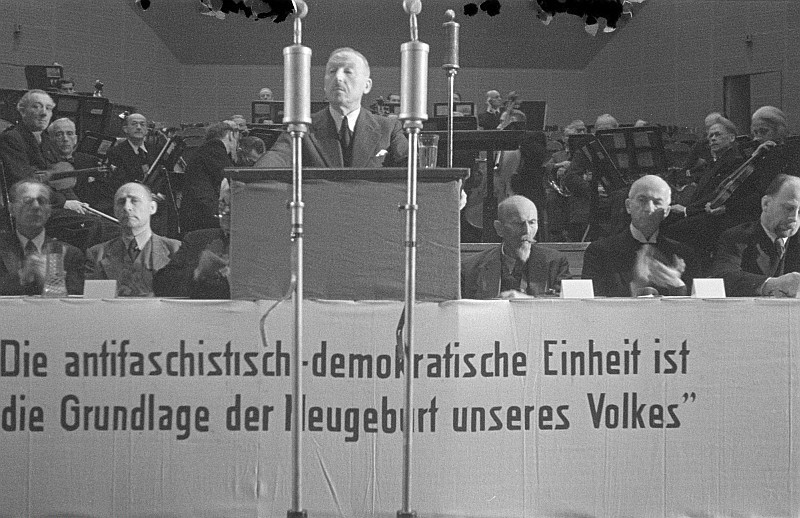
Premier meeting du Front antifasciste en août 1945.

Les Alliés réinstallent une vie politique locale en Allemagne et suscitent la création de nouveaux partis ou la recréation d'anciens partis et de syndicats à la condition qu'ils « se référent à l’antifascisme, à la démocratie et aux libertés ». Même s'il n'est pas encore question en 1945 de transformer la zone d'occupation en Allemagne attribuée aux soviétiques en un État indépendant, la SMAD entame immédiatement l'implantation du parti communiste d’Allemagne (KPD), interdit, comme le SPD, depuis 1933. Le 30 avril 1945, arrivé de Moscou où il a été longuement préparé aux techniques de prise du pouvoir, un groupe de dix communistes dirigés par Ulbricht entreprend de mettre en place des structures politiques pluralistes mais sous contrôle, et de préparer la réforme agraire. Le 10 juin 1945, les partis communistes (KPD), social-démocrate (SPD), chrétien-démocrate (CDU) et libéral (LDPD) sont autorisés par l’occupant soviétique. Ces partis sont engerbés dans un Front antifasciste démocratique, créé par ordre de la SMAD dans le but de contrôler la renaissance de la vie politique et les élections. Devant le fort soutien du SPD dans l’opinion et les résultats médiocres des communistes aux premières élections en Autriche et en Hongrie, les Soviétiques forcent en avril 1946 dans leur zone d'occupation la fusion du KPD et du SPD pour former un unique parti marxiste-léniniste, le Parti socialiste unifié d'Allemagne (SED),.

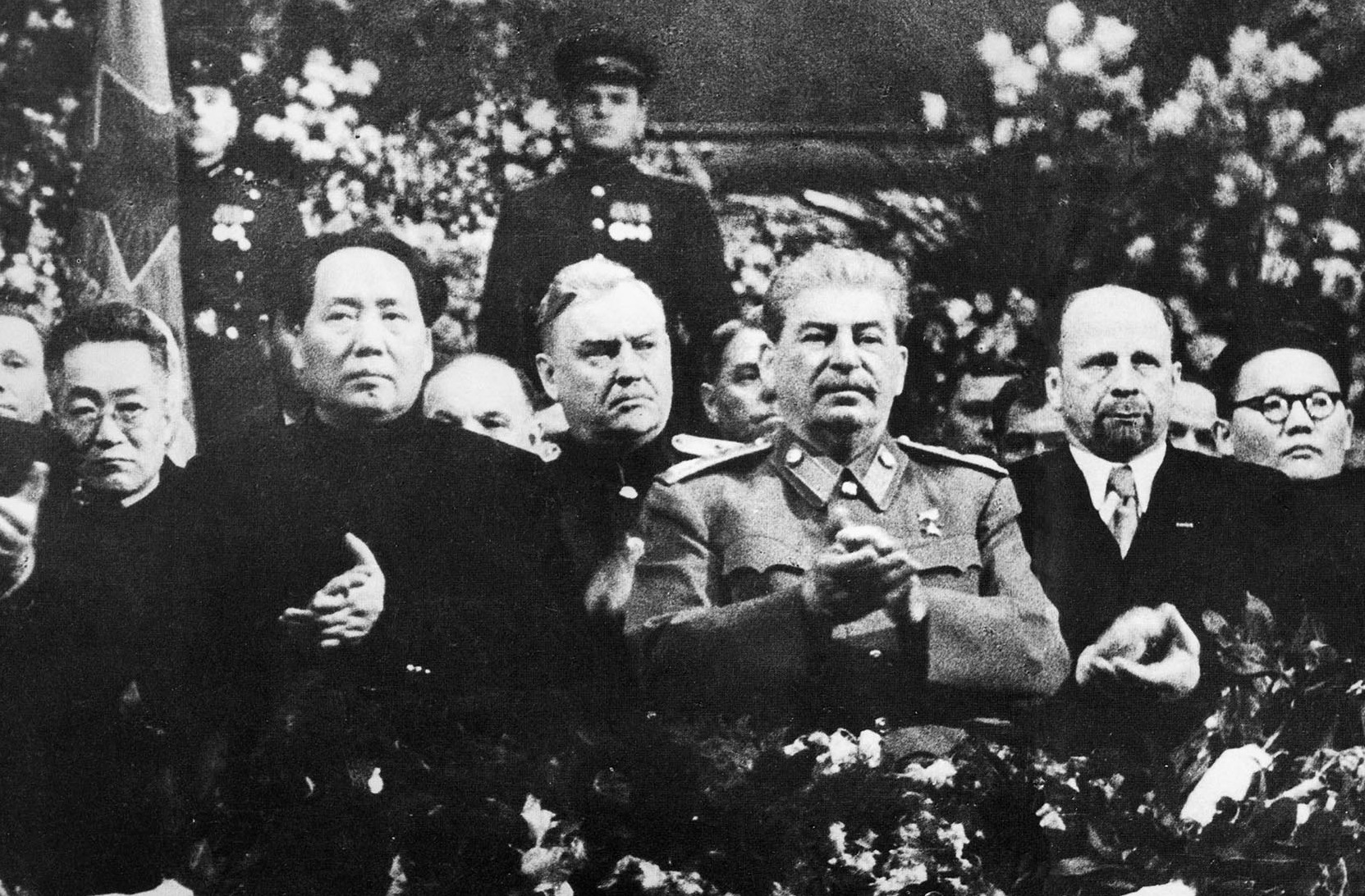
Mao et Ulbricht aux côtés de Staline pour son 71e anniversaire.

Des élections régionales sont organisées dans toute l'Allemagne entre juin 1946 et octobre 1947. Elles ont lieu dans la zone soviétique et dans les quatre secteurs d'occupation de Berlin le 20 octobre 1946. Malgré ses 1,3 million d'adhérents et le soutien actif des organisations de masse (syndicats, organisations de jeunesse), le SED communiste n'obtient nulle part la majorité absolue, mais arrive toutefois en tête dans les cinq Länder avec plus de 40 % des voix, devançant largement la CDU et le LDPD. À Berlin, la situation est bien différente, car le SPD demeure présent dans les trois secteurs occidentaux et remporte les élections devant la CDU et le SED avec 19,8 % des voix seulement ; même dans le secteur soviétique à Berlin-Est, le SED ne dépasse pas 29,9 %.
Usant de leur pouvoir absolu dans leur zone d'occupation, les Soviétiques conduisent en 1945 et 1946 une politique économique identique à celle qui se prépare dans les démocraties populaires naissantes, dont les traits dominants sont la réforme agraire et les nationalisations. La Commission économique allemande est créée en juin 1947 par l'ordre no 138 de la SMAD ; préfigurant une administration est-allemande, elle est en fonction jusqu'à la fondation de la RDA.

#### Échec du blocus de Berlin, division de l'Allemagne

Enfants berlinois observant un avion C-54 atterrir à l'aéroport de Tempelhof en 1948 durant le blocus.

En 1947 et 1948, les Occidentaux poursuivent leurs initiatives en vue de la création d'un État ouest-allemand et de la mise sur pied d'une alliance militaire atlantique en vue de garantir la sécurité de l'Europe de l'Ouest. Les Soviétiques réagissent en se retirant, le 20 mars 1948, du Conseil de contrôle allié, mettant ainsi fin au quadripartisme. Staline cherche à reprendre l'initiative en utilisant Berlin pour forcer les Occidentaux soit à quitter la ville, soit à accepter une grande négociation sur l'Allemagne. Le calcul est clair : si les Alliés cèdent à Berlin, il ne se trouvera plus d'homme politique leur faisant confiance pour s'engager dans la constitution d'une Allemagne de l'Ouest dont la principale justification est d'ordre sécuritaire, alors que la majorité de l'opinion publique demeure attachée à l'unité allemande.
Le blocus des zones ouest de Berlin instauré par les Soviétiques est total à partir du 24 juin 1948, mais les Occidentaux ne cèdent pas et mettent en place un pont aérien qui oblige finalement Staline à lever le blocus, le 12 mai 1949, et à se résigner à la création de deux États allemands : la République fédérale d'Allemagne (RFA) à l'Ouest et la République démocratique allemande (RDA) à l'Est,,.
La fin du fonctionnement de la Kommandatura alliée (en) entraîne la division administrative de Berlin. Les 26 et 27 août 1948, des manifestants communistes empêchent la réunion du conseil, une partie des conseillers municipaux quitte la mairie de Berlin, située en secteur soviétique, pour se réunir dans le secteur britannique. Le 30 novembre, un conseil municipal « provisoire et démocratique » est formé à Berlin-Est, dont un des dirigeants du SED, Friedrich Ebert, est le maire. Corrélativement, un nouveau conseil municipal est élu à Berlin-Ouest, le 5 décembre ; Ernst Reuter du SPD devient maire de cette partie de la ville.

#### Fondation de la RDA

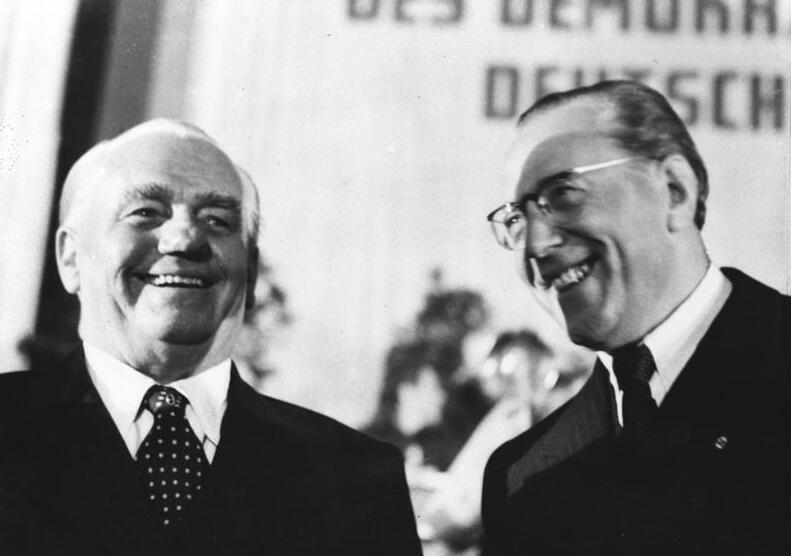
Le 11 octobre 1949, Wilhelm Pieck est élu président de la RDA, et Otto Grotewohl président du Conseil des ministres de la RDA le jour suivant.

L'échec du blocus de Berlin ne faisant plus de doute, Staline organise la fondation de la RDA. En janvier 1949, le SED est transformé en un parti léniniste-staliniste avec une direction centralisée assurée par un Politburo, une discipline de parti stricte et l'application sans réserve du modèle soviétique. L'égalité formelle qui existait auparavant entre les cadres du KPD et du SPD ne s'applique plus et ces derniers sont victimes de purges. Une assemblée constituante est élue en mai 1949 en zone soviétique d'occupation de l'Allemagne, où seule se présente la liste du « Bloc démocratique » dominé par le SED. La liste unique obtient 66 % des suffrages, le score le plus bas jamais obtenu pendant les quarante années suivantes par le SED aux élections en RDA, peut-être pour entretenir l'illusion de la démocratie, peut-être aussi par sous-estimation du rejet soviétique par des Allemands reconnaissants de l'action des Occidentaux à Berlin-Ouest. Le Congrès ainsi élu est censé représenter toute l'Allemagne et exprimer la volonté du peuple allemand en faveur de son unité. Le Congrès nomme un Conseil populaire de 330 membres, qui prend le nom de Chambre du peuple et ratifie le projet de constitution de la RDA qui entre en force le 7 octobre 1949. Le Ministère de la Sécurité d’État, dit la Stasi (abréviation de Staatssicherheit) est créé le 8 février 1950.
Sans attendre l'instauration officielle de la RDA, le SED reconnaît dès le 11 septembre 1949 la frontière avec la Pologne le long de l'Oder et la Neisse comme définitive. Le 15 octobre, la RDA et l’URSS établissent des relations diplomatiques ; d'ici la fin de l'année 1949, des relations diplomatiques sont établies avec tous les pays d'Europe de l'Est et la Chine afin de donner à la RDA une légitimité internationale.
En vue des élections législatives, le « Front national » est formé en mars 1950, qui rassemble les cinq partis politiques autorisés : SED, CDU, LDPD, DBD et NDPD, ainsi que nombre d'organisations de masse représentant les ouvriers, les paysans, la jeunesse, les femmes ou d'autres groupes de la population est-allemande. Recourant à des démissions forcées et à des arrestations, la direction du SED réussit à briser la résistance de la CDU et du LDPD à une liste unifiée pour les élections d'octobre. La répartition des sièges à la Chambre du peuple entre les partis et les organisations de masse est négociée avant l'élection qui se tient le 15 octobre 2020. Le taux de participation et les votes en faveur de cette liste unique sont supérieurs à 98 %,.

### Rupture Tito-Staline
Le 29 janvier 1948, la Pravda condamne le projet de fédération balkanique de Tito. Le 27 mars 1948, le Parti communiste de l'Union soviétique adresse au Parti communiste de Yougoslavie une lettre lui reprochant de dénigrer le « socialisme » soviétique, et de manquer de démocratie interne. Le 28 juin, Tito n'assiste pas au congrès du Kominform. Les autres partis communistes émettent une condamnation collective du Parti communiste de Yougoslavie, qui est exclu du Kominform et accusé de dérive « nationaliste ». L'organisation communiste appelle « les forces saines du PCY à imposer une nouvelle ligne politique à la direction ». Le traité d'alliance soviéto-yougoslave est dénoncé par l'URSS,.

### Soviétisation de la société et de l'économie de l'Europe de l'Est
Les objectifs de Staline en Europe de l'Est sont avant tout sécuritaires, mais il entend aussi tirer des bénéfices économiques de sa mainmise sur l'Europe de l'Est. L'URSS va prendre la place que tenait l'Allemagne dans l'économie de ces pays avant-guerre et se comporter largement comme une puissance coloniale. Dans un premier temps, elle exige des réparations dont la valeur dépasse ce qu'elle dépense pour contrôler ces pays.
Staline se distingue des autres bâtisseurs d’empire, y compris des tsars, par son insistance à reproduire dans les territoires placés sous son contrôle des formes de gouvernement et de société identiques à celles de l’Union soviétique. Chacun des États satellites doit adopter une constitution calquée sur celle de l'URSS, mettre en œuvre des plans quinquennaux et des réformes économiques et agraires comme en URSS, se plier à la domination de l'appareil du Parti communiste et d'une police secrète, eux-mêmes soumis à la volonté du PC soviétique. Cette reproduction du système soviétique est pour Staline la garantie de l'allégeance indéfectible et durable de ses satellites d'Europe de l'Est. L'application de ces principes tient peu compte de la grande diversité de la situation de départ des États concernés. La nationalisation des entreprises et la collectivisation des terres sont partout la règle.

### Les purges et procès staliniens au sein des partis communistes
Voir détail dans la section « Une société liberticide : purges et procès »
Les trois principales causes de la chasse aux sorcières qui sera entreprise essentiellement dans les années 1949 à 1952 dans les partis communistes au pouvoir dans les pays du bloc de l'est sont l'intensification de la guerre froide, la rupture entre Staline et Tito qui en servira de principal prétexte et la paranoïa croissante de Staline qui approche de la fin de sa vie.
Le premier procès du genre est celui de Koçi Xoxe, Ministre de l'Intérieur en Albanie, qui s'ouvre le 12 mai 1949. Le motif en est clairement la proximité qui existe entre Xoxe et Tito. Ce procès est conduit sur le modèle des purges et procès menés avant-guerre par Staline dans son propre pays.
En Bulgarie, Traïcho Kostov est arrêté le 20 juin 1949, torturé, jugé et finalement condamné à mort le 14 décembre 1949. Le 16 septembre 1949 s'ouvre en Hongrie le procès de László Rajk, autre exemple de purge stalinienne anti-titiste. Des purges sanglantes et des procès fabriqués de toutes pièces sont conduits dans tous les pays d'Europe de l'Est jusqu'à la mort de Staline.
D'autres dirigeants échappent à la mort et joueront plus tard à nouveau un rôle clef. Władysław Gomułka en Pologne, poussé hors du POUP est arrêté et emprisonné en août 1951. Il oppose à ses accusateurs une farouche résistance et n'est finalement pas jugé. Sa libération intervient en décembre 1954 parmi d'autres initiatives prises par le pouvoir dans le vent de déstalinisation qui commence à souffler partout en Europe de l'Est. En Hongrie, où les arrestations et exécutions sont très nombreuses, János Kádár est emprisonné et Imre Nagy écarté du pouvoir, sans pour autant subir le sort de Rajk.

## Entre conservatisme et réformisme (1953-1985)
Avec la mort de Staline, le 5 mars 1953, s'ouvre une nouvelle ère axée en politique extérieure sur la coexistence pacifique et le développement des échanges économiques avec l'Ouest, et au niveau intérieur sur des réformes économiques mesurées, afin de consolider le progrès économique, de démontrer au monde entier la supériorité du communisme sur le capitalisme et de pérenniser le bloc de l'Est en l'état,. Cette période de forts contrastes connaîtra de vraies tentatives de réformes économiques et politiques cherchant à concilier le modèle communiste soviétique avec les réalités nationales et sociales de l'Europe de l'Est, mais verra aussi le conservatisme soviétique s'affirmer le cas échéant par des interventions militaires - écrasement de la révolution hongroise en 1956 et du Printemps de Prague en 1968 - pour empêcher en tout cas pour un temps l'explosion du bloc de l'Est. L'Ouest laissera faire, mais le développement des échanges économiques et culturels avec l'Est et les périodes de détente, en particulier l'Ostpolitik menée par la RFA à partir de 1969 contribueront à créer les conditions de l'effondrement à venir de l'empire soviétique.

### Des réformes politiques limitées

#### Malenkov, le début de la déstalinisation et le «Nouveau Cours»
La nouvelle direction collégiale soviétique formée à la mort de Staline annonce très vite un ensemble de réformes connues sous le nom de « nouveau cours » économique et politique. Le Premier ministre, Gueorgui Malenkov, en est le principal instigateur et demande est faite aux dirigeants des pays de l'est de suivre le même « nouveau cours ». C'est dans ce but, et aussi pour rassurer après l'arrestation de Beria, que se tient à Moscou, du 12 au 14 juillet 1953, une réunion secrète du Kominform. Cependant, au sein de cette direction, Molotov et Kaganovitch restent fidèles à la ligne de Staline, tandis que Khrouchtchev représente une ligne médiane, en faveur de la déstalinisation mais pour le maintien du contrôle absolu par le Parti communiste. Les dirigeants les plus conservateurs des Démocraties populaires jouent à leur avantage de ces dissensions pour se maintenir au pouvoir.
En RDA, le gouvernement annonce, le 11 juin 1953, l'adoption du « nouveau cours », sans pour autant revenir sur l'augmentation des quotas de production décidée peu auparavant et qui va fortement contribuer aux émeutes du 16 juin et des jours suivants, qui obligeront l'armée soviétique à intervenir et permettra à Walter Ulbricht de jouer de ses appuis au sein de l'armée et du clan conservateur au Kremlin pour se maintenir au pouvoir.
En revanche, en Hongrie, le 4 juillet 1953, sur décision de Moscou, Imre Nagy devient président du Conseil à la place de Mátyás Rákosi qui reste cependant Premier secrétaire du parti, et annonce des mesures de libéralisation dans la ligne du « nouveau cours ». Mais Matyás Rákosi conserve de nombreux appuis au sein du parti et bénéficie de l'ambivalence de Khrouchtchev : le 18 avril 1955, il obtient la démission de Nagy et la restauration de la ligne économique conservatrice. Un an plus tard, la révolution éclatera ramenant très brièvement Nagy au pouvoir.
En Pologne, Bolesław Bierut, tout en gardant en réalité un contrôle total sur le pays via un appareil policier développé, fait quelques concessions à la collégialité en ne gardant que le poste de Premier secrétaire du parti et annonce à son tour l'adoption partielle du « nouveau cours », le 29 octobre 1953.

#### Khrouchtchev, déstalinisation et conservatisme économique

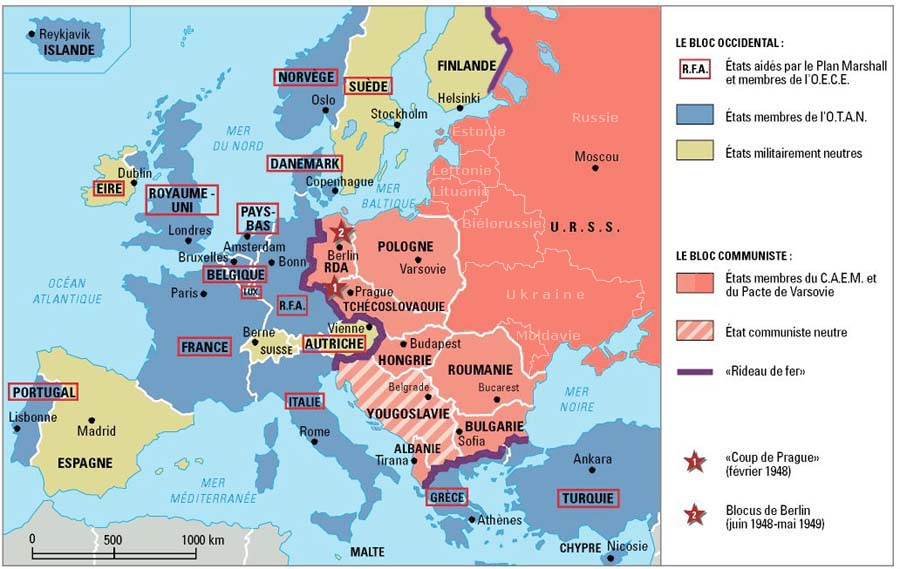
Dans les années 1960, la Roumanie et l'Albanie ont pris une relative autonomie vis-à-vis de l'URSS, tandis que la Yougoslavie compte au rang des pays non-alignés.

La succession de Staline trouve son épilogue, le 8 février 1955, par la victoire de Nikita Khrouchtchev qui force Malenkov à la démission. S'il poussera la déstalinisation notamment à travers son célèbre discours au XXe Congrès du PCUS, sur le plan économique il sera plus prudent et continuera de beaucoup favoriser les investissements dans l'industrie lourde aux dépens des biens de consommation, notamment pour soutenir la course aux armements dans laquelle il s'est lancé avec les États-Unis.
Pour les démocraties populaires, le XXe Congrès apporte la confirmation du rapprochement avec la Yougoslavie de Tito et surtout la reconnaissance du pluralisme socialiste, soit la possibilité ouverte à chaque pays d'adapter le modèle soviétique à ses particularités nationales, culturelles et économiques.

### Les apparences du triomphe du modèle communiste
Le pouvoir communiste devient vite conscient du prestige qu'il peut tirer des succès dans le domaine spatial ou sportif, très visibles dans leurs pays comme à l'Ouest. Les réussites du programme spatial de la Russie, dans les années 1957 à 1961, avec une série de « premières » présentent en plus l'intérêt de mettre en œuvre des technologies utilisées dans le domaine militaire. Le Bloc de l'Est dans son ensemble trouvera avec le sport un moyen de proclamer la supériorité de sa jeunesse. Les politiques sportives menées par les États répondent à plusieurs objectifs : pour les pays d'Europe de l'Est dont souvent les frontières ne correspondent pas aux legs de l'histoire, le sport est un moyen de transcender les origines différentes et de contribuer ainsi à construire des États-nations solides. Il est aussi le vecteur du développement de modes de vie sains, propres à lutter contre l'alcoolisme et l'arriération de certaines zones. Au niveau international, le sport est pour la RDA le moyen de rivaliser avec la RFA et de se faire accepter dans le concert des nations, y compris à l'Ouest. Aux Jeux olympiques de Munich en 1972, pour la première fois les sportifs de la RDA concourent sous leur propre drapeau ; la RDA s'y classe troisième avec 66 médailles et la RFA quatrième avec 40 médailles.

### Organisation politique et militaire du bloc de l'Est

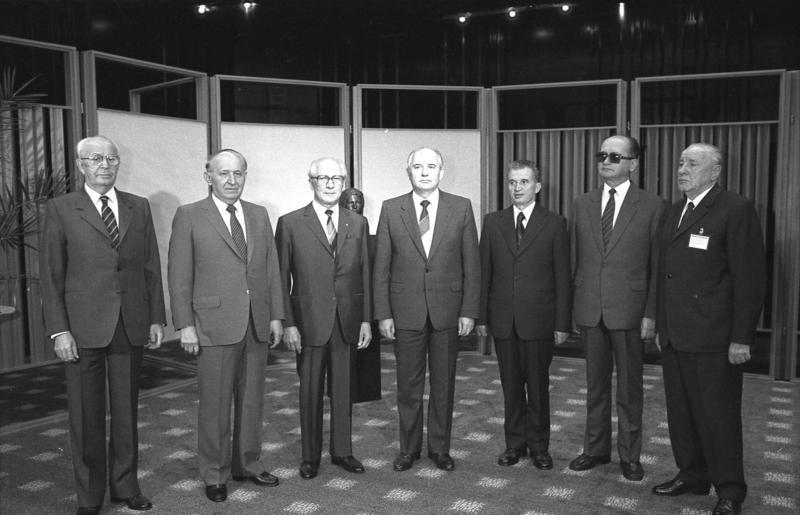
Photographie des dirigeants de l'Europe de l'Est lors d'un sommet du pacte de Varsovie : Gustáv Husák, Todor Jivkov, Erich Honecker, Nicolae Ceaușescu, Wojciech Jaruzelski, János Kádár et Mikhaïl Gorbatchev, au centre, en 1987.

Staline se méfie des arrangements institutionnels qui permettraient aux dirigeants des pays satellites de revendiquer un statut de partenaire au lieu de demeurer des subordonnés soumis à l'hégémonie russe. Aussi privilégie-t-il les relations bilatérales avec les États d'Europe de l'Est. Il instaure bien une coopération politique via le Kominform en 1947 pour contrebalancer son rejet du plan Marshall et rallier autour de l'URSS des dirigeants communistes dont certains ont été tentés d'y participer et dont le pouvoir n'est pas partout définitivement affermi. Mais dès 1950, le Kominform est mis en sommeil.
Lorsque les Occidentaux fondent l'OECE pour gérer le plan Marshall et en assurer le succès, il instaure en 1949 une coopération économique au sein du bloc de l'Est via le Conseil d'assistance économique mutuelle (CAEM), le plus souvent désigné par son acronyme anglais Comecon. Mais celui-ci demeure une coquille presque vide. Lorsqu'en 1949 les Occidentaux signent le traité de l'Atlantique Nord, Staline n'éprouve pas le besoin de fonder une alliance de sécurité collective à l'Est.
Lorsqu'en octobre 1954 les Occidentaux signent les accords de Paris qui vont permettre à l'Allemagne de l'Ouest de rejoindre l'OTAN, les Soviétiques réagissent par une offensive diplomatique vis-à-vis des Trois puissances occidentales tout en préparant la création d'une alliance de sécurité collective du bloc de l'Est. Celle-ci est conclue à Varsovie le 14 mai 1955 dans des termes entièrement dictés par Moscou et dont il est possible de penser qu'à ce stade elle constitue au moins autant une carte dans le jeu diplomatique que la fondation d'une alliance militaire structurée, dans la mesure où les traités bilatéraux signés auparavant entre l'URSS et ses pays satellites d'Europe de l'Est créent déjà des obligations réciproques en matière de coopération et de défense. Au moment de sa signature, le pacte de Varsovie revêt une importance davantage déclaratoire que stratégique.

#### Pacte de Varsovie
Le pacte de Varsovie est avec les conférences des Partis communistes et le Conseil d’assistance économique mutuelle, l’un des trois piliers sur lesquels repose l’ordre actuel politique, militaire, social et économique du bloc de l'Est.
La double fonction du pacte de Varsovie est bien plus évidente après les crises de 1956 qu'au moment de la signature du traité. Le Pacte de Varsovie est, d'une part, une alliance militaire tournée vers l'extérieur des pays du bloc de l'Est et, d'autre part, un instrument tourné vers l'intérieur pour maintenir la domination politique soviétique sur les satellites d'Europe de l'Est.
Cette dimension de politique intérieure est devenue fondamentale, comme le démontre le fait que le Comité politique consultatif (CPC), qui devait se réunir au moins deux fois par an au niveau ministériel, se réunit depuis 1958 de façon irrégulière, sur convocation soviétique, mais au niveau des Secrétaires généraux des Partis, les plus hauts dirigeants de l'Est. Toutefois, comme le craignait Staline, ces réunions sont loin au fil des années d'être de pure forme, les débats y sont parfois intenses et peuvent aller jusqu'à des désaccords formellement exprimés avec la politique voulue par Moscou. Le poids de l'URSS est tel que les décisions finales de compromis ou non lui appartiennent, mais la RDA les influe lourdement, et l'Albanie comme la Roumanie finissent par se détacher de l'alliance,.
C'est au nom du pacte de Varsovie que les troupes soviétiques interviennent en Hongrie en 1956 et en Tchécoslovaquie en 1968. L'Albanie se retire du Pacte en septembre 1968 par suite de cette dernière intervention. Des traités bilatéraux entre l'URSS et les membres du Pacte confèrent un statut légal au stationnement permanent de troupes soviétiques sur leur sol.

#### Conférences des partis communistes
Ces conférences se tiennent de façon irrégulière et avec un nombre variable de pays participants. De façon générale, leur objectif pour Moscou est avant tout d'affirmer la cohésion du camp socialiste sous la férule de l'URSS. Elles servent aussi de plate-forme de propagande vis-à-vis des populations occidentales et du tiers-monde par des déclarations en faveur de la paix qui dénoncent l'impérialisme,.
Le 20e Congrès du Parti communiste de l'Union soviétique (PCUS) en février 1956 marque la fin du stalinisme et selon Khrouchtchev le début d'une ère nouvelle. Ce Congrès déclenche une vaste campagne de déstalinisation qui aboutit entre autres choses à la réhabilitation des titistes dans plusieurs démocraties populaires. Dans la foulée, en avril, Khrouchtchev met fin aux activités du Kominform, pour prouver la sincérité de sa politique de rapprochement avec la Yougoslavie, donnant ainsi satisfaction au président Tito et passant au monde entier un message de détente.
Bien que les besoins de coordination des pays du bloc européen de l'Est soient couverts en partie par les réunions du CPC, des réunions élargies à d'autres partis au pouvoir ou non et des réunions pour traiter de situations de crise spécifiques sont aussi organisées à l'initiative de Moscou sauf exception. Ainsi, une conférence organisée en novembre 1957 aboutit à la publication d'une déclaration conjointe par douze partis au pouvoir en Europe et en Asie qui réaffirme le rôle dirigeant du PCUS et à un Appel pour la paix signé par soixante-quatre partis,.

### Les crises réprimées par la force
La mort de Staline, en 1953, donne dans plusieurs pays le signal du déclenchement de mouvements ouvriers résultant avant tout de difficultés économiques. D'autres contestations, plus politiques et nées au sein même du parti communiste agiteront plus tard la Hongrie, la Pologne et la Tchécoslovaquie. Ces pays et la RDA revêtent pour Moscou une importance considérable par rapport aux autres pays satellites : leur situation géographique directement face à l'Ouest est stratégique, et leur poids économique est prépondérant au sein du bloc de l'Est. Pour ces raisons, l'URSS ne prendra jamais le risque de les laisser basculer hors de son contrôle, quitte au besoin à employer la force militaire. En revanche, les Soviétiques laisseront, après la rupture sino-soviétique, l'Albanie s'allier à la république populaire de Chine maoïste, et adopter un positionnement autarcique. Ils laisseront aussi la Roumanie de Nicolae Ceaușescu prendre une certaine autonomie vis-à-vis du Pacte de Varsovie et en politique étrangère.

#### Les mouvements ouvriers de 1953
L'augmentation à marche forcée de la production industrielle et la collectivisation agricole épuisent le peuple et ne lui bénéficient que peu. La transition politique en URSS crée une période d'incertitudes propice aux contestations. Des grèves vont éclater dans plusieurs pays : à Plovdiv et Khaskovo en Bulgarie qui est pourtant le plus fidèle allié de l'URSS, le 3 mai 1953 des grèves éclatent ; des grèves éclatent également en Hongrie et en Roumanie ; peu après en Tchécoslovaquie à Plzen et dans plusieurs villes de violentes manifestations se déroulent les 1er et 2 juin 1953.
Mais les évènements les plus graves se produiront en RDA. D'abord à Berlin puis dans d'autres villes, des émeutes éclatent en juin 1953. Elles font suite à la décision prise par Ulbricht d'augmenter de 10 % les normes de production industrielle, en contradiction avec les nouvelles orientations du Kremlin. Elles seront réprimées brutalement par l'armée soviétique. Tous ces mouvements, rapidement circonscrits par un mélange de compromis et de répression, inquiètent les autorités soviétiques car elles voient bien que très vite les slogans des manifestants ont dépassé les revendications économiques pour se situer sur le terrain de la contestation politique.

#### Crise de Budapest en 1956
Ce qui reste dans l'histoire comme l'insurrection de Budapest de 1956 est une véritable révolution à l'échelle du pays, devenue tragédie sans égale dans l'histoire du bloc de l'Est, dès lors que les soviétiques entreprennent de la briser par une intervention militaire qui fait des milliers de victimes.
La déstalinisation commence pourtant en Hongrie dès juillet 1953 avec l'éviction de Mátyás Rákosi par les soviétiques qui installent Imre Nagy comme Premier ministre. Demeuré Secrétaire général du Parti des travailleurs hongrois (MDP), Rákosi réussit à reprendre le pouvoir : il contraint Nagy à la démission le 18 avril 1955, nomme András Hegedüs, un de ses fidèles lieutenants, à la tête du gouvernement, et poursuit une politique sécuritaire et répressive. Mais ses orientations ne sont pas conformes au cours de la déstalinisation : aussi, Mikoyan et Souslov arrivent-ils à Budapest le 17 juillet 1956, et imposent la démission de Rákosi qui réussit cependant à faire nommer à sa place à la tête du MDP Ernő Gerő, également conservateur. Quelques modérés, dont notamment János Kádár, entrent cependant au Bureau politique dont Imre Nagy reste exclu. Pendant les trois mois qui suivent la contestation et la confusion se développent.
La révolte proprement dite commence, le 23 octobre 1956, par une manifestation étudiante à Budapest qui entraîne la chute du gouvernement et le retour de Imre Nagy comme Premier ministre le 24 octobre. Dans le même temps, Gerő et Hegedüs font appel aux troupes soviétiques pour rétablir l'ordre. Après quelques jours d'hésitation, Moscou décide d'intervenir massivement le 4 novembre. Nagy se réfugie à l'ambassade de Yougoslavie. János Kádár, nommé Premier secrétaire du Parti le 25 octobre, parvient à apparaître comme l'homme capable de concilier certaines des aspirations du pays et son maintien dans le bloc soviétique. Il cumule, à partir du 4 novembre 1956, la direction du parti et du gouvernement. Il dirigera la Hongrie jusqu'en 1988.

#### Soulèvement de Poznan en 1956
Le décès à Moscou de Bolesław Bierut, le 12 mars 1956, pendant le XXe Congrès du PCUS ouvre des débats difficiles au sein du Parti ouvrier unifié polonais (POUP) sur la ligne à suivre et la désignation d'un successeur. Le Plenum du Comité Central du POUP va se réunir trois fois en quelques mois, marquant les temps politiques forts de la crise qui va secouer le pays. Le 21 mars 1956, le VIe Plenum élit Edward Ochab pour le remplacer. Des émeutes vont éclater à Poznań le 28 juin 1956 ; elles seront réprimées par l'armée polonaise sous les ordres du général russe Stanislav Poplavsky et du maréchal Konstantin Rokossovski, Ministre de la Défense d'origine polonaise mais vu comme un Russe par les Polonais. Pour autant l'agitation ne cesse de croître dans le pays, ce qui conduit à l'issue du VIIe Plenum tenu en juillet à des annonces importantes pour reprendre l'initiative : tenue d'élections générales dès le 16 décembre, obtention d'un prêt auprès de l'URSS, rattachement de l'administration pénitentiaire au ministère de la justice et rapatriement de polonais détenus en URSS. L'agitation et les débats d'idées continuent de se développer, beaucoup demandent le retour de Gomulka. La tension culmine entre les 19 et 21 octobre, Władysław Gomułka est élu Premier secrétaire du POUP au cours du VIIIe Plenum, sur un programme alliant réformisme et fidélité à l'Union soviétique. À son retour de Moscou, le 19 novembre, Gomulka reçoit un accueil presque triomphal à Varsovie. Il avait conclu un nouveau pacte avec l’U.R.S.S. Le Kremlin lui avait donné l’assurance qu’il pourrait continuer sa politique de libéralisation et de démocratisation dans le cadre du communisme national polonais. Le nouveau chef du POUP se voit ainsi récompensé de la tactique prudente et habile qu’il a adoptée depuis sa réhabilitation, exactement un mois plus tôt. Il a évité à son pays le terrible sort de la Hongrie.

#### Le Printemps de Prague en 1968
Antonín Novotný dirige la Tchécoslovaquie, depuis 1951, selon un modèle très stalinien. La situation économique et sociale difficile au début des années 1960 l'oblige à lâcher un peu de lest sur le plan des libertés à partir de 1963 et à lancer une réforme économique au début de 1967. Mais dans un pays de forte tradition libérale et démocratique, la contestation va se développer dans les milieux intellectuels et au sein même du Parti communiste tchécoslovaque (PCT) : en octobre 1967, Alexander Dubček conteste ouvertement Novotný au cours d'une réunion du Comité Central et finit par obtenir le soutien de Léonid Brejnev. Le 5 janvier 1968, il remplace Novotný à la tête du Parti. Des réformes politiques importantes sont rapidement lancées afin d'instaurer un socialisme à visage humain et la liberté de la presse est rétablie. Les réformateurs deviennent plus audacieux et radicalisent leurs positions. Le 27 janvier 1968, l'écrivain Ludvík Vaculík publie un appel à la démocratie, le manifeste « Deux mille mots qui s’adressent aux ouvriers, aux agriculteurs, aux fonctionnaires, aux savants, aux artistes, à tous ».

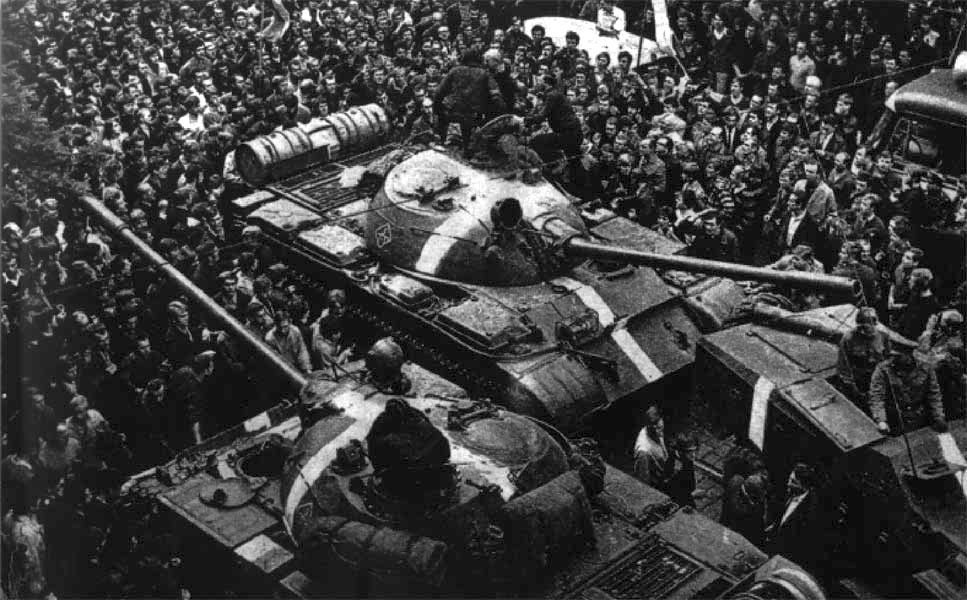
À Prague en août 1968, chars soviétiques entourés par des manifestants.

À partir du mois de mai 1968, Brejnev s'inquiète fortement de la perte de contrôle de la situation par le PCT, engage des négociations avec le nouveau pouvoir tchèque, et obtient le soutien de certains dirigeants de l'Est qui craignent la propagation de ce vent de démocratisation à leur pays. Malgré les assurances données par Dubček en plusieurs occasions, des troupes du Pacte de Varsovie, essentiellement soviétiques, envahissent le pays dans la nuit du 20 au 21 août 1968, mettant fin au printemps de Prague. Le gouvernement donne l'ordre à l'armée de ne pas résister, mais d'importantes manifestations ont lieu qui contraignent Moscou à opérer de manière progressive. Dubček conserve un temps l'apparence de sa fonction, mais le pouvoir réel passe entre les mains de Gustáv Husák qui devient Premier Secrétaire du PCT, le 17 avril 1969. Au cours du processus connu sous le nom de « normalisation », les destitutions seront nombreuses à tous les échelons, des procès seront organisés et toutes les réformes politiques annulées, revenant ainsi à une stricte orthodoxie qui durera pendant les 20 ans qui suivront jusqu'à la chute du régime en 1989.
Afin de légitimer l'intervention de Moscou, la Pravda publie, le 26 septembre 1968, un article dont le contenu devient connu sous le nom de doctrine Brejnev, qui affirme le droit d'intervention de la communauté socialiste en cas de danger contre-révolutionnaire.

#### Mouvements sociaux et émergence de Solidarność en Pologne (1970, 1976, 1980-1981)
À la fin des années 1960, la situation économique et le climat politique se dégradent en Pologne. Faisant suite à l'annonce de l'augmentation brutale du prix des denrées alimentaires, des grèves éclatent le 14 décembre 1970 et les jours suivants dans plusieurs villes du pays. Leur répression brutale fait des dizaines de victimes. Władysław Gomułka qui semble perdre le contrôle de la situation est remplacé, le 20 décembre, par Edward Gierek avec le soutien de Moscou qui ne voit pas de solution par la force au conflit. La nouvelle équipe de Gierek annonce immédiatement l'annulation des mesures d'augmentation des prix et l'ouverture d'un « franc dialogue » avec la classe ouvrière.
Cinq années plus tard, le pays renoue avec les difficultés économiques entraînant le réveil de la société civile des ouvriers et de l'intelligentsia, associés sur le terrain des revendications économiques et des droits de l'homme. La répression brutale des grèves et manifestations, de juin 1976, à Radom et Ursus, rencontre un très fort écho chez les intellectuels qui créent, le 23 septembre 1976, le Comité de Défense des Ouvriers (KOR). Durant les mois qui suivent, plusieurs organisations indépendantes ainsi que des journaux voient le jour, affirmant ouvertement leur opposition aux autorités en place.
La visite du pape Jean-Paul II, le 2 juin 1979, donne lieu à une explosion de ferveur religieuse et d'unité nationale qui démontre le déclin du communisme. L'économie chute lourdement dans les années 1978-1980. Comme en 1956, 1970 et 1976, la baisse du niveau de vie sera le déclencheur final de la crise : le 10 juillet 1980 une grève générale éclate à Lublin, qui s'étend bientôt à d'autres villes dont notamment l'emblématique Gdansk, berceau de la révolte de 1970. Des négociations s'engagent entre le MKS (Comité de grèves inter-entreprises) et le gouvernement, conduisant aux accords de Gdansk du 31 août 1980, dont naîtra le syndicat Solidarność qui sera dirigé par Lech Wałęsa.
Bien que la direction de Solidarność essaie de tenir une ligne modérée, les revendications s'étendent à d'autres catégories de la population, comme les agriculteurs, et le gouvernement ne parvient pas à stabiliser la situation. Le général Wojciech Jaruzelski devient Premier ministre, le 11 février 1981, puis cumule cette fonction avec celle de Premier secrétaire du Parti à partir du 18 octobre de la même année. Les soviétiques continuent de laisser planer la possibilité d'une intervention militaire,. Finalement, la loi martiale est décrétée par le général Jaruzelski, le 13 décembre 1981, et 10 000 militants de Solidarnosc, dont Lech Walesa, sont arrêtés.

### Les répercussions de la rupture entre Moscou et Pékin sur les démocraties populaires
Mao Zedong juge Moscou trop conciliant avec l'Ouest et s'estime porteur de la vraie tradition révolutionnaire marxiste-léniniste. Le fossé s'élargit progressivement entre les deux Grands du monde communiste. La rupture intervient, à l'été 1960, avec le retrait de l'aide soviétique à la Chine. Les démocraties populaires sont avant tout dépendantes de Moscou et elles trouvent dans cette rupture une occasion de s'émanciper un peu de la tutelle des soviétiques, occupés à traiter la situation en Asie. Cependant leur commerce avec la Chine va s'en trouver affecté. Elles adopteront dans l'ensemble une ligne prudente officiellement alignée sur Moscou, mais sans aller à la rupture avec Pékin.
L'Albanie, la plus pauvre des démocraties populaires, fera exception que son leader Enver Hoxha placera, dès l'été 1959, dans la dépendance et sous la protection de la Chine.
Un autre pays, la Roumanie profitera de cette situation et des difficultés de Khrouchtchev, faisant suite à ses échecs à Berlin et Cuba en 1961-1962, pour refuser une tentative de plus forte centralisation des décisions économiques à Moscou et peu à peu gagner une position d'autonomie sans pour autant se mettre en retrait de l'appartenance globale au monde communiste, un peu comme de Gaulle le fera vis-à-vis des États-Unis.

### Ouverture à l'Ouest (années 1970)

#### Politique de détente Est-Ouest
1973 voit l'ouverture de la Conférence sur la sécurité et la coopération en Europe (CSCE) et le lancement d’un dialogue multilatéral est-ouest en matière de coopération et de sécurité européennes appelé « processus d’Helsinki », qui s'inscrit dans la phase dite de « dégel » dans les relations entre l’Europe occidentale et le bloc communiste. En 1975, l'Acte final d’Helsinki qui arrête le périmètre et les principes d’action de la CSCE est signé.

#### Ostpolitik (1969-1973)
L'Ostpolitik est la politique d'ouverture vers les pays d'Europe de l’Est et l'URSS menée, à partir d'octobre 1969 jusqu'en 1973, par le gouvernement ouest-allemand dirigé par le Chancelier Willy Brandt à qui elle valut le Prix Nobel de la paix en 1971. Les traités signés dans ce cadre entérinent les frontières issues de la Seconde Guerre mondiale, notamment la Ligne Oder-Neisse et aboutissent à une reconnaissance mutuelle de la RFA et de la RDA qui deviendront membres de l'ONU en 1973.

## Effondrement des régimes communistes (1985-1989)

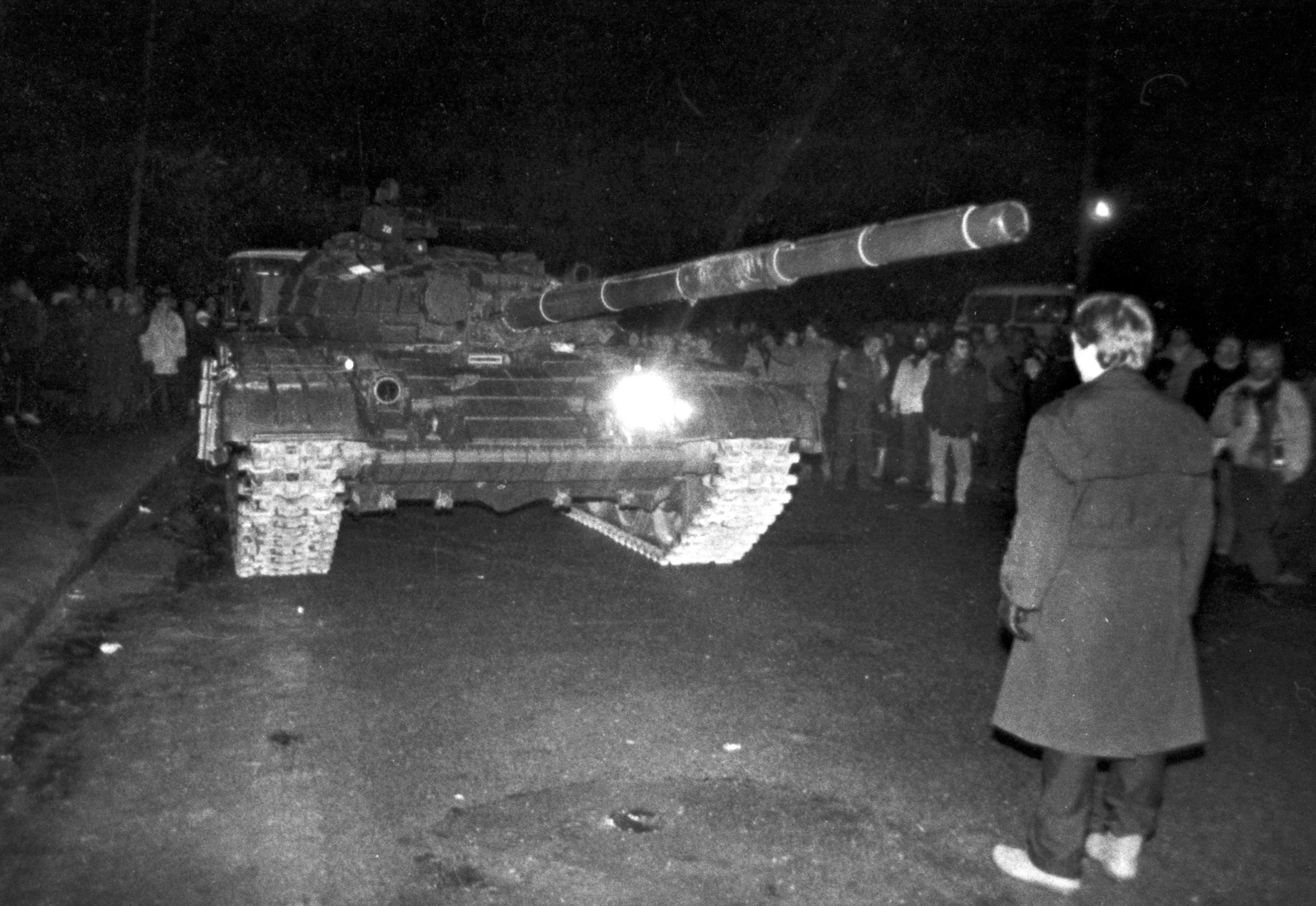
Citoyen lituanien non armé debout contre un char soviétique, Vilnius, 13 janvier 1991.

L'effondrement du communisme procède d'un ensemble de causes dont le dosage a été très différent d'un pays à l'autre. Le plus remarquable demeure que ces évènements se sont déroulés pratiquement sans effusion de sang et sur une période très courte centrée sur l'année 1989. Les facteurs externes ont joué, le plus évident étant la rupture dans la politique soviétique provoquée par l'arrivée de Gorbatchev au pouvoir en 1985. Mais les facteurs internes ont été prépondérants, combinant prise de conscience par un certain nombre de dirigeants communistes de l'échec économique et social du système mis en place 40 ans plus tôt, dissidence des intellectuels encouragée par la CSCE ou révolte de la société civile ouvrière ou paysanne.
Cet effondrement en un court laps de temps surprend largement les Occidentaux malgré les voix dissidentes qui s'élèvent à l'Est. Ainsi, Andreï Amalrik dans ses ouvrages Le Procès des quatre (« Процесс четырёх ») coécrit avec Pavel Litvinov et L’Union soviétique survivra-t-elle en 1984 ? estime que l’étouffement du « Printemps de Prague » et donc du « socialisme à visage humain » qui visait à rétablir les libertés fondamentales, la souveraineté populaire et un État de droit, prive le bloc de l’Est de sa dernière « alternative d’avenir », rendent inéluctable l’effondrement du système.

### Gorbatchev renonce à la doctrine Brejnev dès son arrivée au pouvoir
En tant que premier secrétaire du Parti, Gorbatchev organise des réformes politiques, la Glasnost, et économiques, la Perestroïka, pour faire face à l'impasse dans laquelle le système communiste s'est engagé et dont il pense que seules des réformes importantes permettraient de sortir.
| Pays | Dirigeant        | Au pouvoir    | Au pouvoir    | Au pouvoir        |
| Pays | Dirigeant        | De            | À             | Durée             |
| ---- | ---------------- | ------------- | ------------- | ----------------- |
| ALB  | E. Hoxha         | novembre 1944 | avril 1985    | 43 ans et 5 mois  |
| RDA  | W. Ulbricht      | juillet 1950  | mai 1971      | 20 ans et 10 mois |
| RDA  | E. Honecker      | mai 1971      | octobre 1989  | 18 ans et 5 mois  |
| BGR  | T. Jivkov        | mars 1954     | novembre 1989 | 35 ans et 8 mois  |
| HUN  | J. Kádár         | novembre 1956 | mai 1988      | 31 ans et 6 mois  |
| POL  | B. Bierut        | janvier 1945  | mars 1956     | 11 ans et 2 mois  |
| POL  | W. Gomułka       | octobre 1956  | décembre 1970 | 14 ans et 2 mois  |
| ROU  | G. Gheorghiu-Dej | juin 1952     | mars 1965     | 12 ans et 9 mois  |
| ROU  | N. Ceaușescu     | mars 1965     | décembre 1989 | 24 ans et 9 mois  |
| CS   | G. Husák         | avril 1969    | décembre 1989 | 20 ans et 8 mois  |
| YOU  | J. Tito          | novembre 1945 | mai 1980      | 34 ans et 6 mois  |

Sur le plan de la politique étrangère également, Gorbatchev engage dès son arrivée au pouvoir une politique de détente et de désarmement avec les pays occidentaux. En ce qui concerne les pays frères d'Europe de l'Est, dès le 13 mars 1985 lors des obsèques de Tchernenko, Mikhaïl Gorbatchev indique que l'Union soviétique n'interviendra pas pour réprimer les mouvements qui agitent l'Europe de l'Est, marquant ainsi l'abandon de la doctrine Brejnev. Il réitérera à plusieurs reprises ce changement radical de politique, lors d'une réunion du Pacte de Varsovie, en avril 1985, ou bien encore le 6 juillet 1989, à l'occasion d'un discours devant le Conseil de l'Europe.
Les dirigeants historiques est-européens s'accrochent à leur pouvoir. L'annonce faite par Gorbatchev n'est pas accueillie positivement par les dirigeants historiques des pays d'Europe de l'Est. D'une part, la crainte d'une intervention soviétique s'estompant ne peut qu'encourager les opposants à oser aller plus loin dans leurs revendications. D'autre part, la volonté de réforme économique et politique affichée par le Kremlin favorise les éléments réformateurs des Partis communistes, d'une façon propre à déstabiliser les dirigeants qui s'appuient sur les conservateurs.
C'est dans cette ligne de conduite que s'inscrit le dirigeant est-allemand Erich Honecker lorsqu'il déclare, le 2 décembre 1988, lors du VIIe Congrès du Comité central, que « le SED savait depuis longtemps qu'il n'y avait aucun modèle valable pour tous les pays socialistes ».

### Grèves massives en Pologne (printemps - été 1988), point de départ de la désagrégation
La situation politique en Pologne donne le coup d'envoi à la chute des régimes communistes en Europe. En l'espace d'un an, par un effet de domino spectaculaire, les régimes communistes vont partout tomber. Des manifestations étudiantes se déclenchent en Pologne en mars 1988. À partir du 25 avril, de très importantes grèves ouvrières prennent le relais. À l'été 1988, une nouvelle vague de grèves, plus importante, parcourt les mines du pays. Le gouvernement est contraint de faire appel à Lech Wałęsa comme négociateur pour calmer les grèves. Le 18 décembre, Wałęsa forme les Comités citoyens Solidarité (Komitet Obywatelski Solidarność) : Solidarność sort de l'illégalité.
Du 6 février au 4 avril 1989, le gouvernement mène avec l'opposition les pourparlers dits de la « Table Ronde polonaise ». Un accord est finalement trouvé, prévoyant des élections législatives semi-libres. Le 4 juin, les élections voient le triomphe de Solidarność, dont les candidats remportent 99 % des sièges au Sénat et 35 % des sièges à la Diète. Solidarność refuse tout accord de coalition avec le Parti ouvrier unifié polonais. Jaruzelski est contraint de nommer Premier ministre Tadeusz Mazowiecki, qui est investi le 19 août par la Diète à une écrasante majorité. En décembre, le Parlement polonais élimine de la constitution toute référence au rôle dirigeant du parti, le pays reprenant le nom officiel de république de Pologne (Rzeczpospolita Polska). Le 30 janvier 1990, le Parti ouvrier unifié polonais s'auto-dissout. Wojciech Jaruzelski, privé de tout pouvoir, démissionne : le 23 décembre 1990, Lech Wałęsa est élu président de la République, dans un scrutin tenu cette fois au suffrage universel.

### Démocratisation en Hongrie orchestrée par les réformateurs du Parti
Emboîtant le pas à la Pologne, la Hongrie sera le second pays à s'engager sur la voie de la démocratisation. Contrairement à la Pologne où cette dynamique résulte d'un affrontement entre la société civile et le pouvoir en place, c'est au sein même du parti communiste qu'émergera le changement. En mai 1988, János Kádár, âgé de 76 ans et malade, cède sa place. Les cadres réformateurs prennent progressivement le contrôle du Parti socialiste ouvrier hongrois qui accepte le principe du multipartisme dès février 1989. Le 2 mai 1989, les barbelés à la frontière austro-hongroise commencent à être démantelés. Les protagonistes de l'insurrection de Budapest de 1956 sont réhabilités : en juin 1989, Imre Nagy reçoit des funérailles officielles. Le 16 octobre, le parlement hongrois ouvre une session historique, au terme de laquelle le principe des élections libres est adopté et la constitution radicalement révisée. Les premières élections législatives libres se tiennent le 24 mars 1990 ; elles sont remportées par le forum démocrate hongrois, parti de tendance conservatrice et nationaliste. L'ancien parti communiste, le parti socialiste hongrois n'obtient que 10 % des suffrages.

### Manifestations populaires en RDA

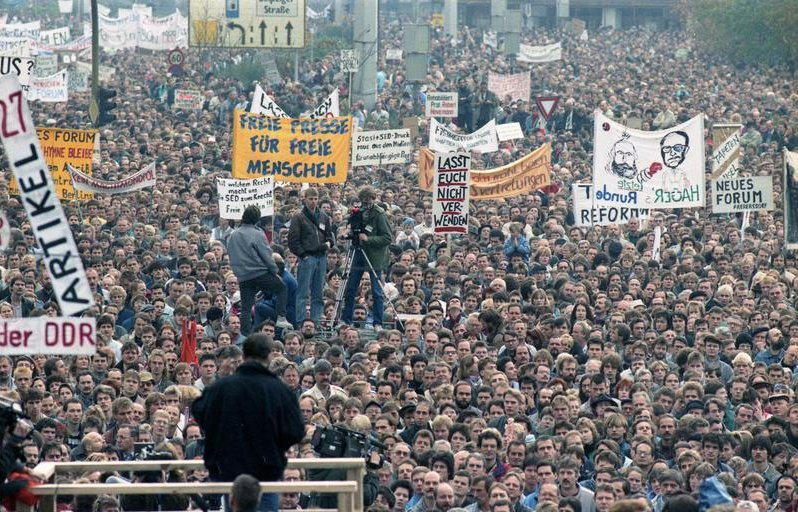
Manifestations le 4 novembre 1989 à Berlin-Est.

Entre septembre 1989 et mars 1990 ont lieu les « manifestations du lundi » (Montagsdemonstrationen), particulièrement à Leipzig, au cours desquelles les Allemands de l'Est réclament des réformes et notamment la liberté de circulation vers l'Ouest. Le conseil des ministres de la RDA démissionne le 8 novembre 1989, suivi par le Politbüro le 9 novembre. Dans la soirée du 9 novembre 1989, Günter Schabowski, membre du comité central du SED, annonce la levée de toutes les restrictions de voyage et l'ouverture des frontières, provoquant un afflux de personnes aux postes de passage le long du mur de Berlin, puis l’ouverture du mur. Le 13 novembre, le parlement de la RDA (Volkskammer) élit Hans Modrow au poste de ministre-président. Gorbatchev déclare que la réunification est une question que les Allemands doivent régler entre eux. La mention du rôle particulier du SED (Sozialistische Einheitspartei Deutschlands, « Parti socialiste unifié d'Allemagne »), est retirée de la constitution. À partir du 7 décembre, le nouveau gouvernement dirigé par Modrow accepte de discuter avec les nouveaux groupes d'oppositions et les Églises lors d'une « table ronde centrale ». Les principales revendications des opposants portent sur la démocratisation du régime, la tenue d'élections libres et la dissolution du Ministère de la Sécurité d'État (Ministerium für Staatssicherheit, plus connu sous l'acronyme de « Stasi »). Des élections libres tenues le 18 mars 1990, conduisent à ce que le Parti socialiste unifié d'Allemagne perde le contrôle majoritaire de la Chambre du peuple (le Parlement est-allemand). Le 23 août, la nouvelle assemblée vote l’extension de la Loi fondamentale de la République fédérale d'Allemagne aux territoires de la RDA à effet du 3 octobre 1990 et par conséquent la disparition de la République démocratique allemande.

### Tchécoslovaquie
Au moment de la Perestroïka, la direction du parti ne fait aucune concession en matière de libertés politiques, ne proposant que des réformes économiques. À partir de 1988, vingtième anniversaire du printemps de Prague, le pays connaît une importante effervescence politique. Les pétitions réclamant la liberté politique et religieuse se multiplient. En janvier 1989, le vingtième anniversaire de la mort de Jan Palach entraîne d'importantes manifestations.
| Pays | Accord politique d'abandon du mono-partisme | Tenue des premières élections semi-libres ou libres |
| ---- | ------------------------------------------- | --------------------------------------------------- |
| ALB  | 11 décembre 1990                            | 31 mars 1991                                        |
| RDA  | 1er décembre 1989                           | 18 mars 1990                                        |
| BGR  | 3 avril 1990                                | 10 juin 1990                                        |
| HUN  | 16 octobre 1989                             | 24 mars 1990                                        |
| POL  | 4 avril 1989                                | 4 juin 1989                                         |
| ROU  | 22 décembre 1989                            | 20 mai 1990                                         |
| CS   | 28 novembre 1989                            | 8 juin 1990                                         |
| YOU  | 20 janvier 1990                             | 8 avril 1990                                        |

En novembre, l’opposition se regroupe au sein d’un Forum civique sous l'impulsion de Václav Havel; les syndicats se joignent au mouvement. Le régime apparaît dépassé et, le 24 novembre, la direction du Parti communiste tchécoslovaque démissionne collectivement. Le 28 novembre, l'assemblée fédérale abolit l'article de la constitution stipulant la prédominance du Parti. Le 28 décembre, Alexander Dubček est élu à la tête du parlement et le 29 décembre, Václav Havel est élu président de la République. Les élections du 8 juin 1990 assurent la victoire du Forum civique et des anciens partis d'opposition.

### Bulgarie
En novembre 1989, une importante pollution au chlore dans la région de Roussé, provenant d'une usine roumaine située à Giurgiu, entraîne le déclenchement d'importantes manifestations en Bulgarie pour protester contre la situation écologique désastreuse du pays. Des groupes dissidents comme le club pour le soutien de la perestroïka et de la glasnost puis, en 1989, Podkrepa et Ekoglasnost, se forment progressivement. Jivkov, âgé de 79 ans, apparaît dépassé : au sein du Parti communiste bulgare, les réformateurs prennent le contrôle. Le 10 novembre 1989, au lendemain de la chute du mur de Berlin, Jivkov est démis de toutes ses fonctions par le parti. En février 1990, le Parti communiste décrète la fin du régime avant de s'auto-dissoudre, le 3 avril 1990, et de devenir le Parti socialiste bulgare ; il remportera les premières élections libres, le 10 juin 1990. Le 15 novembre 1990, le parlement invalide la constitution de 1974 et supprime l'adjectif populaire du nom officiel du pays, qui devient la république de Bulgarie.

### Chute de Ceaușescu dans des conditions toujours controversées en Roumanie
Alors que les régimes les plus proches de l'Union soviétique tombent tous les uns après les autres, la relative indépendance de la Roumanie rend sa situation différente. Le ressentiment envers le couple Ceaușescu et le désir de changement face à la situation désastreuse du pays amènent une partie des cadres du Parti à souhaiter la chute du dictateur. Le 17 décembre 1989, les forces de l'ordre tirent contre des manifestants à Timișoara. Le 21 décembre, un rassemblement de soutien au régime est organisé à Bucarest mais la foule se met d'un coup à huer Ceaușescu. La capitale est bientôt en proie à l'insurrection : des affrontements ont lieu, mais l'essentiel des forces armées fraternise avec les insurgés. Le 22 décembre, Ion Iliescu, ancien dirigeant communiste marginalisé au sein du parti, décrète la formation d'un gouvernement provisoire au nom du Front de salut national. Nicolae et Elena Ceaușescu prennent la fuite en hélicoptère et sont capturés quelques heures plus tard. Le Parti communiste roumain est dissous et la fin du système de parti unique est décrétée. Le 25 décembre 1989, les époux Ceaușescu sont fusillés dans une caserne proche de Bucarest après un simili-procès. Le 20 mai 1990, le Front de Salut national remporte les élections législatives et présidentielles, Ion Iliescu devenant président de la République.

### Albanie, le dernier bastion
L'Albanie est le dernier bastion communiste à ignorer les réformes, mais le mécontentement s'accroît dans la population : en décembre 1990, cinq mille Albanais fuient le pays à travers la Grèce. Ramiz Alia, conscient de la nécessité d'un changement pacifique, autorise le multipartisme le 11 décembre. Le Parti démocrate d'Albanie est formé le lendemain. Le 20 février 1991, alors que la situation dans tout le pays est instable et que des affrontements armés ont éclaté dans certaines villes, des dizaines de milliers de manifestants envahissent Tirana : la statue monumentale d'Enver Hoxha est abattue. Le 31 mars 1991, l'Albanie tient ses premières élections libres, où le Parti du travail d'Albanie remporte la majorité.

### Dislocation de la Yougoslavie

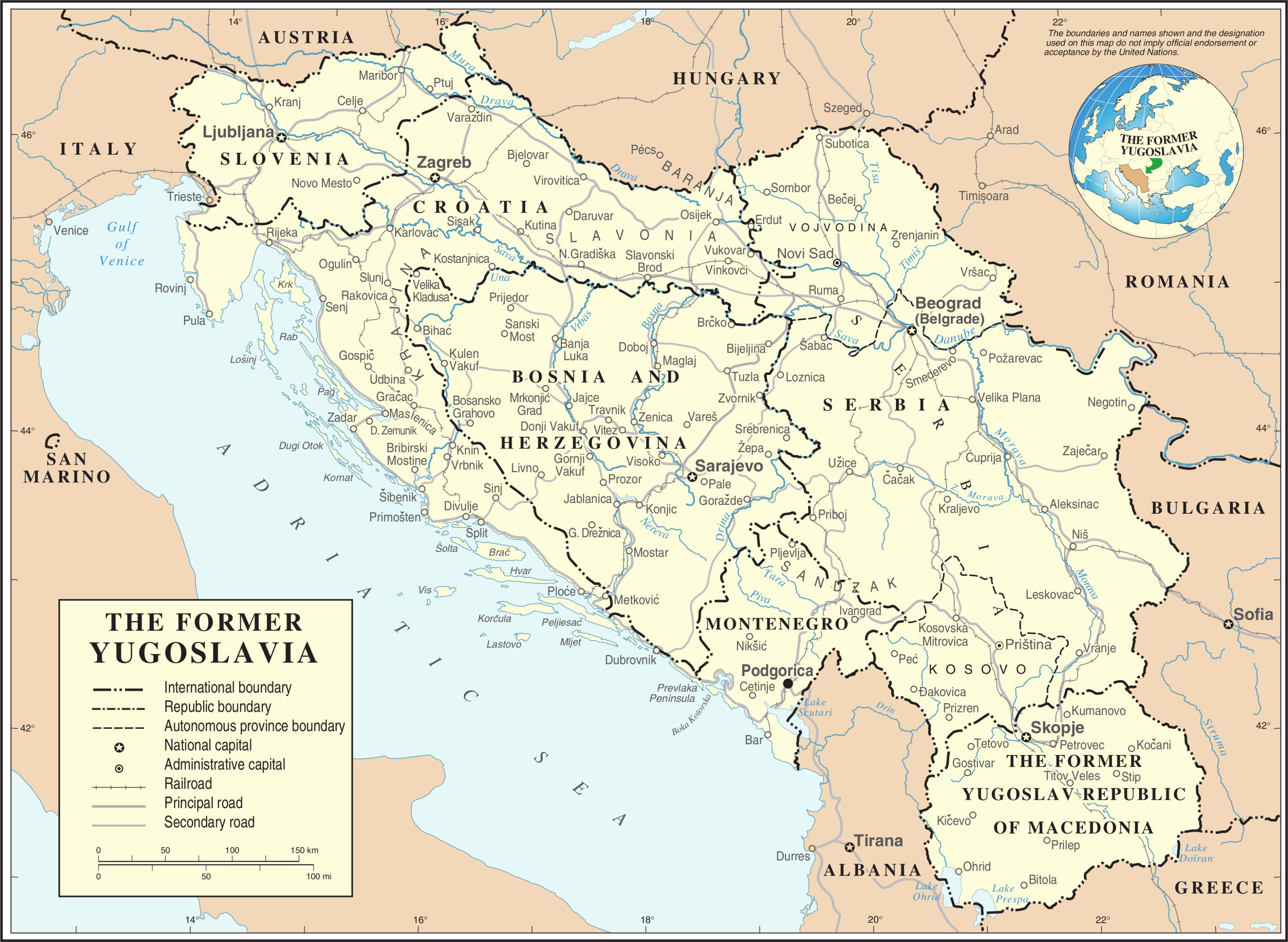
Carte de l'ancienne Yougoslavie.

L'après-Tito : En janvier 1980, Tito, âgé de 87 ans et gravement malade, est hospitalisé. Il meurt le 4 mai 1980 après une longue agonie. Après son décès, le poste de Chef de l'État est assuré selon un système de présidence tournante : les dirigeants de chaque république assument à tour de rôle, en se succédant chaque année, le poste de président de la présidence de la République. La Ligue des communistes de Yougoslavie, dont Tito était demeuré le chef jusqu'au bout, adopte le même mode de fonctionnement décentralisé. La Yougoslavie n'a plus de pouvoir exécutif central fort ; les difficultés économiques persistent, la décentralisation et l'autogestion contribuant à ralentir les prises de décisions. Les tensions entre les différentes nations de la république s’accroissent.
Conflit des communautés : En 1986, Slobodan Milošević devient chef de la Ligue des communistes de Serbie, et contribue à une critique en règle de la bureaucratie et du système politique, appelant à une « réforme sociale ». Mais sa politique est également nationaliste et proteste contre le sort fait aux populations serbes du Kosovo. Les Serbes manifestent également en Croatie et en Bosnie-Herzégovine, réclamant leur maintien en Yougolavie à l'encontre des indépendantistes croates et musulmans : les tensions ethniques s'accroissent. Le parlement serbe vote la diminution de l'autonomie des régions du Kosovo et de la Voïvodine au sein de la République serbe. En Slovénie, les appels à la démocratisation se multiplient en 1988, nullement réprimés par l'appareil communiste local. En décembre 1989, le parlement slovène légalise les autres partis politiques ; la Croatie s'engage vers la même voie et vote le multipartisme en janvier 1990.
Premières élections libres : Le 20 janvier 1990, la Ligue des communistes de Yougoslavie se réunit à Belgrade et annonce « la fin du socialisme autoritaire » ainsi que le passage à une économie mixte. En avril 1990, la Slovénie organise des élections libres : l'opposition remporte une victoire massive, les communistes ne recueillant que 17 % des suffrages. Le même mois, la Croatie vote également, l'Union démocratique croate de Franjo Tuđman remportant la victoire. Dès septembre, les Serbes de Croatie commencent à multiplier les protestations publiques. En Serbie, les communistes fusionnent en juillet avec l'Alliance socialiste pour devenir le Parti socialiste de Serbie, qui remporte les élections de décembre, boycottées par les Albanais, tandis que Slobodan Milošević est élu au suffrage universel président de la république socialiste de Serbie. Au Monténégro, proche allié de la Serbie, le président sortant Momir Bulatović est réélu avec 77 % des voix au second tour. En Bosnie-Herzégovine, les élections se tiennent du 10 novembre au 9 décembre ; le Parti d'action démocratique, fondé en mai par Alija Izetbegović et représentant les Musulmans, remporte la majorité. En Macédoine, les réformistes, alliés aux communistes, remportent le plus grand nombre de sièges, mais pas la majorité absolue : le VMRO, nationaliste, devient le parti le plus important.
Éclatement de la fédération : La Yougoslavie a encore un gouvernement fédéral, dirigé par Ante Marković mais le 26 juin 1991, les républiques de Croatie et de Slovénie proclament leur indépendance, marquant le début de longues années de guerre. En 1995, alors que ces guerres viennent tout juste de se terminer, la Yougoslavie n'est plus communiste. Son territoire est fortement réduit. En effet, seules les républiques de Serbie et du Monténégro restent membres de la république fédérale de Yougoslavie, dirigée d'une main de fer par Slobodan Milošević jusqu'à sa chute en 2000. En 2003, la république fédérale de Yougoslavie disparaît et laisse sa place à la Serbie-et-Monténégro, État fédéral qui sera dissous à son tour en 2006 à la suite de l'indépendance du Monténégro.

### Soutien apporté par l'Ouest
La guerre froide fut un affrontement, le plus souvent par factions politiques ou mouvements de guérilla interposés dans des pays tiers (et avec comme enjeu les ressources pétrolières et minières locales), entre le bloc de l'Ouest et celui de l'Est, drainant d'importantes ressources économiques et technologiques au profit des deux complexes militaro-industriels et au détriment du développement civil. En même temps, malgré la guerre civile grecque, le blocus de Berlin, la crise des missiles de Cuba, la guerre de Corée, celles d'Indochine, du Vietnam et d'Afghanistan et malgré l'opposition, à l'Ouest, des partis communistes et de leurs sympathisants intellectuels contre leurs gouvernements, les deux blocs évitèrent de s'immiscer chacun dans les affaires intérieures de l'autre, négocièrent plus souvent qu'ils ne s'invectivèrent et, avec la realpolitik, l’ostpolitik et la doctrine Brejnev, s'attachèrent à maintenir un équilibre globalement stable,,,.
Ainsi, l'Ouest s'est prudemment abstenu de soutenir par des actions militaires ou économiques l'insurrection de Budapest, le printemps de Prague ou Solidarność, et pouvait même soutenir le pouvoir communiste dans certaines circonstances : ainsi, en 1963, Gheorghe Gaston Marin (en), vice-président du gouvernement de la République populaire roumaine, se rend aux funérailles de John Fitzgerald Kennedy et obtient pour son pays un statut de partenaire commercial privilégié de la part des États-Unis.
Le principal soutien de l'Ouest aux dissidents de l'Est consistait à leur accorder l'asile politique lorsqu'ils décidaient de « changer de camp ». À ce propos, lorsque le dissident soviétique Vladimir Boukovski fut échangé contre le dirigeant communiste chilien Luis Corvalán, il répondit aux journalistes qui lui demandèrent ce qu'il en pensait, qu'« on aurait mieux fait d'échanger Léonid Brejnev contre Augusto Pinochet », et lorsqu'on lui demanda si les dissidents se sentaient plus proches du camp socialiste ou du camp capitaliste, il répondit qu'« ils étaient surtout proches du camp de travail forcé ».
En revanche, après 1990, en Yougoslavie, l'Ouest, plutôt que d'exiger une démocratisation collective dans les frontières de la fédération, choisit de s'engager diplomatiquement et militairement aux côtés des indépendantistes, contre l'état fédéral, qui finit par se disloquer au terme des six années de guerre,,.

## Histoire économique du Bloc de l'Est
Le monde communiste n'a pas atteint son but de dépasser économiquement le monde occidental. À la fin des années 1980, le PNB cumulé de l'URSS et de l'Europe de l'Est représente toujours environ le tiers de celui des États-Unis et de l'Europe de l'Ouest, selon les études menées en appliquant la méthode Geary-Khamis. Conjuguée avec le fait que l'économie de l'Est est orientée de manière disproportionnée en faveur de l'industrie lourde et de l'armement, cette contre-performance a une forte influence sur le niveau de vie des populations et contribue fortement à la chute des régimes communistes en Europe,,,,.Entre 1950 et 1989, les performances de l'économie de la Tchécoslovaquie et surtout de la RDA dépassent largement celles des autres pays de l'Est, URSS comprise, mais demeurent nettement inférieures à celles de grands pays occidentaux comme la France ou l'Allemagne de l'Ouest (RFA), qualifiée de Wirtschaftswunder.
Le graphique qui aurait dû être présenté ici ne peut pas être affiché car il utilise l'ancienne extension Graph, désactivée pour des questions de sécurité. Des indications pour créer un nouveau graphique avec la nouvelle extension Chart sont disponibles ici.

Le système économique des pays d'Europe de l'Est est similaire à celui de l'URSS, de même que ses performances macroéconomiques. À l'âge d'or de 1950 à 1973, la croissance du PIB par habitant de l'Europe de l'Est, comme celle de l'URSS, est supérieure à celle du monde occidental : sur cette période, elle est de 3,80 % pour un agrégat de 12 pays Occidentaux, et de 4,08 % pour un agrégat de 8 pays de l'Est,. De 1974 à 1989, la tendance s'inverse : la croissance ralentit à l'Ouest comme à l'Est, mais celle de l'Europe de l'Ouest atteint encore 2,04 %, tandis que celle de l'Europe de l'Est n'est plus que de 1,37 %. Plus grave encore, durant la décennie 1980-1989, l'écart se creuse de part et d'autre du rideau de fer, avec une croissance respectivement de 1,89 % et 0,58 %. À l'Est, seule la RDA continue de connaître une croissance meilleure que la RFA ou la France. L'économie de la Pologne, pays de loin le plus peuplé d'Europe de l'Est, s'effondre dans les années 1980, son PIB par habitant connaissant sur la période un taux de croissance moyen négatif de -0,44 %.
À partir du milieu des années soixante-dix, le déclin économique de l'URSS touche aussi les pays d'Europe de l'Est. Les raisons de ce ralentissement sont très différentes de celles de l'Europe occidentale, car l'URSS est relativement isolée de l'économie mondiale et à l'abri des chocs inflationnistes et des mouvements de capitaux spéculatifs. À l'Est, il n'y a pas de chômage et le niveau de productivité est inférieur à la moitié de celui de l'Europe occidentale. Après 1973, la productivité globale des facteurs est devenue sensiblement négative, la productivité du travail ralentissant considérablement et la productivité du capital devenant très négative.
A. Maddison voit trois raisons majeures au ralentissement. L'un est une diminution de l'efficacité macroéconomique, le second est l'augmentation du fardeau des dépenses militaires, le troisième étant l'épuisement des ressources naturelles d'accès facile ou leur destruction par des catastrophes écologiques. Le ratio capital / production est plus élevé que dans les pays capitalistes. Les matériaux sont gaspillés car fournis à un prix inférieur au coût. Les pénuries créent une tendance chronique à accumuler les stocks. Le ratio consommation d'acier / PIB est quatre fois plus élevé qu'aux États-Unis, et le ratio de la valeur ajoutée industrielle sur la production brute beaucoup plus faible que dans les pays occidentaux. Le transfert de technologie de l'Ouest est entravé par des restrictions politiques et commerciales.

### Organisation économique du bloc de l'Est etComecon
Le Comecon (1949-1991) est la réponse soviétique au plan Marshall américain (1947). Censé apporter une aide à la reconstruction aux pays de l'est après les ravages de la Seconde Guerre mondiale, ce plan oriente en réalité les productions des pays satellites en fonction des besoins de l'URSS. Pendant les premières années, le Comecon joue un rôle très modeste ; la priorité est donnée aux plans quinquennaux et chaque pays se concentre sur sa reconstruction et l'atteinte des objectifs du plan ; Staline préfère les relations bilatérales entre l'Union soviétique et chaque pays de l'Est.
Khrouchtchev va sortir l'organisme de sa léthargie en réunissant son Conseil à Moscou, les 26 et 27 mars 1954, pour la quatrième fois seulement depuis sa création et la première depuis 1950. En réactivant le Comecon, Moscou s'engage sur la voie d'une intégration économique plus poussée à l'échelle de tout le bloc de l'est, selon la thèse qu'une division du travail organisée peut améliorer encore le développement économique. Les pays d'Europe de l'Est sont dans l'ensemble peu enthousiastes, la Roumanie surtout qui finit par faire échouer l'idée au début des années 1960,. Le niveau de développement économique varie grandement d'un pays à l'autre ; la Roumanie, dont la production industrielle per capita ne représente que 36 % de celle de la RDA, craint que les projets d'intégration économique la maintienne durablement dans un état de sous-développement. Le leader roumain, Gheorghiu Dej, avec le plein soutien de tout l'appareil communiste de son pays, va empêcher pendant des années l'adoption de ces nouvelles orientations économiques proposées par Moscou et soutenues par les pays les plus riches, en s'appuyant notamment sur les principes de souveraineté nationale et d'indépendance, d'égalité des droits, d'aide fraternelle et de bénéfices mutuels inscrits dans les textes. Les soviétiques renonceront à leurs projets lors de la réunion au sommet des dirigeants du Comecon des 25-26 juillet 1963.

### Reconstruction et planification

Graphique montrant de 1950 à 1989 le PNB de l'URSS, de l'Europe de l'Ouest et de l'Europe de l'Est en % par rapport à celui des États-Unis.

À l'Ouest comme à l'Est, devant l'ampleur de la tâche de reconstruction de l'économie, de nombreux États mettent en place, peu après la fin de la guerre, des processus de planification pluriannuelle. En France, à l'initiative de Jean Monnet, le Commissariat général du Plan est créé, le 3 janvier 1946, par le Général de Gaulle pour lancer le « plan de modernisation et d'équipement » de l'économie française.
Adoptant la même approche, la Pologne orchestre la reconstruction de l'économie par un plan à quatre ans (1946-1949) sur lequel l'influence des communistes déjà forte est contrebalancée par celle des socialistes (PPS) en ce qu'il laisse une place importante au secteur privé. Initialement orienté vers une augmentation rapide du niveau de vie des populations, ce plan sera réorienté en cours vers l'industrie lourde en application des consignes soviétiques. En 1946, le PNB de la Pologne n'est plus que la moitié de ce qu'il était en 1938 ; le plan prévoit de dépasser en 1949 le niveau de 1938 ; ce résultat ne sera pas totalement atteint, mais la Pologne aura obtenu de meilleurs résultats que les autres démocraties populaires obligées de s'aligner plus tôt sur le modèle soviétique.
De la même manière, en Hongrie un plan triennal couvrant la période 1947-1949 est mis en place ; mais les nationalisations y sont presque entièrement achevées fin 1947 et l'élaboration du plan y est contrôlée par le parti communiste qui l'oriente prioritairement vers la reconstruction et l'industrie lourde.

### Économie planifiée selon le modèle soviétique

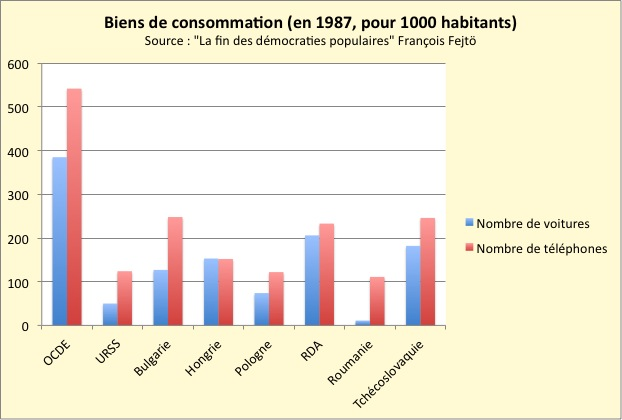
Graphique comparant les niveaux d'équipements en voitures et en téléphones.

À partir de 1950, chacun des pays d'Europe de l'Est élabore des plans quinquennaux en règle générale destinés à définir les priorités de la production agricole et industrielle, suivant en cela le modèle soviétique. Le premier plan couvre la période 1951-1956, se calquant ainsi sur le calendrier des plans quinquennaux soviétiques : en URSS, après le quatrième plan (1945-1950) axé principalement sur la reconstruction, Staline définit le cinquième plan quinquennal (1951-1956) comme celui qui doit permettre d'atteindre des objectifs ambitieux de développement de l'industrie lourde et des infrastructures de transport.
En Allemagne de l'Est, le premier plan (1951-1956) est suivi par un deuxième plan (1956-1960) orienté davantage à l'instar de ce que Khrouchtchev avait annoncé en 1956, vers les biens de consommation afin de relever le niveau de vie de la population. Ce plan rencontre des difficultés et est remplacé par un plan de sept ans (1959-65) qui lui-même est loin d'atteindre ses objectifs et doit être abandonné au profit d'une nouvelle politique économique lancée en 1963.

### Tentatives de réformes économiques

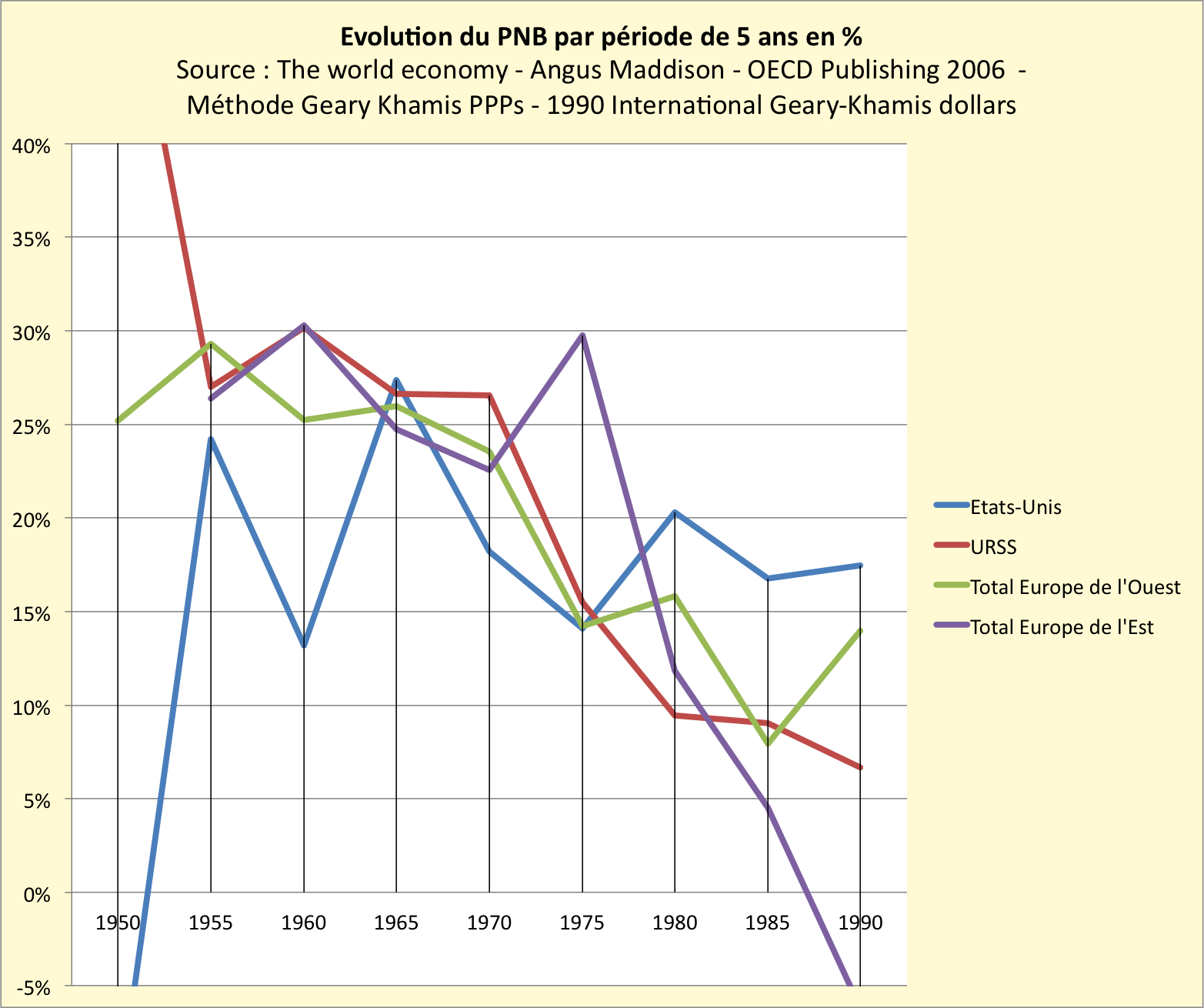
% d'évolution du PNB de 1950 à 1990.

La croissance est au rendez-vous pendant une vingtaine d'années, avec des performances revendiquées souvent supérieures à celles de l'Ouest jusqu'au milieu des années 1970, ce qui ne veut pas dire pour autant que les objectifs des premiers plans quinquennaux sont toujours atteints et que les dirigeants n'ont pas à faire face à des difficultés, voire des crises, imposant des réorientations économiques et sociales fortes. Au-delà de l'apparence d'un « bloc » homogène donnée par l'uniformité de leur système politique, la collectivisation des moyens de production et le développement à marche forcée de l'industrie, les divergences dans le système économique des pays de l'Est ne cessent de s'accentuer. Il n'existe par ailleurs pas de lien entre le degré de libéralisation de l'économie et celui de la sphère sociale et politique. En Tchécoslovaquie par exemple, la fin du Printemps de Prague et le retour à l'orthodoxie politique ne se sont pas accompagnés de l'abrogation des principes libéraux de réforme économique définis sous l'ère Dubcek.
Une première grande vague de réformes économiques a lieu au milieu des années 1960. La réforme menée en Union soviétique par Kossyguine et Evseï Liberman n'y est pas étrangère. Mais chaque pays suit sa propre voie. En Hongrie et en Pologne, des initiatives sont prises pour dynamiser l'économie et donner une place plus importante aux biens de consommation afin de combler les attentes de populations conscientes des succès de l'Ouest en la matière. La réforme économique introduite en Hongrie à partir de 1968, sous le vocable de « Nouveau Mécanisme Économique », connaît un vrai succès puisque le revenu national double en vingt ans. Elle donne une large autonomie au commerce et à l'artisanat. À la fin des années 1980, le secteur privé représente environ 30 % du PIB de la Hongrie. En Pologne, l'équipe d'Edward Gierek tente, au début des années 1970, de développer les échanges commerciaux avec l'Ouest et la production de biens de consommation. Après un succès initial, cette politique tourne court car les importations massives de produits en provenance de l'Ouest conduisent le pays à une quasi banqueroute où trouve sa source le mouvement ouvrier Solidarność. À l'opposé, la Roumanie poursuit résolument une politique axée sur une planification complète de l'économie et l'asséchement du secteur privé.
| Pays                     | Année     | Désignation |
| ------------------------ | --------- | --- |
| URSS                     | 1965      | Réforme Kossyguine, ou Liberman |
| Allemagne de l'Est (RDA) | 1963      | « Nouveau système économique de planification et de gestion de l'économie » introduit par Ulbricht lors du VIe congrès du Parti communiste est-allemand en janvier 1963 (en allemand : Neue Ökonomische System der Planung und Leitung (NÖS oder NÖSPL)) |
| Allemagne de l'Est (RDA) | 1974 1975 | Introduction progressive par Honecker de 10 nouveaux principes économiques, rebaptisés au Xe congrès du Parti d'avril 1981 « Stratégie économique des années 1980 » simultanément avec le lancement du Ve Plan quinquennal                               |
| Hongrie                  | 1968      | « Nouveau Mécanisme Économique » introduit par Kádár, limitant le rôle de la planification centrale et redonnant une place importante aux relations de marché entre les entreprises                                                                      |
| Pologne                  | 1971      | Réforme Gierek : ouverture à l'Ouest, modernisation des moyens de production |
| Pologne                  | 1982      | Réforme Jaruzelski, faisant suite à la crise majeure des années 1979-1982 |
| Roumanie                 | 1967      | Réforme du modèle de planification économique |
| Roumanie                 | 1979      | « Nouveau Mécanisme Économique et Financier » |
| Tchécoslovaquie          | 1967      | « Nouveau modèle économique » |
| Yougoslavie              | 1950      | Introduction de l'autogestion |
| Yougoslavie              | 1965      | Réforme visant à accentuer la décentralisation et à atteindre des niveaux de compétitivité élevés sur le marché mondial |

### Collectivisation de l'agriculture
Le monde agricole connaît, sous les régimes communistes, des bouleversements considérables qui traduisent la permanence des difficultés pour nourrir convenablement une population partout en augmentation (sauf en RDA). Le premier temps est, à la Libération en 1945 et 1946, celui des grandes réformes agraires. Puis, dans les années 1948–1952, vient le temps de la collectivisation forcée sous l'impulsion des partis communistes qui se doivent, comme dans les autres domaines, d'appliquer le modèle du « grand frère » soviétique. Cette politique est difficile à mettre en œuvre, aussi après la mort de Staline dans les années 1953-1956, des mesures de compromis sont prises pour satisfaire en partie les revendications des agriculteurs. Puis la Conférence mondiale des Partis communistes tenue à Moscou, du 14 au 16 novembre 1957, définit une ligne politique générale assez dure et condamne le révisionnisme, donnant ainsi le signal de la reprise dans plusieurs pays de la course à la collectivisation agricole.
Ce schéma général s'applique toutefois avec des différences notables d'un pays à l'autre.
En Hongrie, la réforme agraire est lancée, dès le 15 mars 1945, par Imre Nagy, alors Ministre de l'agriculture du gouvernement provisoire, qui distribue des terres à plus de 600 000 familles. Amorcée mi-1948, la campagne de collectivisation de l'agriculture progresse avec difficulté, comme le montre la réintroduction d'un rationnement du pain et de la viande, le 15 avril 1951. Le 4 juillet 1953, Imre Nagy remplace Mátyás Rákosi sur ordre des nouveaux maîtres à Moscou et lance aussitôt une « Nouvelle Voie » qui donne aux agriculteurs la possibilité de se retirer des coopératives et réduit les quotas de production agricole. Cette politique conduit à un quasi-retour, en 1956, à la situation de 1948. Cette évolution est brutalement interrompue par la révolution de 1956, rétablissant un régime communiste orthodoxe après l'intervention militaire soviétique. Sur la base de thèses agraires publiées en juillet 1957, la collectivisation de presque toute l'agriculture est menée de 1958 à 1961, selon des modalités toutefois moins drastiques que ce qui a été fait dix ans auparavant. Dans les années 1960 et 1970, la Hongrie projette une image de réussite économique y compris dans le domaine agricole. Le « Monde Diplomatique » écrit, en juin 1982, que « la Hongrie est ainsi le seul pays dans lequel la collectivisation de l’agriculture n’a pas entraîné un déclin de la production ; au contraire (…) on a assisté à sa croissance rapide. L’agriculture est aujourd’hui un élément moteur de la croissance, et elle contribue pour près d’un quart aux exportations du pays ».
En Pologne, la politique de collectivisation est au contraire très prudente durant toute la période communiste. Comme dans tous les pays de l'Est, la première étape consiste en une réforme agraire définie par le Comité de Lublin qui publie, le 6 septembre 1944, un décret dont l'application s'étend progressivement à tout le pays au fur et à mesure de sa libération. Selon un bilan arrêté au 17 juillet 1947, à cette date 5,6 millions d'hectares ont été distribués à 888 000 familles. Puis, suivant en cela les orientations décidées lors de la conférence du Kominform, qui s'est tenue à Bucarest du 19 au 23 juin 1948, le gouvernement polonais sous l'impulsion de Hilary Minc amorce une politique de collectivisation qui se heurte très vite à une forte opposition et ne connaît que des résultats limités malgré l'usage de la force : en 1951, 2 200 coopératives sont créées couvrant moins de 1 % des terres arables ; en 1955, 7 800 coopératives couvrent 9,2 % des terres arables et emploient 205 000 personnes. Revenu au pouvoir en 1956, après sa réhabilitation par Khrouchtchev, Gomulka va rapidement inverser cette politique, et dès la fin de 1956 le nombre de coopératives est ramené à moins de 2 000. En 1970, après le limogeage de Gomulka remplacé par Edward Gierek, une nouvelle tentative de collectivisation est entreprise, vite abandonnée.

## Histoire de la société civile en Europe de l'Est

### La suppression des libertés civiles
Selon Alexandre Zinoviev, la suppression des libertés civiles et religieuses s’est manifestée à travers la :
- position constitutionnelle de jure du Parti communiste comme « parti unique et organe dirigeant de l’état », interdisant de facto la constitution d’associations, syndicats ou autres structures sociales indépendantes du pouvoir, et imposant un courant de l’autorité et de légitimité » (souveraineté), allant du sommet (le Comité Central) vers la base (les autres structures du Parti, les citoyens)… ;
- présence massive de la police politique dans la société, active par la censure, l’écoute aléatoire et sans aucun contrôle juridique des conversations téléphoniques, l’ouverture du courrier, le quadrillage territorial, institutionnel et professionnel systématique du pays, la pratique courante d’arrestations arbitraires, de tortures en cours d’interrogatoire et d’internement psychiatrique et de déportation des citoyens arrêtés, avec ou sans « jugement », dans les réseaux de camps de travail forcé comme le Goulag… ;
- stricte planification économique d’état, ne touchant pas seulement les orientations macro-économiques et au commerce international, mais aussi tous les aspects de la production, de la distribution et de la consommation, au mépris des ressources disponibles, des possibilités techniques, de l'environnement et des besoins de la population, interdisant toute forme d’autogestion et induisant des inégalités entre la haute bureaucratie du parti, de l'État, de l'armée et de la police politique qui disposait d’un niveau de vie élevé, et le reste de la population empêché de développer (du moins légalement) son autosubsistance et confronté à une pénurie permanente d’énergie, de denrées, de produits finis et de services (ce qui encourageait le développement d’une économie informelle, mais spéculative)… ;
- stricte limitation et monopolisation par le Parti des activités culturelles, des médias et des moyens des citoyens à l’information, à l’expression, à la pratique religieuse et au déplacement (nécessitant des autorisations et divers visas préalables pour changer d’emploi, de domicile, de résidence à l’intérieur du pays, de fréquenter les lieux de culte et encore plus strictement pour voyager hors du pays, surtout dans les pays non-communistes).

Deux dictons populaires de cette époque évoquent cette situation : « - Nous, à l'Ouest, nous avons le droit de critiquer notre gouvernement ! se vante un touriste occidental. - Et alors ? nous aussi, nous avons le droit de critiquer votre gouvernement ! réplique un citoyen de l'Est » ; « Dans l'État communiste, en théorie toutes les briques sont égales, mais en pratique celles du dessous doivent supporter le poids de celles qui sont au-dessus. ».

### Une société liberticide: purges et procès
Selon les directives soviétiques, la construction du communisme passe par la « liquidation des ennemis de classe et des contre-révolutionnaires », y compris au sein même des Partis communistes (PC) eux-mêmes. La rupture entre Staline et Tito donne le signal à des purges et à des procès destinés à marquer la domination absolue de l'Union soviétique sur ses États satellites. Ces purges sont massives dans les partis les plus établis où des sentiments nationalistes profonds existent, comme en Tchécoslovaquie ou en Bulgarie ; elles touchent moins durement des partis moins bien ancrés dans le pays comme en Pologne, Roumanie ou RDA. Au total, entre 1948 et 1953, ces purges au sein des PC concernent un nombre considérable de leurs membres : 90 000 en Bulgarie, 200 000 en Roumanie (soit un tiers du Parti), 200 000 en Hongrie, 300 000 en RDA, 370 000 en Pologne (soit un quart du Parti) et 550 000 en Tchécoslovaquie (environ la moitié du Parti). En Hongrie, 150 000 personnes sont emprisonnées et 2 000 exécutées. En Tchécoslovaquie, ce sont environ 130 000 personnes qui sont envoyées dans des camps souvent très durs. Toute personne ayant des liens avec l'Ouest est immédiatement visée, ainsi que celles suspectées de sympathie titiste. De nombreux vétérans des brigades internationales sont également ciblés.
Même les dirigeants des PC ne sont pas épargnés, soumis à la volonté arbitraire de Staline qui reproduit le schéma des Procès de Moscou et de la Grande Purge des années 1930 en URSS. Des procès sont organisés, montés de toutes pièces par le NKVD ou ses équivalents locaux des pays satellites, précédés d'interrogatoires et de tortures pendant de longs mois. Les accusés doivent durant leur procès répondre aux questions selon des scripts écrits à l'avance. Le film L’Aveu (1970) retraçant le procès d'un dirigeant du PC tchécoslovaque, Artur London, a en France connu un grand retentissement, au point d’occulter le sort des citoyens ordinaires.
| Membre                                                               | Parti                           | Date début procès | Notes |
| -------------------------------------------------------------------- | ------------------------------- | ----------------- | --- |
| László Rajk                                                          | Parti des travailleurs hongrois | 16 septembre 1949 | Ministre des affaires étrangères, jugement orchestré par Mátyás Rákosi, Joseph Staline et János Kádár; jugé avec sept autres, exécuté avec deux autres |
| Rudolf Slánský et treize autres accusés (parmi lesquels Artur London | Parti communiste tchécoslovaque | 20 novembre 1952  | Procès de Prague à l'issue duquel 11 des 14 coaccusés furent exécutés                                                                                  |
| Traïcho Kostov                                                       | Parti communiste bulgare        | 7 décembre 1949   | Président du Conseil des ministres, jugé avec dix autres membres du parti, exécuté.                                                                    |
| Koçi Xoxe                                                            | Parti du travail d'Albanie      | 1er mai 1949      | Ministre de la Défense et de l'Intérieur, obligé de reconnaître une conspiration titiste, pendu                                                        |
| Lucreţiu Pătrăşcanu                                                  | Parti communiste roumain        | 14 avril 1954     | Membre du Comité Central, torturé puis exécuté |

Deux dictons populaires de cette époque résument ces persécutions : « Trois prisonniers, dans leur cellule, évoquent les motifs de leur incarcération : le premier dit - je suis ici pour avoir pour avoir émis des doutes sur le camarade Youri Popovski ! ; le deuxième s'étonne - ça alors ! moi je suis ici pour avoir défendu le camarade Popovski ! tandis que le troisième se tait. Au bout d'un moment, sous les regards insistants des deux autres, il finit par lâcher - moi, c'est très différent : je suis Youri Popovski ! » ; « Le commissaire politique : - Camarades ! l'humour a des limites ! savez-vous quelle est la différence entre une bonne blague et une mauvaise ? demande-t-il. - Oui camarade commissaire ! répond en chœur l'assistance : cinq ans ! ».

### Démographie et émigration
La population des pays d'Europe de l'Est connaît des évolutions contrastées. Bien que les taux de natalité y soient en moyenne plus élevés qu'en Europe de l'Ouest, ils ne connaissent pas de « baby-boom » après la guerre. En RDA l'émigration massive jusqu'en 1961 se traduit par une baisse de la population. Des politiques natalistes actives sont menées dans plusieurs pays, comme en Roumanie où en octobre 1966 les moyens de contraception et l'avortement sont interdits.
| Pays                     | Superficie (000s) | 1950 (mil) | 1970 (mil) | 1980 (mil) | 1985 (mil) | Croissance annuelle (1950–1985) | Densité (1980) |
| ------------------------ | ----------------- | ---------- | ---------- | ---------- | ---------- | ------------------------------- | -------------- |
| Albanie                  | 28,7 km2          | 1,22       | 2,16       | 2,59       | 2,96       | +4,07 %                         | 90,2 hab./km2  |
| RDA (Allemagne de l'Est) | 108,3 km2         | 17,94      | 17,26      | 16,74      | 16,69      | -0,20 %                         | 154,6 hab./km2 |
| Bulgarie                 | 110,9 km2         | 7,27       | 8,49       | 8,88       | 8,97       | +0,67 %                         | 80,1 hab./km2  |
| Tchécoslovaquie          | 127,9 km2         | 13,09      | 14,47      | 15,28      | 15,50      | +0,53 %                         | 119,5 hab./km2 |
| Hongrie                  | 93,0 km2          | 9,20       | 10,30      | 10,71      | 10,60      | +0,43 %                         | 115,2 hab./km2 |
| Pologne                  | 312,7 km2         | 24,82      | 30,69      | 35,73      | 37,23      | +1,43 %                         | 114,3 hab./km2 |
| Roumanie                 | 237,5 km2         | 16,31      | 20,35      | 22,20      | 22,73      | +1,12 %                         | 93,5 hab./km2  |
| URSS                     | 22 300 km2        | 182,32     | 241,72     | 265,00     | 272,00     | +1,41 %                         | 11,9 hab./km2  |
| Yougoslavie              | 255,8 km2         | 16,35      | 20,37      | 22,30      | 23,32      | +1,22 %                         | 87,2 hab./km2  |

Un dicton populaire de cette époque se réfère aux tentatives de fuite à l'Ouest à travers le rideau de fer : - Pourquoi nos dirigeants bien-aimés demandent-ils tous les matins que l'on rehausse le Rideau de fer et le Mur de Berlin ? - Pour empêcher ce traître de Soleil de passer à l'Ouest tous les soirs !.

### L’écho croissant de la dissidence intellectuelle
La croyance de beaucoup d’intellectuels occidentaux dans le « socialisme » marxiste-léniniste est rendue difficile par la publication, à Paris, le 28 décembre 1973, du livre L'Archipel du Goulag d’Alexandre Soljenitsyne. Des voix s’étaient déjà élevées auparavant, mais vainement : David Rousset, Boris Souvarine, Victor Serge, Victor Kravtchenko, Varlam Chalamov, Boris Pasternak ou Evguénia Guinzbourg. Contrairement à leurs ouvrages, avant tout basés sur des témoignages auxquels les défenseurs des régimes communistes opposaient systématiquement d’autres témoignages favorables au bloc de l’Est et apparemment étayés par les statistiques officielles, L'Archipel du Goulag cite, en exergue des faits dénoncés, l’article de loi ou le décret selon lequel chaque fait a été perpétré, ainsi que des articles de la presse officielle « justifiant » ces faits. De ce fait, malgré les efforts d’écrivains comme Pierre Daix pour discréditer l’auteur, la réfutation de ce livre devient très difficile, et son retentissement est grand tant à l’Ouest qu’à l’Est.
D’autres voix dissidentes, comme celles d’Andreï Amalrik, Andreï Sakharov, Vassili Grossman, Sergueï Kovalev, Vladimir Boukovski, Lech Wałęsa ou Václav Havel affirment que le régime communiste « à la soviétique » n’est plus réformable et qu’il ne suffira pas de revenir sur les erreurs, crimes et excès de toute sorte mis en œuvre par Staline au nom de la dictature du prolétariat. L’incapacité des « nomenklaturas » communistes à développer économiquement et socialement leurs pays comme a réussi à le faire le jeu d’affrontements, de négociations et de compromis entre patronat, syndicats et sociétés civiles libres dans les pays d’Europe de l’Ouest, sème un doute de plus en plus profond, et des intellectuels en vue de l’Ouest, comme Bernard-Henri Lévy, André Glucksmann, Jean Elleinstein ou Roger Garaudy se détournent eux aussi de l’idéologie communiste après l’avoir défendue.